# Suedia
Suedia (în suedeză Sverige pronunțat [ˈsværjɛ] ⓘ), oficial Regatul Suediei (în suedeză Konungariket Sverige), este o țară nordică⁠(d) din Europa de Nord. Se învecinează cu Norvegia la vest și nord, cu Finlanda la est și este conectată cu Danemarca în sud-vest printr-un tunel-pod ce traversează strâmtoarea Öresund. Cu 450.295 km², Suedia este cea mai întinsă țară din Europa de Nord, a treia cea mai întinsă din Uniunea Europeană și a cincea din Europa. Capitala este Stockholm. Suedia are o populație totală de 10,4 milioane de locuitori; și o densitate scăzută a populației de 25 locuitori/km². 87% dintre suedezi trăiesc în zone urbane, care acoperă 1,5% din întreaga suprafață terestră. Cea mai mare concentrație este în jumătatea centrală și sudică a țării.
Suedia face parte din aria geografică Fennoscandia. Clima este în general blândă pentru cât de nordică este latitudinea la care se află, datorită unei importante influențe maritime. În ciuda latitudinii ridicate, Suedia are deseori veri călduroase de tip continental, fiind situată între Atlanticul de Nord, Marea Baltică și vasta Rusie. Clima generală și mediul înconjurător variază semnificativ de la sud la nord, din cauza diferențelor mari de latitudine, iar o mare parte din Suedia are ierni friguroase cu multă zăpadă. Sudul Suediei⁠(d) este predominant agricol, în timp ce nordul⁠(d) este des împădurit și include o porțiune din Munții Scandinaviei.
Popoarele germanice au locuit în Suedia încă din vremurile preistorice, apărând în istorie sub numele de goți⁠(d) (în suedeză Götar) și suezi⁠(d) (Svear) și constituind unele din popoarele nordice⁠(d) de navigatori. Un stat suedez independent a apărut la începutul secolului al XII-lea. După ce Moartea Neagră a ucis, pe la mijlocul secolului al XIV-lea, aproximativ o treime din populația scandinavă, Liga Hanseatică a început să amenințe cultura, finanțele și limbile scandinave. Aceasta a dus la formarea Uniunii scandinave de la Kalmar în 1397, pe care Suedia a părăsit-o în 1523. Când Suedia s-a implicat în Războiul de Treizeci de Ani de partea protestantă, a început să-și extindă teritoriile și în cele din urmă s-a format Imperiul Suedez. Aceasta a devenit una dintre marile puteri ale Europei până la începutul secolului al XVIII-lea. Teritoriile suedeze din afara Peninsulei Scandinave au fost pierdute treptat în secolele al XVIII-lea și al XIX-lea, proces încheiat odată cu anexarea Finlandei actuale de către Rusia în 1809. Ultimul război în care Suedia a fost direct implicată a fost în 1814, când Norvegia a fost obligată pe calea armelor să accepte o uniune personală, care s-a dizolvat pe cale pașnică⁠(d) în 1905. De atunci, Suedia a fost permanent în stare de pace, menținând o politică oficială de neutralitate⁠(d) în afacerile externe. În 2014, Suedia a sărbătorit 200 de ani de pace continuă, mai mult decât Elveția. Suedia a fost formal neutră atât de-a lungul războaielor mondiale, cât și în Războiul Rece, deși s-a îndreptat în mod deschis din 2009 către cooperarea cu NATO.
Suedia este o monarhie constituțională și o democrație parlamentară, puterea legislativă aparținând unui Riksdag unicameral cu 349 de membri. Este un stat unitar, în prezent împărțit în 21 de comitate și 290 de comune. Suedia menține un sistem tipic nordic de asistență socială care oferă cetățenilor săi asistență medicală universală⁠(d) și educație terțiară.⁠(d) Are al unsprezecelea cel mai mare venit pe cap de locuitor din lume și ocupă un loc foarte înalt în ceea ce privește calitatea vieții⁠(d), sănătatea, educația⁠(d), protecția libertăților civile⁠(d), competitivitatea economică, egalitatea veniturilor, egalitatea de gen⁠(d), prosperitatea⁠(d) și dezvoltarea umană. Suedia a aderat la Uniunea Europeană la 1 ianuarie 1995, iar în 7 martie 2024 a devenit membru NATO. Suedia a respins calitatea de membru al zonei euro în urma unui referendum⁠(d). Este, de asemenea, membră a Națiunilor Unite, a Consiliului nordic, a Consiliului Europei, a Organizației Mondiale a Comerțului, a Organizației pentru Cooperare și Dezvoltare Economică (OCDE) și a Organizației Tratatului Atlanticului de Nord (NATO, de la 7 martie 2024).

## Etimologie
Cuvântul Suedia derivă din neerlandeza mijlocie și germana joasă mijlocie ale secolului al XVII-lea, lande van der sweden, însemnând „țara suezilor”, swede fiind forma de singular.
Numele suedez Sverige (un compus al cuvintelor Svea și rike, cu lenițiune⁠(d) a consoanei [k], înregistrat pentru prima dată ca Swēorice în Beowulf) înseamnă și el literalmente tot „țara suezilor⁠(d)”, excluzând teritoriile goților⁠(d) din Götaland.
Variații ale acestei denumiri sunt folosite în majoritatea limbilor, cu excepția danezei și a norvegianei care folosec Sverige, a feroezei cu Svøríki, a islandezei cu Svíþjóð. Excepția mai notabilă o constituie unele limbi finice unde se folosesc termenii Ruotsi (finlandeză) și Rootsi (estonă), nume considerat de obicei a se referi la oamenii din zonele de coastă din Roslagen⁠(d), Uppland, care erau cunoscuți sub numele de rusi. Prin intermediul acestora, denumirile au legătură etimologică cu numele Rusiei. 
Etimologia termenului suezi și, astfel, al numelui Suedia, este într-un radical *s(w)e, care înseamnă „propriu”, ca o referire la propriul trib germanic al unei persoane.
Danemarca și sudul Suediei s-au numit după secolul al XII-lea „Dacia“, dar asta este doar o coincidență de nume, nu are nici o legătură cu „Dacia“ antică din România actuală. Până ȋn secolul al XII-lea acele regiuni s-au numit „Dania“, denumire modificată apoi temporar ȋn „Dacia“.

## Istorie

### Preistorie

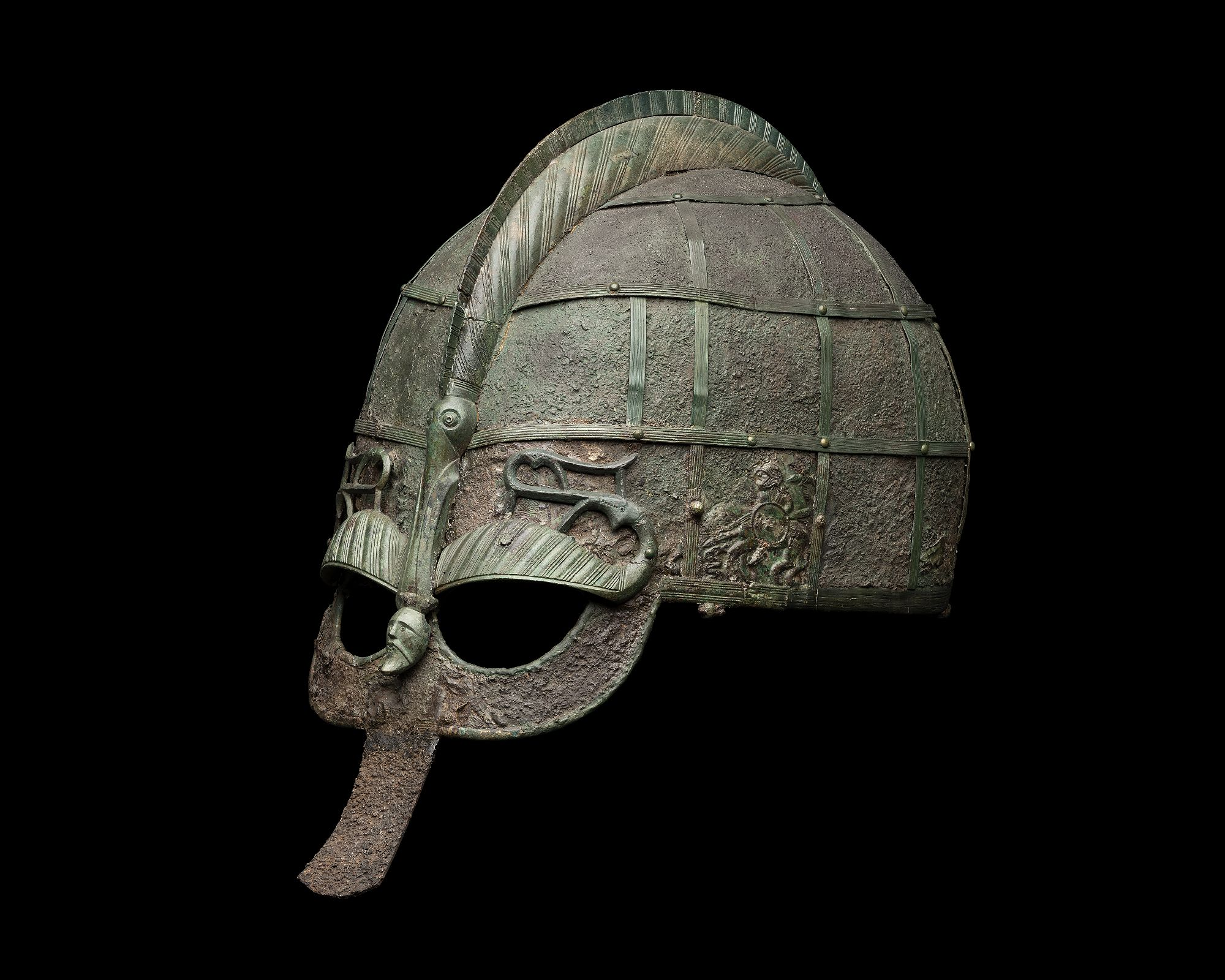
Coif din epoca Vendel, la Muzeul Național Suedez de Antichități

Preistoria Suediei începe în oscilația Allerød⁠(d), o perioadă caldă de prin jurul anului 12000 î.e.n., cu tabere paleolitice târzii de vânători de reni, atribuite culturii Bromme⁠(d) la marginea ghețurilor polare, în ceea ce este acum provincia cea mai sudică a țării, Scania. Această perioadă a fost caracterizată de grupuri mici de vânători-culegători-pescari ce utilizau tehnologia silexului.
Suedia este descrisă pentru prima dată într-o sursă scrisă în Germania de Tacitus în 98 e.n. În Germania 44 și 45, el menționează suezii (Suiones) ca un trib puternic (distins nu doar pentru arme și oameni, ci pentru flotele lor puternice) cu nave care aveau o provă alungită la fiecare capăt (drakkare⁠(d)). Nu se știe ce regi (kuningaz) îi conduceau pe acești suiones, dar mitologia nordică prezintă un lung șir de regi legendari și semi-legendari care duc până la ultimele secole dinaintea erei noastre. În ceea ce privește alfabetizarea în Suedia propriu-zisă, scrierea runică era folosită în rândul elitei scandinave sudice cel puțin în secolul al II-lea e.n., dar tot ceea ce a ajuns până în prezent din perioada romană sunt inscripții scurte pe artefacte, în principal cu nume masculine, demonstrând că oamenii din sudul Scandinaviei vorbeau pe atunci proto-nordica, o limbă din care au evoluat suedeza și alte limbi nord-germanice.
În secolul al VI-lea, Iordanes numește două triburi care trăiesc în Scandza⁠(d), ambele fiind considerate acum sinonime cu suezii: suetidi și suehanii. Cuvântul suetidi este considerat a fi forma latinizată a lui Svíþjóð, numele norvegian vechi pentru suezi. Iordanes îi descrie pe suetidi și dani⁠(d) ca fiind de aceeași origine și cei mai înalți oameni. Mai târziu menționează alte triburi scandinave ca fiind de aceeași statură. Suehanii erau cunoscuți de lumea romană ca furnizori de piei de vulpe neagră și, potrivit lui Jordanes, aveau cai foarte buni, asemănători cu cei ai thyringilor din Germania (alia vero gens ibi moratur Suehans, quae velud Thyringi equis utuntur eximiis). Istoricul islandez Snorri Sturluson a mai scris că regele suedez Adils⁠(d) (Eadgils) avea cei mai buni cai din vremea sa. 

### Vikingii

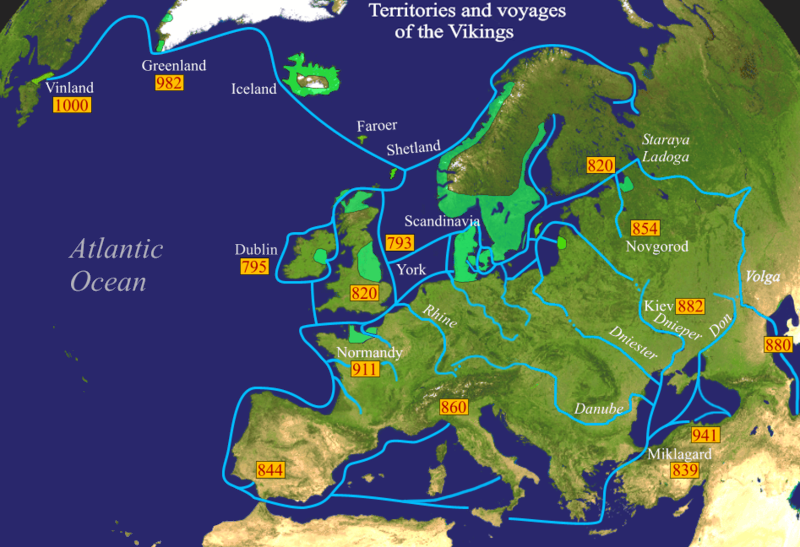
Expedițiile vikingilor (liniile albastre)

Epoca vikingilor în Suedia a durat aproximativ din secolul al VIII-lea până în secolul al XI-lea. Se crede că vikingii suedezi și Gutar⁠(d) au călătorit în principal spre est și sud, mergând în Finlanda, Estonia, țările baltice, Rusia, Belarus, Ucraina, Marea Neagră și chiar până la Bagdad. Traseele lor au trecut pe Nipru⁠(d) spre sud, spre Constantinopol, pe care au efectuat numeroase raiduri. Împăratul bizantin Theofil a remarcat aptitudinile lor în război și i-a invitat să-i servească drept gardă personală, cunoscută sub numele de Garda Varegă. Vikingii suedezi, numiți rusi, sunt strămoșii Rusiei Kievene. Călătorul arab Ibn Fadlan îi descria pe acești vikingi după cum urmează:
„I-am văzut pe rusi când veneau din călătoriile lor negustorești și își puneau tabăra pe Itil. Nu am văzut niciodată exemplare fizice mai perfecte, înalți cât curmalii, blonzi și roșii la față; nu poartă nici tunici, nici caftane, ci bărbații poartă un veșmânt ce le acoperă o parte a corpului și lasă o mână liberă. Fiecare bărbat are un topor, o sabie și un cuțit, și le ține pe toate la el tot timpul. Săbiile sunt late și încovoiate, de felul celor ale francilor.”

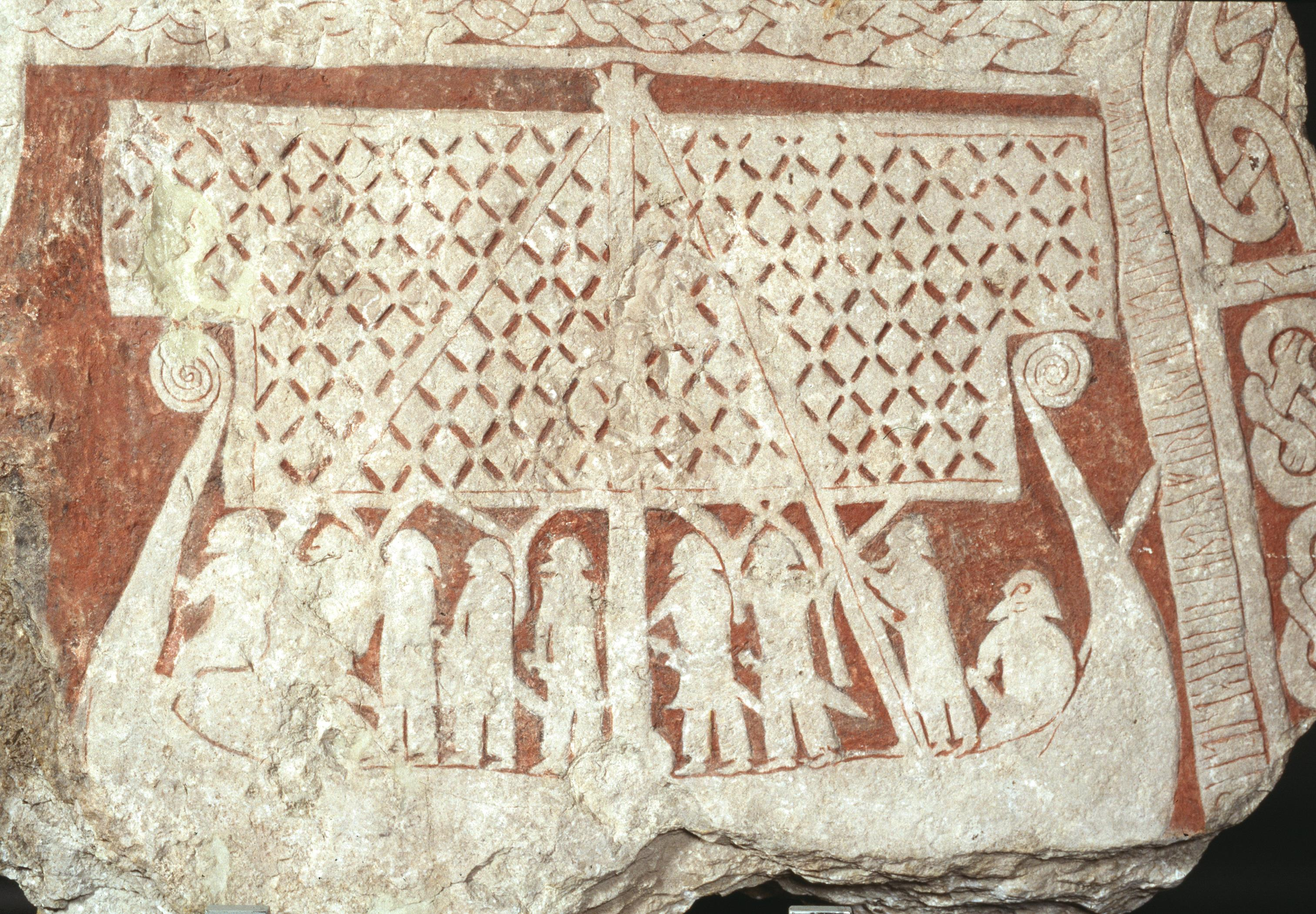
Piatra gravată Tjängvide datând dintre 800 și 1099, exemplu de artă vikingă

Acțiunile acestor vikingi suedezi sunt comemorate pe multe pietre runice⁠(d) din Suedia, cum ar fi pietrele runice grecești⁠(d) și pietrele runice varege⁠(d). A existat și o participare considerabilă la expedițiile spre vest, care sunt comemorate pe aceste pietre, cum ar fi pietrele engleze⁠(d). Ultima expediție vikingă suedeză majoră pare să fi fost nefericita expediție a lui Ingvar cel Mult-Umblat⁠(d) în Serkland⁠(d), regiunea de sud-est a Mării Caspice . Membrii ei sunt comemorați pe pietrele runice ale lui Ingvar⁠(d), dintre care niciuna nu menționează vreun supraviețuitor. Nu se știe ce s-a întâmplat cu echipajul, dar se crede că au murit de boli.

### Regatul Suediei
Nu se știe când și cum s-a născut regatul Suediei, dar lista monarhilor suedezi este întocmită începând cu primii regi despre care se știe că au domnit atât în Svealand⁠(d) (Suedia), cât și în Götaland (Gothia) ca o singură provincie, începând cu Eric cel Victorios. Suedia și Gothia erau două țări separate cu mult înainte de aceasta și încă din antichitate. Nu se știe cât timp au existat ele separat: poemul epic Beowulf descrie semi-legendarele războaie suedo-geatice⁠(d) din secolul al VI-lea. Götaland în acest sens include în principal provinciile Östergötland (Gothia de Est) și Västergötland⁠(d) (Gothia de Vest). La acea dată, Insula Gotland era disputată de alte grupări decât suezii, în acest moment (daneze, hanseatice și autohtone din Gotland). Småland era de minim interes, din cauza pădurilor nepătrunse de pini și doar orașul Kalmar cu castelul său avea importanță. Părțile de sud-vest ale peninsulei scandinave erau formate din trei provincii daneze (Scania, Blekinge și Halland). La nord de Halland, Danemarca avea o frontieră directă cu Norvegia și cu provincia Bohuslän a acesteia. Dar au existat așezări suedeze de-a lungul coastei de sud a Norrlandului.

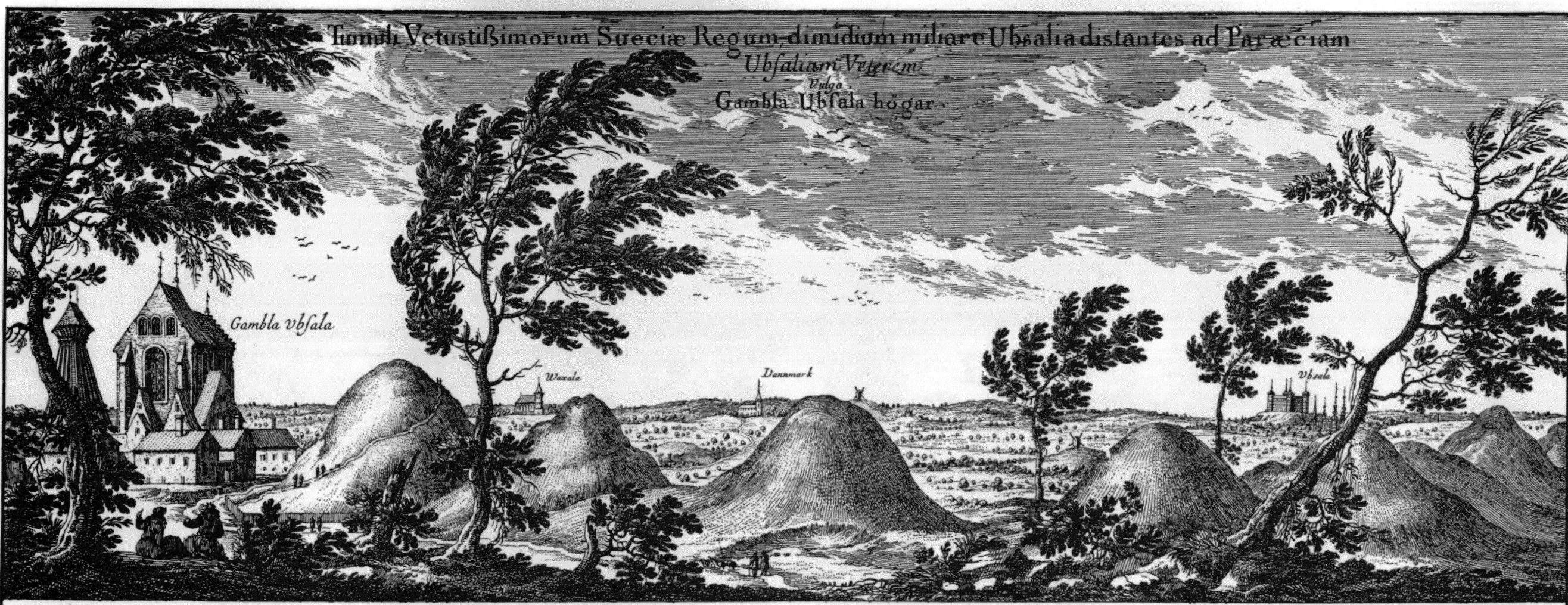
(Uppsala veche), un loc de importanță religioasă și politică în primii ani ai Suediei

În primele etape ale epocii scandinave a vikingilor, Ystad din provincia daneză Scania și Paviken⁠(d) de pe Gotland erau centre de comerț înfloritoare, dar nu făceau parte din regatul suedez timpuriu. În Ystad au fost găsite rămășițe din ceea ce se crede că a fost o piață mare datând între 600 și 700 e.n. În Paviken, un important centru comercial al regiunii baltice în secolele al IX-lea și al X-lea, au fost găsite rămășițe ale unui mare port din epoca vikingă, cu șantiere de construcții navale și industrii de artizanat. Între 800 și 1000, comerțul a adus o mulțime de argint în Gotland și, potrivit unor cercetători, gotlandezii din această epocă au acumulat mai mult argint decât restul populației din Scandinavia la un loc.
Sfântului Ansgar i se atribuie de obicei introducerea creștinismului în 829, dar noua religie nu a început să înlocuiască pe deplin păgânismul până în secolul al XII-lea. În secolul al XI-lea, creștinismul a devenit religia predominantă, iar din 1050 Suedia este considerată o țară creștină. Perioada cuprinsă între 1100 și 1400 a fost caracterizată de lupte interne pentru putere și competiție între regatele nordice. În anii 1150–1293, conform legendei lui Eric al IX-lea⁠(d) și Cronicilor lui Eric⁠(d), regii suedezi au efectuat o primă⁠(d), o a doua⁠(d) și o a treia cruciadă⁠(d) în Finlanda păgână împotriva finilor⁠(d), tavastienilor⁠(d) și carelienilor și au început conflicte cu rusii care nu mai aveau nicio legătură cu Suedia. Colonizarea suedeză⁠(d) a zonelor de coastă din Finlanda a început și în secolele al XII-lea și al XIII-lea. În secolul al XIV-lea, colonizarea suedeză a zonelor de coastă din Finlanda a început să fie mai organizată și la sfârșitul secolului mai multe dintre zonele de coastă ale Finlandei erau locuite mai ales de suedezi.

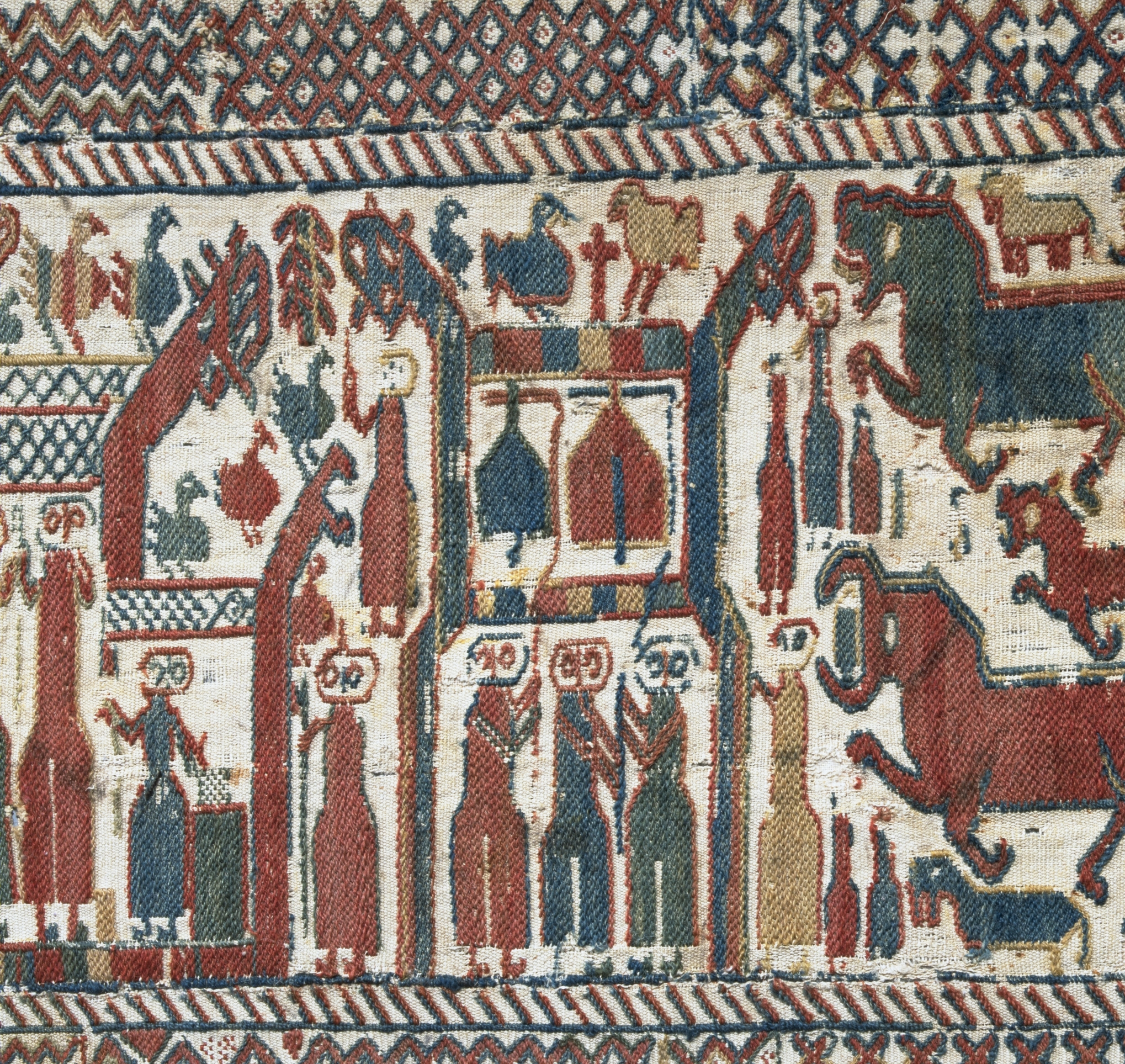
, realizată cel mai probabil la sfârșitul secolului al XIII-lea.

Cu excepția provinciilor Scania, Blekinge și Halland din sud-vestul peninsulei scandinave, care au fost părți ale Regatului Danemarcei în această perioadă, feudalismul nu s-a dezvoltat niciodată în Suedia, așa cum s-a întâmplat în restul Europei. Prin urmare, țărănimea a rămas în mare parte o clasă de mici agricultori liberi în cea mai mare parte a istoriei suedeze. Iobăgia nu era ceva obișnuit în Suedia, și orice formă de servitute personală a avut tendința de a fi înlăturată datorită răspândirii creștinismului, și datorită dificultății de a obține sclavi din țările de la est de Marea Baltică, precum și prin dezvoltarea orașelor înainte de secolul al XVI-lea. Într-adevăr, atât sclavia, cât și iobăgia au fost abolite cu totul printr-un decret al regelui Magnus al IV-lea încă din 1335. Foștii sclavi tindeau să fie absorbiți în țărănime, iar unii deveneau muncitori în orașe. Totuși, Suedia a rămas o țară săracă și înapoiată din punct de vedere economic, în care trocul era principalul mijloc de schimb. De exemplu, fermierii din provincia Dalsland își transportau untul în districtele miniere din Suedia și îl schimbau acolo direct cu fier, pe care îl duceau apoi pe coastă și îl schimbau cu pește, pe care îl consumau, în timp ce fierul era transportat în străinătate.

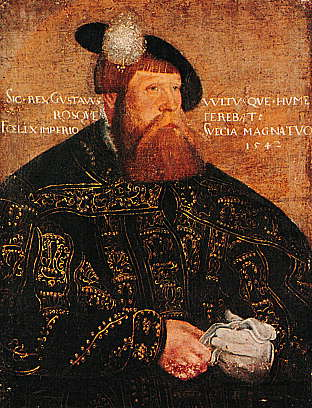
Gustav I Suedia de Christian al II-lea al Danemarcei, punând capăt Uniunii de la Kalmar. El a înființat Casa Vasa care a domnit în Suedia și în Polonia până în secolul al XVII-lea

De multe ori pe parcursul existenței regatului, coroana suedeză a fost moștenită de regi copii; în consecință, puterea reală a fost deținută pentru perioade lungi de regenți (în special cei din familia Sture⁠(d)) aleși de parlamentul suedez. Regele Christian al II-lea al Danemarcei, care și-a afirmat pretenția asupra Suediei prin forța armelor, a ordonat masacrarea nobililor suedezi la Stockholm în 1520. Aceasta a ajuns să fie cunoscută drept „baia de sânge de la Stockholm” și a stârnit nobilimea suedeză la o nouă rezistență și, pe 6 iunie (astăzi sărbătoarea națională a Suediei) în 1523, l-au făcut pe Gustav Vasa rege. Aceasta este uneori considerată a fi fundamentul Suediei moderne. La scurt timp după aceea, noul rege a respins catolicismul și a condus Suedia înspre Reforma protestantă.
Liga Hanseatică a fost înființată oficial la Lübeck, pe coasta Germaniei de Nord la Marea Baltică, în 1356. Liga încerca să obțină privilegii civile și comerciale de la prinți și regalitatea țărilor și orașelor de-a lungul coastelor Mării Baltice. În schimb, ea oferea o anumită protecție orașelor care se alăturau. Având propriile sale nave, Hansa a reușit să curețe Marea Baltică de pirați. Privilegiile obținute de Hansa au inclus asigurări că numai cetățenii Hansei pot face comerț din porturile în care se aflau. Ea încerca să obțină acorduri de scutire de orice vămi și taxe. Cu aceste concesii, negustorii din Lübeck au venit în număr mare la Stockholm, unde în curând au ajuns să domine viața economică a orașului și au făcut din orașul-port Stockholm principalul oraș comercial și industrial al Suediei. În cadrul comerțului hanseatic, două treimi din importurile Stockholmului constau din textile, în timp ce treimea rămasă era sare. Principalele exporturi din Suedia erau fierul și cuprul.
Cu toate acestea, suedezii au început să deteste poziția comercială de monopol a Hansei (formată în cea mai mare parte din cetățeni germani), și veniturile pe care simțeau că le pierd în favoarea Hansei. În consecință, atunci când Gustav Vasa sau Gustav I a spart puterea de monopol a Ligii Hanseatice, el a fost privit ca un erou de către poporul suedez. Istoria îl consideră acum pe Gustav I ca părintele națiunii suedeze moderne. Bazele puse de Gustav aveau însă să se dezvolte doar cu timpul. În plus, când Suedia s-a dezvoltat, eliberată de Liga Hanseatică, și a intrat în epoca sa de aur, faptul că țărănimea fusese în mod tradițional liberă a însemnat că mai multe dintre beneficiile economice au revenit către aceasta, și nu s-au limitat la o clasă feudală de proprietari de pământ.
Sfârșitul secolului al XVI-lea a fost marcat de o fază finală de rivalitate între catolicii rămași și comunitățile devenite protestante. În 1592, nepotul catolic al lui Gustav Vasa și regele Poloniei, Sigismund, a urcat pe tronul suedez. El a urmărit să consolideze influența Romei prin inițierea Contrareformei și a creat o monarhie duală, care a devenit temporar cunoscută sub numele de Uniunea Polono-Suedeză⁠(d). Conducerea sa despotică, puternic caracterizată de intoleranța față de protestanți, a declanșat un război civil⁠(d) care a scufundat Suedia în sărăcie. În opoziție, unchiul și succesorul lui Sigismund, Carol Vasa, a convocat în 1593 Sinodul de la Uppsala⁠(d), care a confirmat oficial Biserica modernă a Suediei ca luterană. După detronarea sa în 1599, Sigismund a încercat să recupereze tronul cu orice preț și ostilitățile dintre Polonia și Suedia au continuat de-a lungul următorului secol.

### Imperiul Suedez

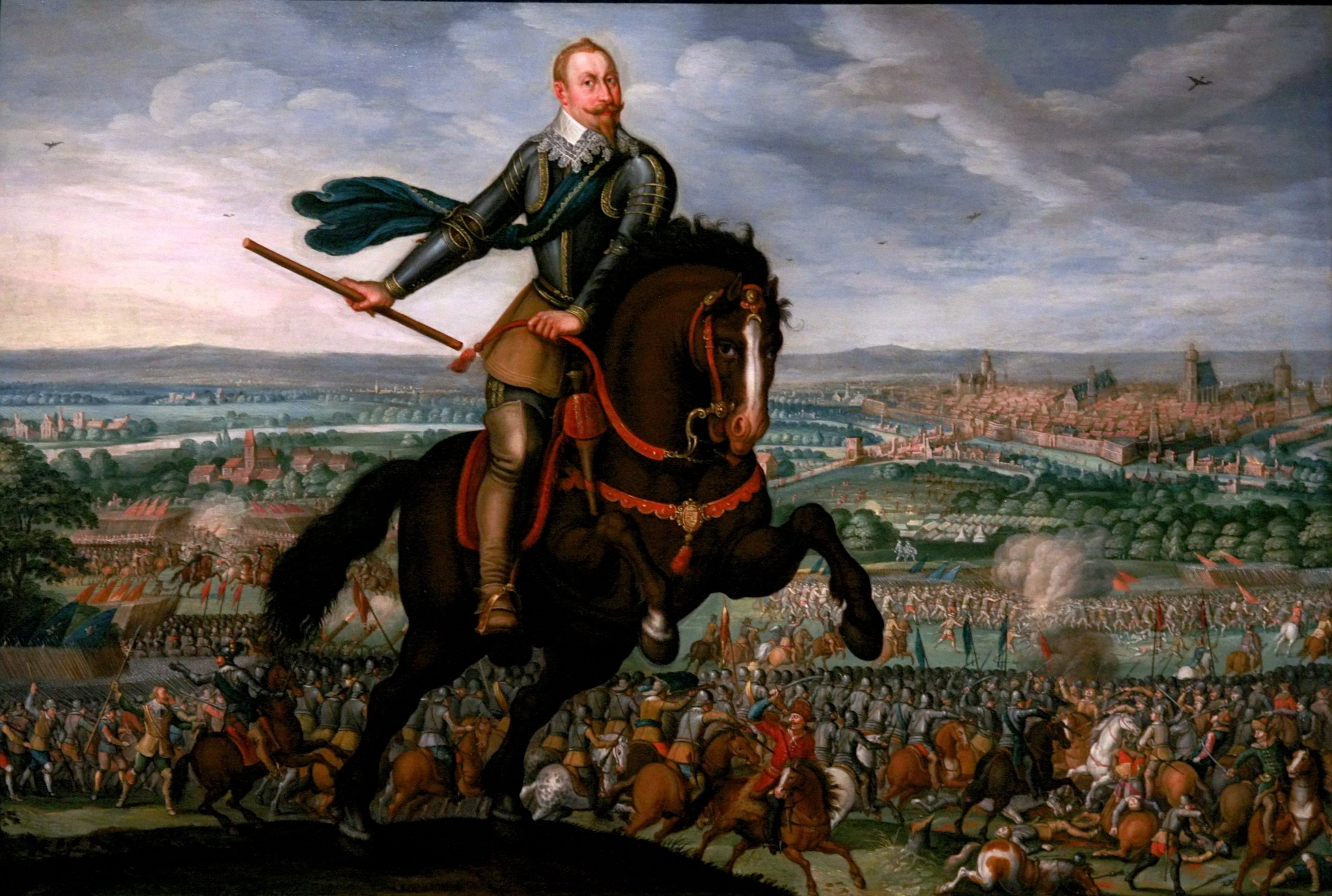
Gustav Adolf la din 1631.

În secolul al XVII-lea, Suedia a devenit o mare putere europeană. Înainte de apariția Imperiului Suedez, Suedia era o țară săracă și cu o populație rarefiată la marginea civilizației europene, fără o putere sau reputație semnificativă. Suedia a devenit mare putere continentală în timpul domniei regelui Gustav Adolf, cucerind teritorii din Rusia și Polonia-Lituania în multiple conflicte, între care Războiul de 30 de Ani.
În timpul Războiului de 30 de ani, Suedia a cucerit aproximativ jumătate din statele Sfântului Imperiu Roman și a învins armata imperială la bătălia de la Breitenfeld⁠(d) din 1631. Gustav Adolf intenționa să devină noul sfânt împărat roman, și să domnească asupra unei Scandinavii unite și a statelor Sfântului Imperiu Roman, dar a fost ucis în bătălia de la Lützen⁠(d) în 1632. După bătălia de la Nördlingen din 1634, singura înfrângere militară semnificativă a Suediei din tot războiul, sentimentul pro-suedez în rândul statelor germane s-a diminuat. Aceste provincii germane s-au desprins de puterea suedeză una câte una, lăsând Suedia doar cu câteva teritorii nord-germane: Pomerania Suedeză⁠(d), Bremen-Verden⁠(d) și Wismar. Din 1643 până în 1645, în ultimii ani ai războiului, Suedia și Danemarca-Norvegia au purtat războiul lui Torstenson⁠(d). Rezultatul acestui conflict și încheierea Războiului de Treizeci de Ani au contribuit la statutul Suediei postbelice de mare forță în Europa.

Imperiul suedez între 1611 și 1815, cu apogeul absolut între 1658 și 1660.

La mijlocul secolului al XVII-lea, Suedia era a treia țară ca mărime din Europa ca suprafață, fiind depășită doar de Rusia și Spania. Suedia a atins cea mai mare întindere teritorială sub domnia lui Carol al X-lea după tratatul de la Roskilde⁠(d) din 1658, în urma riscantei, dar reușitei traversări a Centurilor Daneze⁠(d) de către Carol al X-lea. Fundamentul succesului Suediei în această perioadă este atribuit schimbărilor majore efectuate de Gustav I în economia suedeză în secolul al XVI-lea și introducerii protestantismului. În secolul al XVII-lea, Suedia s-a angajat în multe războaie, de exemplu cu Uniunea Polono-Lituaniană. Ambele părți concurau pentru teritoriile statelor baltice de astăzi, Suedia suferind o înfrângere notabilă în bătălia de la Kircholm⁠(d). O treime din populația finlandeză a murit în devastatoarea mare foamete din 1695–1697, care a lovit țara. Foametea a lovit și Suedia, ucigând circa 10% din populația Suediei.
Suedezii au efectuat o serie de invazii în Uniunea Polono-Lituaniană, cunoscute colectiv sub numele de Potopul. După mai bine de jumătate de secol de războaie aproape constante, economia suedeză se deteriorase. A devenit sarcina de o viață a fiului lui Carol al X-lea, Carol al XI-lea, să reconstruiască economia și să refacă armata. În urma fiului său, viitorul conducător al Suediei, Carol al XII-lea, a rămas unul dintre cele mai bune arsenale din lume, o mare armată permanentă și o mare flotă. Rusia, cea mai serioasă amenințare pentru Suedia în acel moment, avea o armată mai mare, dar rămăsese mult în urmă atât în ceea ce privește echipamentul, cât și instrucția.
După bătălia de la Narva din 1700, una dintre primele bătălii din Marele Război Nordic, armata rusă a fost atât de grav devastată încât Suedia a avut șansa deschisă de a invada Rusia. Cu toate acestea, Carol al XII-lea nu a urmărit armata rusă, ci s-a întors împotriva Poloniei-Lituaniei⁠(d) și l-a învins pe regele polonez, August al II-lea cel Puternic, și pe aliații săi saxoni în bătălia de la Kliszów⁠(d) din 1702. Aceasta a dat Rusiei timp sa-și reconstruiască și să-și modernizeze armata.

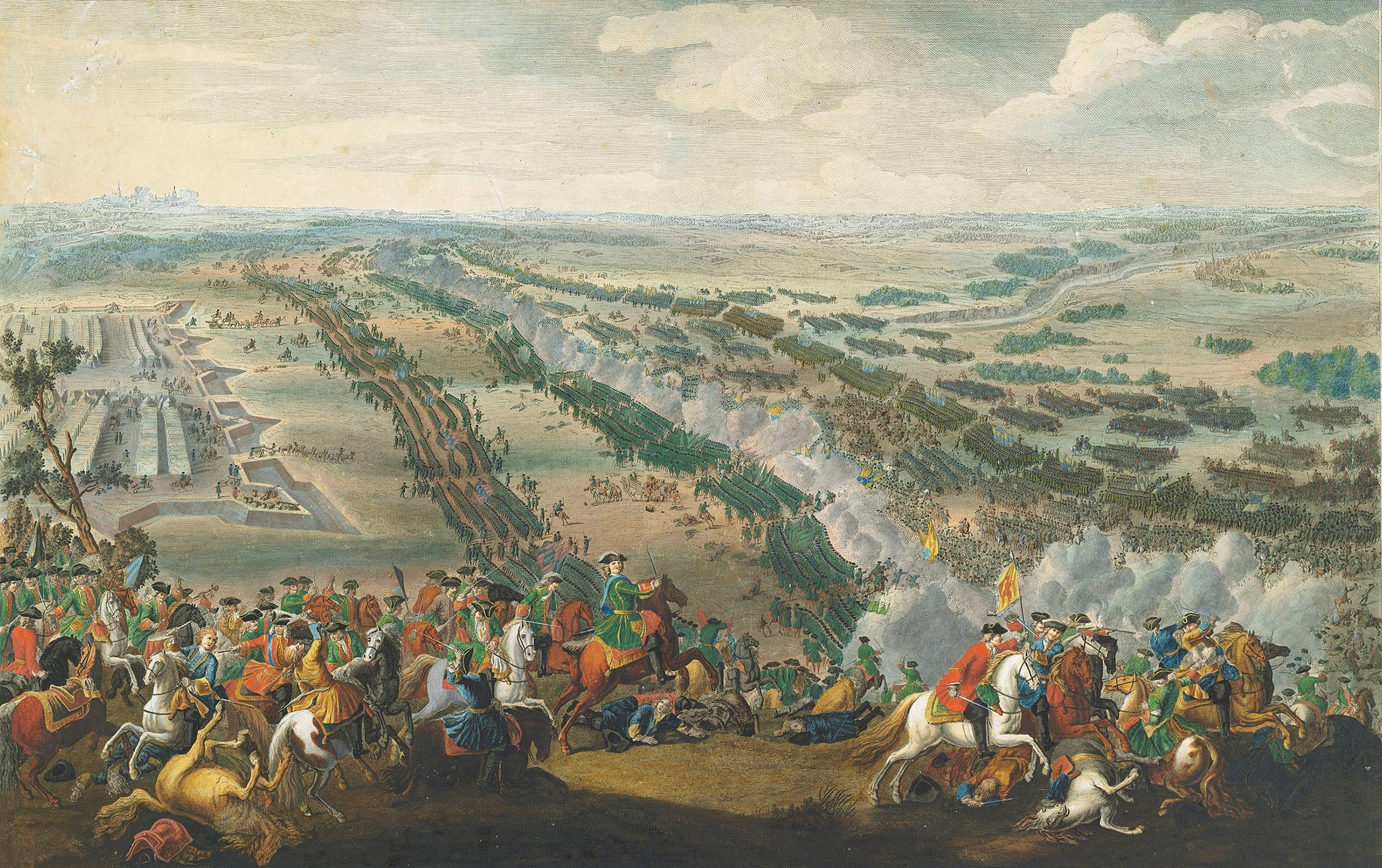
Bătălia de la Poltava din 1709. În anii următori, Rusia și aliații ei au ocupat toate de pe coasta Baltică și chiar Finlanda.

După succesul invadării Poloniei, Carol al XII-lea a decis să încerce invadarea Rusiei⁠(d), dar aceasta s-a încheiat cu o victorie decisivă a Rusiei în bătălia de la Poltava din 1709. După un lung marș expus raidurilor cazacilor, tehnicile de pământ pârjolit ale țarului rus Petru cel Mare și iarna extrem de friguroasă a anului 1709⁠(d), suedezii au rămas slăbiți și cu moralul scăzut și au fost depășiți numeric de armata rusă la Poltava. Înfrângerea a însemnat începutul sfârșitului pentru Imperiul Suedez. În plus, ciuma care a făcut ravagii în Europa Centrală de Est⁠(d) a devastat posesiunile suedeze și a ajuns în Suedia Centrală în 1710. Întors în Suedia în 1715, Carol al XII-lea a lansat două campanii împotriva Norvegiei⁠(d) în 1716 și, respectiv, 1718. În timpul celei de a doua încercări, a fost împușcat în timpul asediului⁠(d) cetății Fredriksten⁠(d). Suedezii nu au fost învinși militar la Fredriksten, dar întreaga structură și organizarea campaniei s-au prăbușit odată cu moartea regelui, iar armata s-a retras.
Forțată să cedeze teritorii întinse prin tratatul de la Nystad⁠(d) din 1721, Suedia și-a pierdut și locul ca imperiu și ca stat dominant la Marea Baltică. Odată cu pierderea influenței Suediei, Rusia a devenit imperiu și una dintre națiunile dominante ale Europei⁠(d). Când războiul a luat sfârșit în 1721, Suedia pierduse aproximativ 200.000 de oameni, 150.000 dintre cei din zona Suediei de astăzi și 50.000 din partea finlandeză a Suediei⁠(d).
În secolul al XVIII-lea, Suedia nu avea suficiente resurse pentru a-și menține teritoriile din afara Scandinaviei, iar cele mai multe dintre ele au fost pierdute, culminând cu pierderea estului Suediei în 1809⁠(d) în fața Rusiei, teritoriu care a devenit extrem de autonomul Mare Principat al Finlandei în Rusia țaristă.
În interesul restabilirii dominației suedeze în Marea Baltică, Suedia s-a aliat împotriva aliatului și binefăcătorului său tradițional, Franța, în războaiele napoleoniene. Cu toate acestea, în 1810, un mareșal francez, Jean-Baptiste Bernadotte, a fost ales ca moștenitor prezumtiv al bătrânului Carol al XIII-lea; în 1818, el înființat Casa de Bernadotte, luând numele monarhic⁠(d) de Carol al XIV-lea. Rolul Suediei în bătălia de la Leipzig i-a conferit autoritatea de a forța Danemarca-Norvegia, o aliată a Franței, să cedeze Norvegia regelui Suediei la 14 ianuarie 1814 în schimbul provinciilor din nordul Germaniei, prin Tratatul de la Kiel⁠(d). Încercările norvegienilor de a-și păstra statutul de stat suveran au fost respinse de regele suedez, Carol al XIII-lea. El a lansat o campanie militară împotriva Norvegiei⁠(d) la 27 iulie 1814, care s-a încheiat cu Convenția de la Moss⁠(d), care a forțat Norvegia să formeze uniune personală cu Suedia sub coroana suedeză, care a durat până în 1905. Campania din 1814 a fost ultima dată când Suedia a fost în război.

### Istoria modernă
Compania Suedeză a Indiilor de Est⁠(d), Ostindiska Kompaniet, a fost fondată în 1731. Alegerea evidentă ca port de origine a fost Göteborg, de pe coasta de vest a Suediei, la gura foarte largă de vărsare a râului Göta älv⁠(d), având cel mai mare și mai bun liman pentru ieșiri în larg din toată regiunea. Comerțul a continuat până în secolul al XIX-lea și a făcut ca micul târgușor să devină al doilea oraș al Suediei. A existat o creștere semnificativă a populației în secolele al XVIII-lea și al XIX-lea, pe care scriitorul Esaias Tegnér a atribuit-o în 1833 „păcii, vaccinului împotriva variolei⁠(d) și cartofilor”. Între 1750 și 1850, populația Suediei s-a dublat. Potrivit unor savanți, emigrarea în masă în America a devenit singura modalitate de a preveni foametea și rebeliunea; peste 1% din populație emigra anual în anii 1880. Cu toate acestea, Suedia a rămas săracă, păstrând o economie aproape în întregime agricolă, chiar în timp ce Danemarca și țările din Europa de Vest au început să se industrializeze.

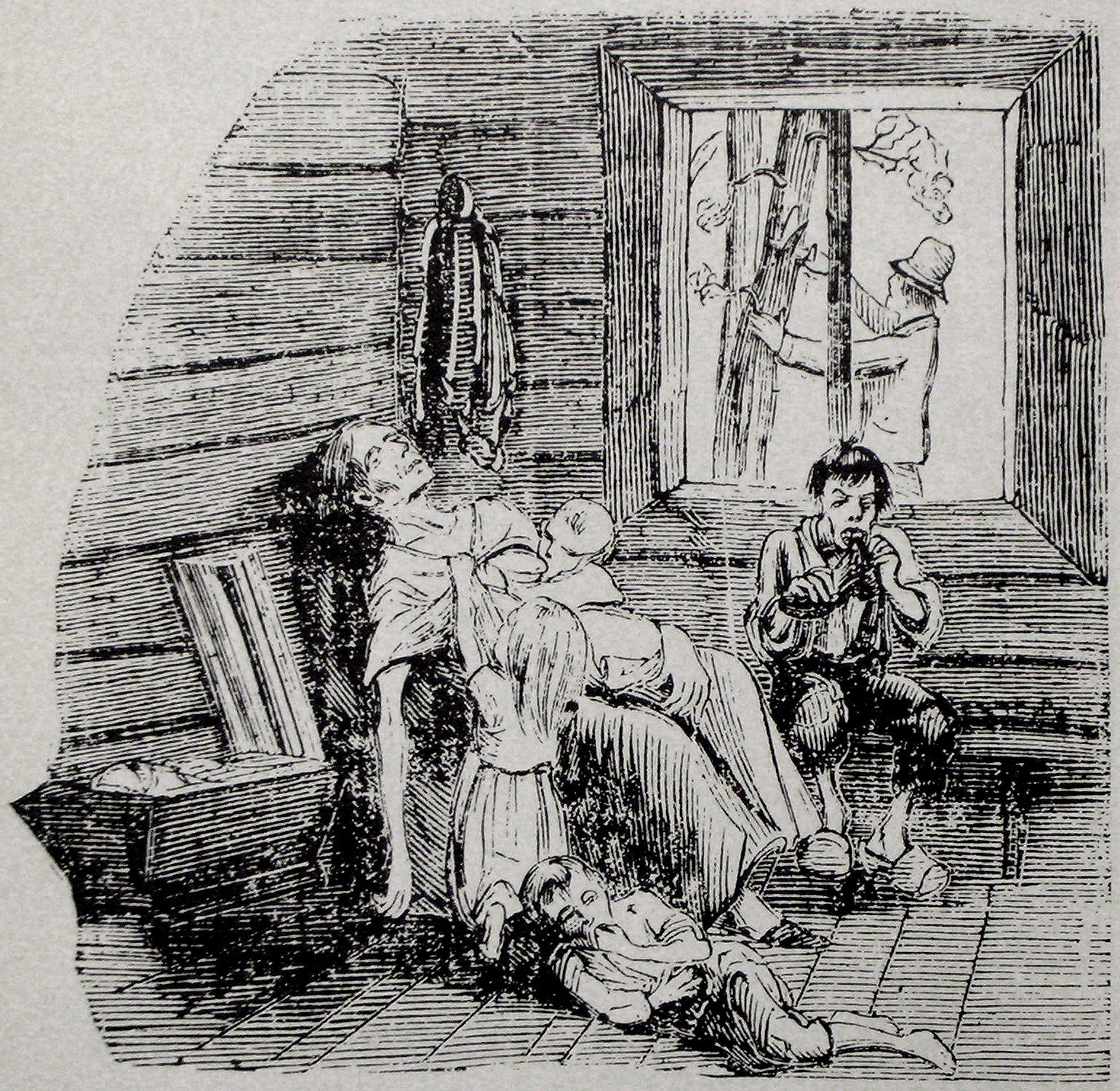
Ilustrație a foametei în nordul Suediei,

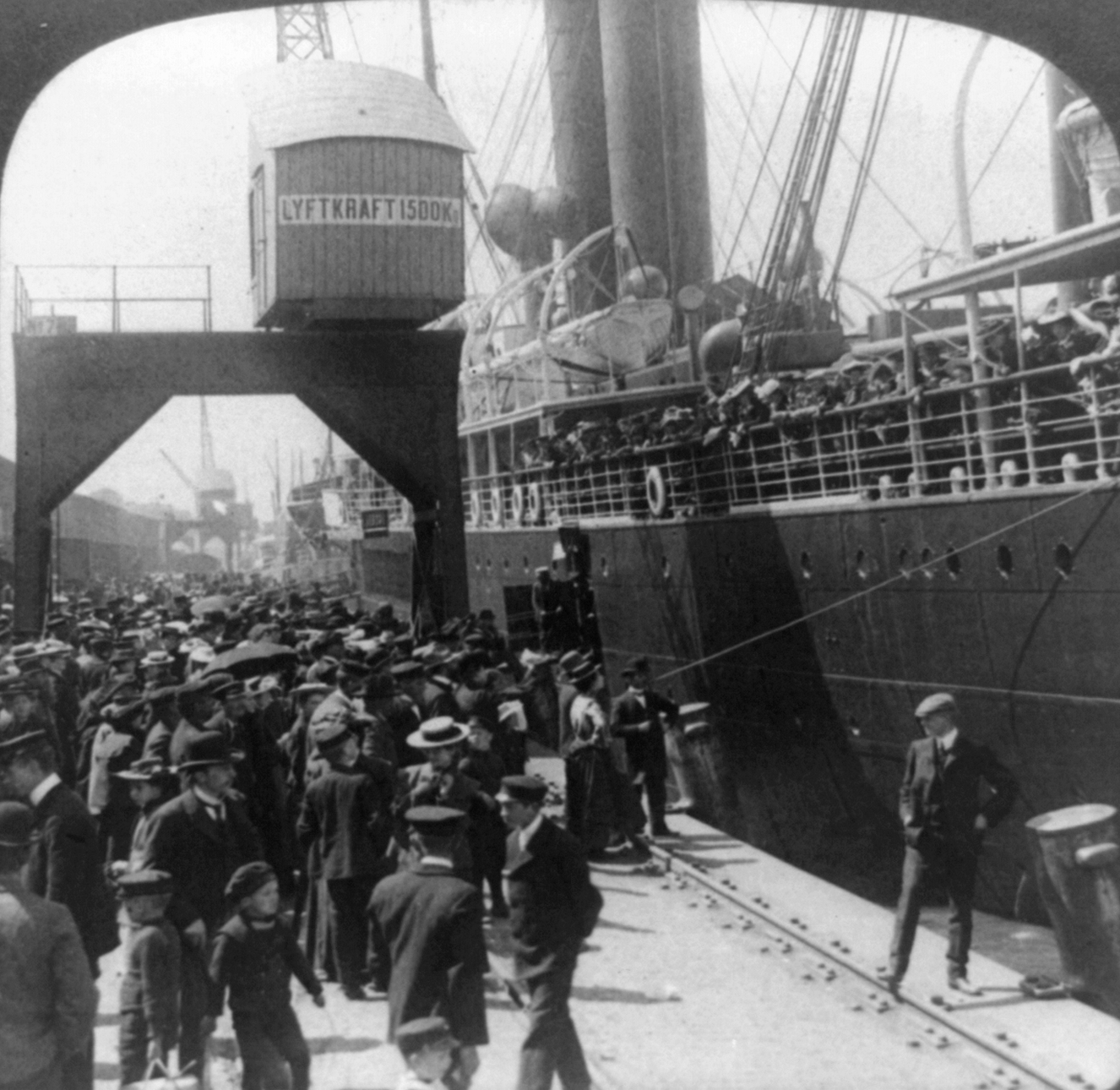
Emigranții suedezi urcându-se pe vas la Göteborg în 1905

Mulți au privit spre America pentru o viață mai bună în această perioadă. Se crede că între 1850 și 1910 mai mult de un milion de suedezi s-au mutat în Statele Unite. La începutul secolului al XX-lea, în Chicago locuiau mai mulți suedezi decât în Göteborg (al doilea oraș ca mărime al Suediei). Majoritatea imigranților suedezi s-au mutat în Vestul Mijlociu al Statelor Unite, cu o populație mare în Minnesota, iar alții s-au mutat în alte părți ale Statelor Unite și Canadei.
În ciuda ritmului lent de industrializare în secolul al XIX-lea, multe schimbări importante aveau loc în economia agrară datorită inovațiilor constante și creșterii rapide a populației. Aceste inovații au inclus programe de împrejmuire⁠(d) susținute de guvern, exploatarea agresivă a terenurilor agricole și introducerea de noi culturi, cum ar fi cartoful. Deoarece țărănimea suedeză nu fusese niciodată iobăgită, ca în alte părți ale Europei, cultura agricolă suedeză a început să aibă un rol critic în politica Suediei, care a continuat în vremurile moderne cu Partidul Agrar modern (astăzi numit Partidul de Centru). Între 1870 și 1914, Suedia a început să dezvolte economia industrializată care există astăzi.
în a doua jumătate a secolului al XIX-lea, au apărut în Suedia mișcări sociale puternice (sindicate, grupări pentru temperanță⁠(d) și grupuri religioase independente), creând o bază solidă a principiilor democratice. În 1889 a fost fondat Partidul Social Democrat Suedez. Aceste mișcări au precipitat tranziția Suediei către o democrație parlamentară modernă, realizată înaintea Primului Război Mondial. Pe măsură ce revoluția industrială progresa în secolul al XX-lea, oamenii s-au mutat treptat în orașe pentru a lucra în fabrici și s-au implicat în sindicatele socialiste. O revoluție comunistă a fost evitată în 1917, în urma reintroducerii parlamentarismului, iar țara a fost democratizată .

### Primul și al Doilea Război Mondial
Suedia a fost oficial neutră în timpul Primului Război Mondial, deși, sub presiune germană, a luat măsuri în dauna puterilor aliate, inclusiv minarea canalului Øresund, pe care astfel l-a închis transporturilor aliate, și permisiunea acordată germanilor să folosească instalațiile suedeze și cifrurile suedeze pentru a transmite mesaje secrete către ambasadele lor de peste mări. De asemenea, Suedia a permis voluntarilor să lupte pentru Gărzile Albe alături de germani împotriva Gărzilor Roșii și a rușilor în Războiul Civil Finlandez, și a ocupat pentru scurt timp Insulele Åland în cooperare cu Germania.

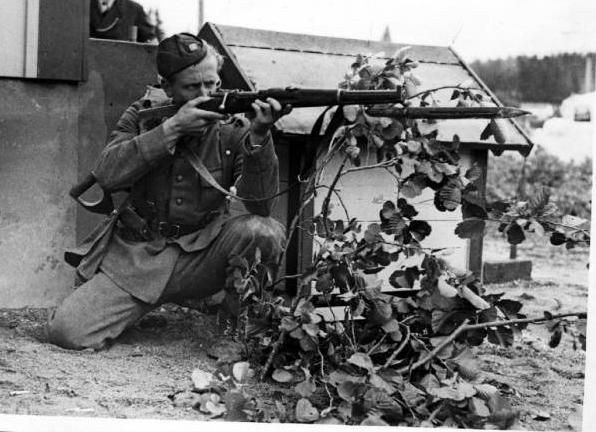
Un soldat suedez în timpul celui de-al Doilea Război Mondial. Suedia a rămas neutră în timpul conflictului.

Ca și în Primul Război Mondial, Suedia a rămas oficial neutră în timpul celui de al Doilea Război Mondial, deși neutralitatea sa în timpul celui de al Doilea Război Mondial a fost contestată. Suedia a fost sub influența germană pentru o mare parte a războiului, deoarece legăturile cu restul lumii au fost întrerupte prin blocade. Guvernul suedez a simțit că nu este în măsură să conteste în mod deschis Germania și, prin urmare, a făcut unele concesii. De asemenea, Suedia a furnizat Germaniei oțel și piese prelucrate pe tot parcursul războiului. Guvernul suedez a sprijinit neoficial Finlanda în Războiul de Iarnă și Războiul de Continuare, permițând trimiterea de voluntari și de sprijin material în Finlanda. Pe de altă parte, Suedia a sprijinit rezistența norvegiană împotriva Germaniei și, în 1943, a ajutat la salvarea evreilor danezi de la deportarea în lagărele de concentrare naziste.
În ultimul an de război, Suedia a început să joace un rol în eforturile umanitare, iar mulți refugiați, printre care câteva mii de evrei din Europa ocupată de naziști, au fost salvați datorită misiunilor de salvare suedeze în lagărele de internare și, parțial, pentru că Suedia a servit drept refugiu pentru refugiați, în primul rând din țările nordice⁠(d) și din statele baltice. Diplomatul suedez Raoul Wallenberg și colegii săi au asigurat siguranța a zeci de mii de evrei maghiari. Cu toate acestea, atât suedezii, cât și alții au susținut că Suedia ar fi putut face mai mult pentru a se opune eforturilor de război ale naziștilor, chiar dacă aceasta ar fi însemnat creșterea riscului unei ocupații naziste.

### Epoca postbelică

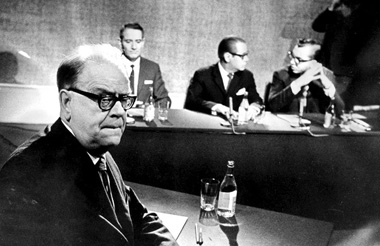
Tage Erlander (stânga), prim-ministru din partea Partidului Social Democrat Suedez aflat la guvernare din 1946 până în 1969.

Suedia a fost oficial țară neutră și a rămas în afara NATO și a Pactului de la Varșovia în timpul Războiului Rece, dar în particular conducerea Suediei avea legături puternice cu Statele Unite și cu alte guverne occidentale. În urma războiului, Suedia a profitat de o bază industrială intactă, de stabilitatea socială și de resursele sale naturale pentru a-și extinde industria înspre aprovizionarea reconstrucției Europei. Suedia a primit ajutor în cadrul Planului Marshall și a participat la OCDE. În cea mai mare parte a erei postbelice, țara a fost guvernată de Partidul Social Democrat Suedez în mare parte în cooperare cu sindicatele⁠(d) și industria. Guvernul a vizat în mod activ dezvoltarea unui sector de producție competitiv la nivel internațional, alcătuit mai ales din mari corporații.
Suedia a fost unul dintre statele fondatoare ale Spațiului European de Liber Schimb⁠(d) (AELS). În anii 1960, țările AELS au fost adesea denumite „Outer Seven”, spre deosebire de „Inner Six” ale Comunității Economice Europene (CEE) de atunci.
La fel ca multe țări industrializate, Suedia a intrat într-o perioadă de declin economic și de revolte în urma embargourilor petroliere din 1973–74 și 1978–79. În anii 1980, mai multe industrii-cheie suedeze au fost restructurate semnificativ. Construcția navală a fost întreruptă, pasta de lemn a fost integrată în producția modernizată de hârtie, industria siderurgică a fost concentrată și specializată, iar ingineria mecanică a fost robotizată.
Între 1970 și 1990, povara fiscală totală a crescut cu peste 10%, dar creșterea a fost una scăzută în comparație cu alte țări din Europa de Vest. În cele din urmă, guvernul a început să cheltuiască peste jumătate din produsul intern brut al țării. PIB-ul pe cap de locuitor a scăzut în această perioadă.

### Istoria recentă

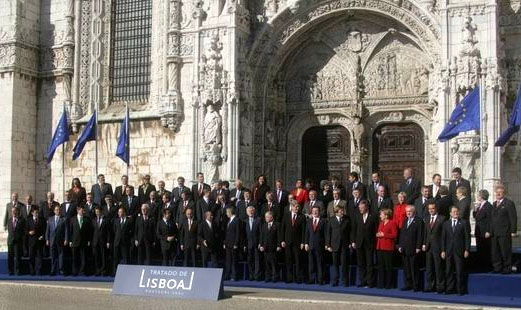
Suedia a aderat la Uniunea Europeană în 1995 și a semnat Tratatul de la Lisabona în 2007.

Spargerea unei bule imobiliare cauzată de controale inadecvate asupra creditării, combinate cu o recesiune internațională și o renunțare la politicile anti-șomaj în favoarea politicilor antiinflaționiste a dus la o criză fiscală⁠(d) la începutul anilor 1990. PIB-ul Suediei a scăzut cu aproximativ 5%. În 1992, un atac speculativ asupra monedei a determinat banca centrală să majoreze pentru scurt timp ratele dobânzilor la 500%.
Răspunsul guvernului a fost să reducă cheltuielile și să instituie o multitudine de reforme pentru a îmbunătăți competitivitatea Suediei, printre care reducerea statului social și privatizarea serviciilor și bunurilor publice. O mare parte din organizația politică a promovat aderarea la UE și un referendum⁠(d) a fost aprobat-o cu 52,3% pentru la 13 noiembrie 1994. Suedia a aderat la Uniunea Europeană la 1 ianuarie 1995. La un referendum din 2003, electoratul suedez a votat împotriva⁠(d) aderării țării la moneda euro. În 2006, Suedia a avut primul guvern majoritar după zeci de ani de guverne minoritare, când Alianța⁠(d) de centru-dreapta a învins Partidul Social-Democrat aflat până atunci la guvernare. În urma creșterii rapide a sprijinului pentru Democrații Suedezi anti-imigrație și în urma intrării lor în Riksdag în 2010, guvernul Alianței a devenit și el unul minoritar.
Suedia rămâne nealiniată din punct de vedere militar, deși participă la unele exerciții militare comune cu NATO și cu alte țări, pe lângă cooperarea extinsă cu alte țări europene în domeniul tehnologiei de apărare și al industriei de apărare. Printre altele, companiile suedeze exportă arme care au fost folosite de armata americană în Irak. Suedia are, de asemenea, un lung istoric de participare la operațiuni militare internaționale, inclusiv în Afganistan, unde trupele suedeze s-au aflat sub comanda NATO, și la operațiuni de menținere a păcii⁠(d) sub egida UE în Kosovo, Bosnia și Herțegovina și Cipru. Suedia a participat, de asemenea, la punerea în aplicare a unei zone de interdicție aeriană mandatată de ONU deasupra Libiei în timpul Primăverii Arabe. Suedia a deținut președinția Uniunii Europene între 1 iulie și 31 decembrie 2009.

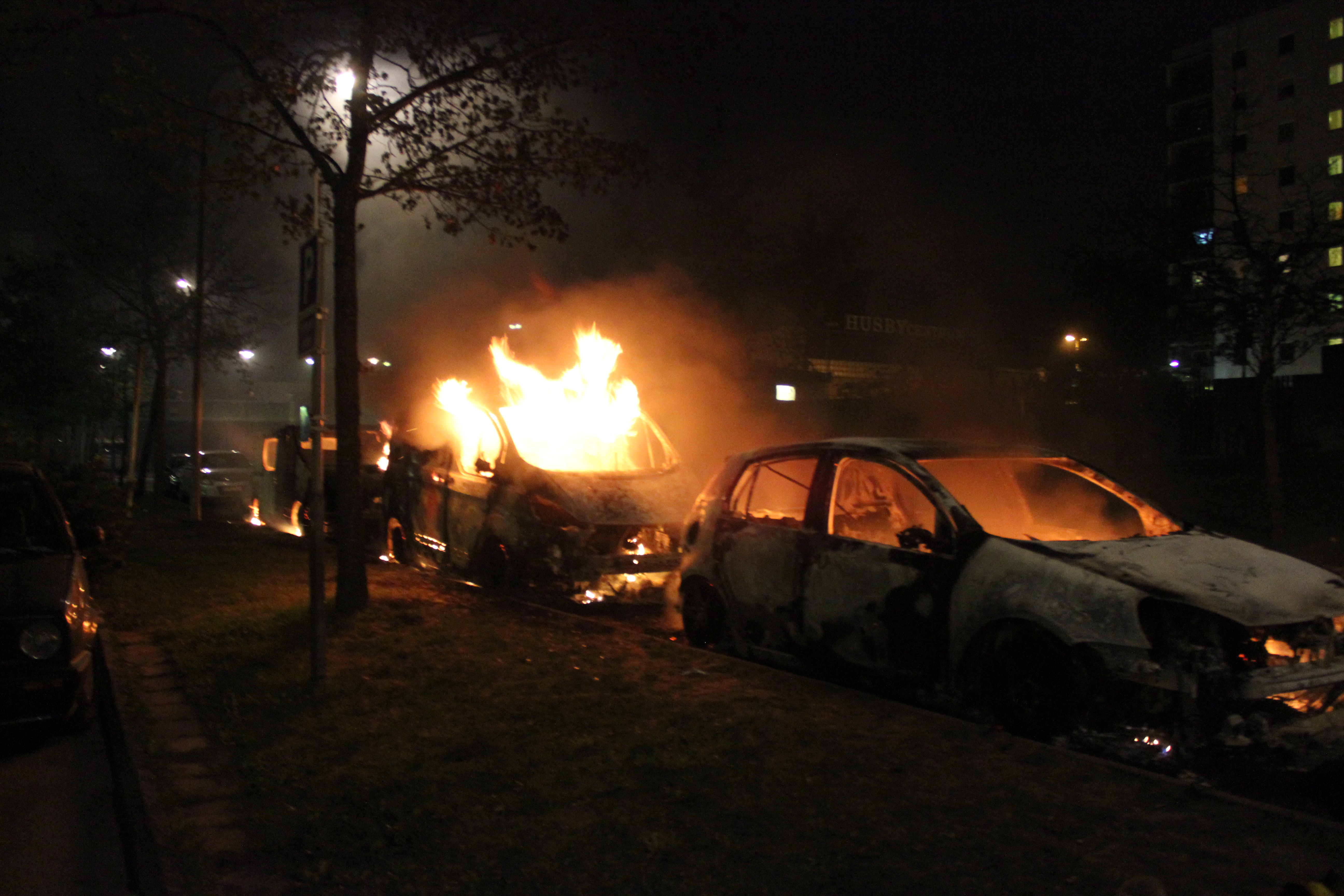
A doua zi a violențelor din cartierul Husby al Stockholmului. Imaginea arată trei mașini incendiate în suburbia Husby din Stockholm,

În ultimele decenii, Suedia a devenit o națiune mai diversă din punct de vedere cultural datorită imigrației semnificative; în 2013 s-a estimat că 15% din populație era născută în străinătate, iar încă 5% din populație s-a născut din doi părinți imigranți. Afluxul de imigranți a adus noi provocări sociale. Au avut loc periodic⁠(d) incidente violente, inclusiv violențele de la Stockholm din 2013, care au izbucnit în urma împușcării de către poliție a unui imigrant portughez în vârstă. Ca răspuns la aceste evenimente violente, partidul de opoziție anti-imigrație, Democrații Suedezi, și-a promovat politicile anti-imigrație, în timp ce opoziția de stânga a acuzat creșterea inegalității cauzate de politicile socioeconomice ale guvernului de centru-dreapta.
În 2014, social-democratul Stefan Löfven a câștigat alegerile generale și a devenit noul prim-ministru suedez. Democrații Suedezi au menținut echilibrul puterii și au respins bugetul guvernului în Riksdag, dar, în urma unor acorduri între guvern și Alianță, guvernul a putut să rămână în funcție. Suedia a fost puternic afectată de criza migranților europeni din 2015, forțând în cele din urmă guvernul să înăsprească reglementările de intrare în țară, întrucât Suedia primea în toamnă mii de solicitanți de azil și migranți predominant din Africa și Orientul Mijlociu pe săptămână, copleșind structurile existente. Unele dintre restricțiile privind azilul au fost relaxate din nou mai târziu.
La alegerile generale din 2018⁠(d), roș-verzii⁠(d) au pierdut locuri în fața Democraților Suedezi de dreapta și a partidelor de centru-dreapta din fosta Alianță⁠(d). În ciuda faptului că dețin doar 33% din locurile din Riksdag, social-democrații și Verzii au reușit să formeze⁠(d) un guvern minoritar⁠(d) în ianuarie 2019, bazându-se pe oferta și încrederea Partidului de Centru⁠(d), a Liberalilor⁠(d) și a Partidului de Stânga⁠(d).

## Geografie

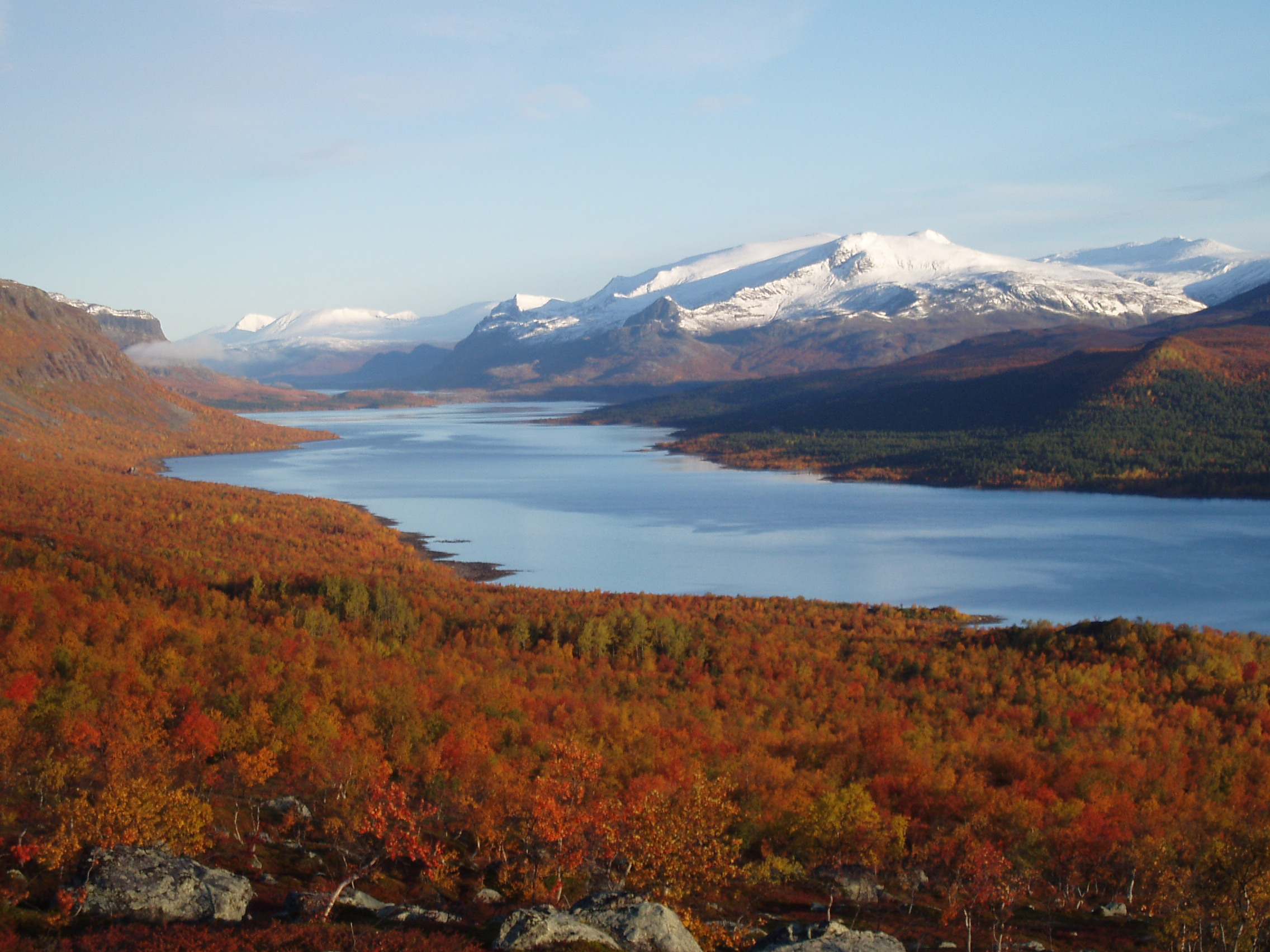
Vedere a

Situată în Europa de Nord, Suedia se află la vest de Marea Baltică și Golful Botnic, la care are o coastă lungă, și formează partea de est a Peninsulei Scandinave. La vest se află lanțul Munților Scandinaviei (Skanderna), un lanț care desparte Suedia de Norvegia. Finlanda este situată în nord-est. Are granițe maritime cu Danemarca, Germania, Polonia, Rusia, Lituania, Letonia și Estonia și este, de asemenea, legată de Danemarca (sud-vest) prin Podul Öresund. Granița sa cu Norvegia (1.619 km lungime) este cea mai lungă graniță neîntreruptă din Europa.
Suedia se află între paralele de 55°⁠(d) și 70° latitudine nordică⁠(d) și în cea mai mare parte între meridianele de 11°⁠(d) și 25° longitudine estică⁠(d) (o parte a insulei Stora Drammen⁠(d) este la vest de 11°).

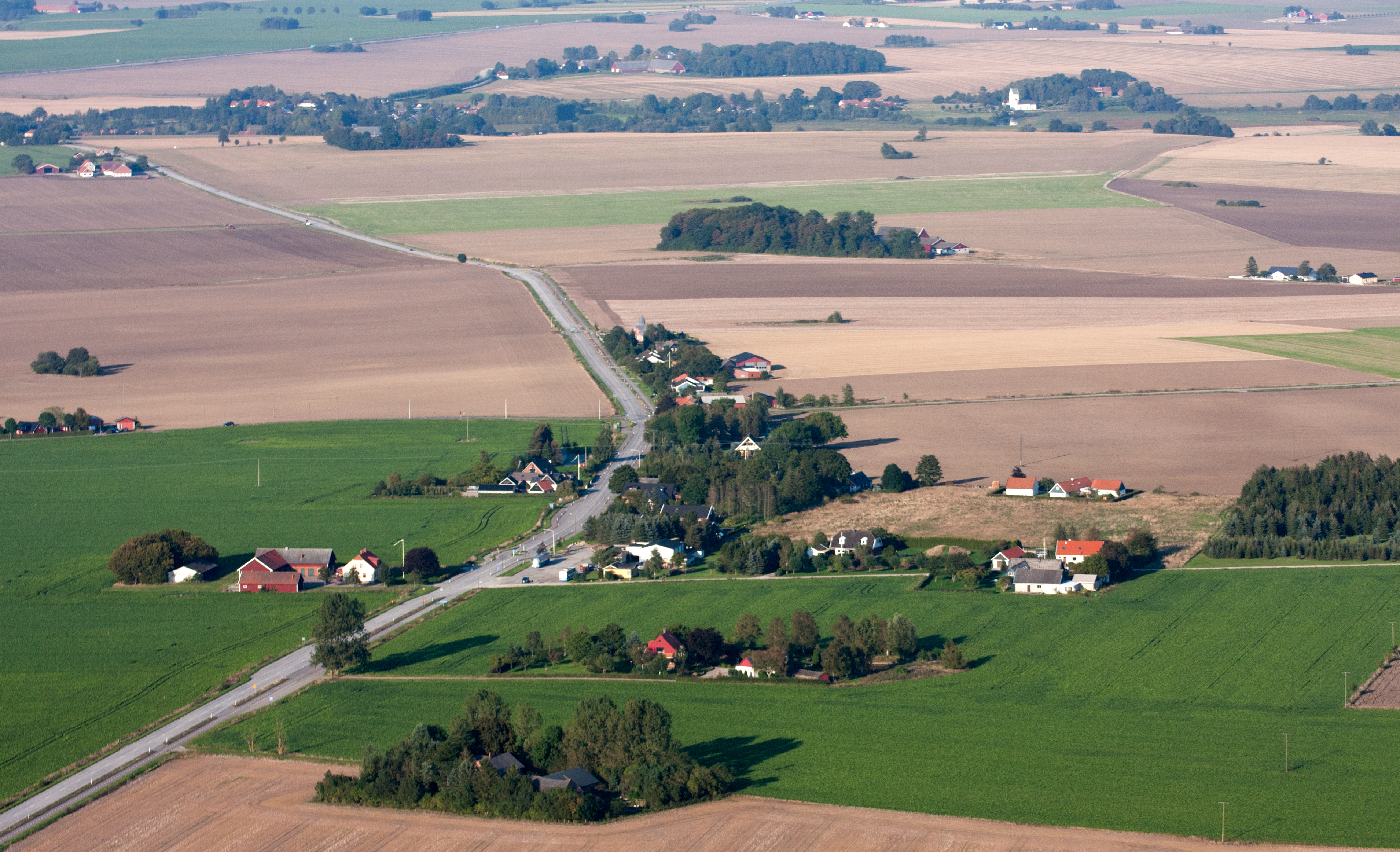
Scania în sudul Suediei

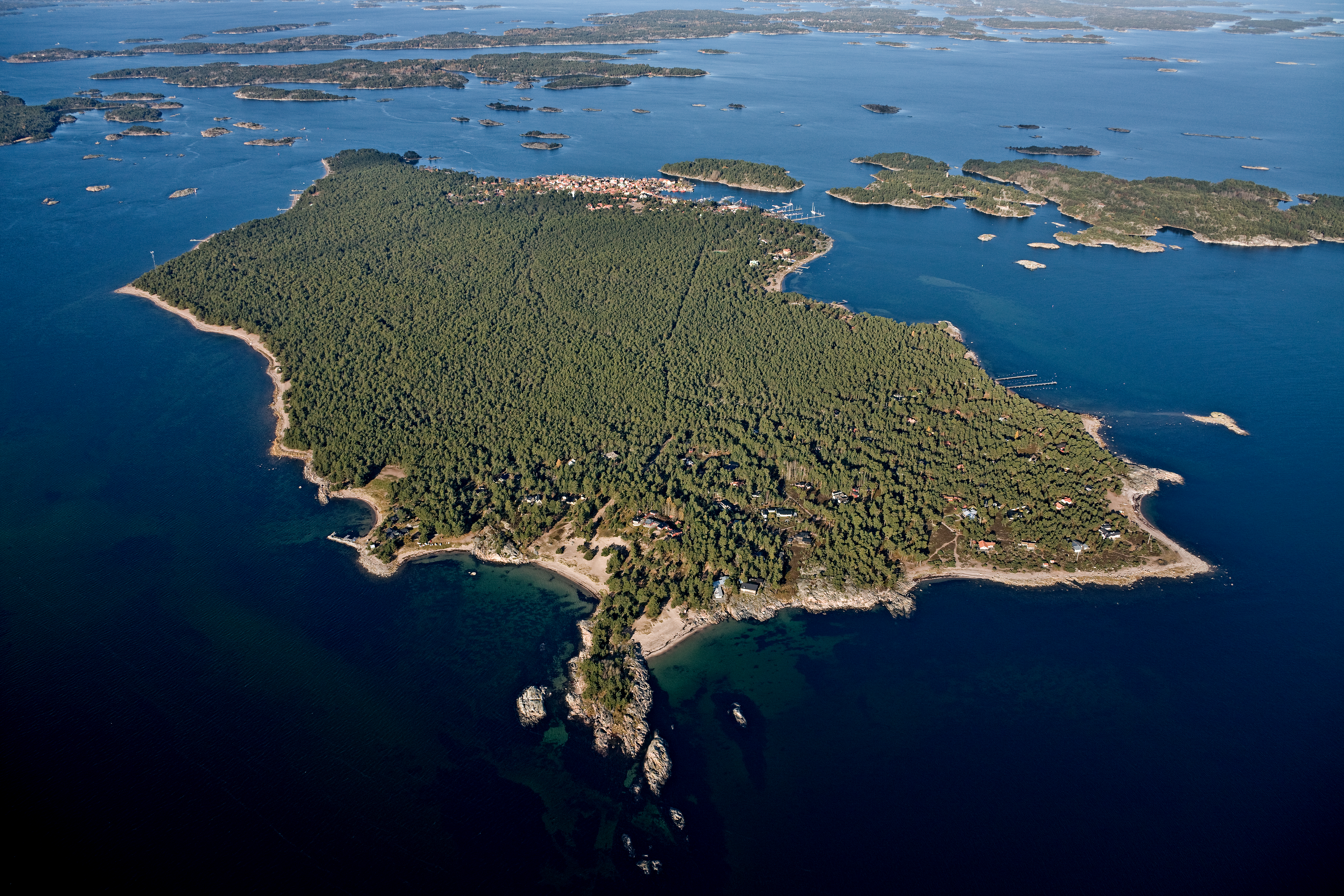
Insula

La 449.964 km², Suedia este a 55-a cea mai întinsă țară din lume, a cincea cea mai întinsă țară⁠(d) din Europa și cea mai mare țară din Europa de Nord. Cea mai joasă altitudine din Suedia se află în golful lacului Hammarsjön, lângă Kristianstad, la −2,41 m sub nivelul mării. Cel mai înalt punct este Kebnekaise la 2.111 m deasupra nivelului mării.
Suedia are 25 de provincii sau landskap, diferențiate pe criterii culturale, geografice și istorice. Deși aceste provincii nu servesc niciunui scop politic sau administrativ, ele joacă un rol important în identitatea de sine⁠(d) a locuitorilor. Provinciile sunt de obicei grupate în trei landuri (regiuni) mari, Norrland în nord, Svealand în centru și Götaland în sud. Norrlandul slab populat cuprinde aproape 60% din țară. Suedia are și Rezervația Naturală Vindelfjällen⁠(d), una dintre cele mai mari arii protejate din Europa, cu o suprafață totală de 562.772 ha.
Aproximativ 15% din Suedia se află la nord de Cercul Arctic. Sudul Suediei este predominant agricol, cu o acoperire forestieră din ce în ce mai mare spre nord. Aproximativ 65% din suprafața totală a terenurilor Suediei este acoperită cu păduri. Cea mai mare densitate a populației este în regiunea Öresund⁠(d) din sudul Suediei, de-a lungul coastei de vest până în centrul Bohuslänului și în valea lacului Mälaren⁠(d) și Stockholm. Gotland și Öland sunt cele mai mari insule ale Suediei; Vänern și Vättern sunt cele mai mari lacuri ale sale. Vänern este al treilea ca mărime din Europa, după lacurile Ladoga și Onega din Rusia. Combinate cu al treilea și al patrulea cel mai mare lac, Mälaren și Hjälmaren⁠(d), aceste lacuri ocupă o parte semnificativă a zonei de sud a Suediei. Disponibilitatea extinsă a căilor navigabile a Suediei din sud a fost exploatată odată cu construirea Canalului Göta în secolul al XIX-lea, scurtând distanța potențială dintre Marea Baltică la sud de Norrköping și Göteborg prin utilizarea rețelei de lacuri și râuri pentru a facilita trecerea.
Suedia are, de asemenea, o mulțime de râuri lungi care drenează lacurile. Nordul și centrul Suediei au mai multe râuri largi cunoscute sub numele de älvar, care provin de regulă din Munții Scandinaviei. Cel mai lung râu este Klarälven-Göta älv⁠(d), care își are izvoarele în Trøndelag, în centrul Norvegiei, curgând circa 1000 km înainte de a se vărsa în mare la Göteborg. Dalälven⁠(d) și Torne sunt al doilea și al treilea râu ca lungime din țară. Torne marchează o mare parte a graniței cu Finlanda⁠(d). În sudul Suediei, sunt comune râurile mai înguste cunoscute sub numele de åar. Marea majoritate a reședințelor de comune sunt situate fie pe malul mării, fie pe ale unor râuri sau lacuri, iar majoritatea populației țării trăiește în comunele de coastă.

### Clima
Cea mai mare parte a Suediei are o climă temperată, în ciuda latitudinii nordice, cu patru anotimpuri distincte și temperaturi blânde pe tot parcursul anului. Iarna în sudul îndepărtat este de obicei slabă și se manifestă doar prin câteva perioade mai scurte cu ninsoare și temperaturi sub zero, toamna putându-se bine transforma acolo în primăvară, fără o perioadă distinctă de iarnă. Părțile de nord ale țării au, în schimb, o climă subarctică, în timp ce părțile centrale au un climat continental umed⁠(d). Zona de coastă din sud poate fi definită ca având fie un climat continental umed folosind izoterma de 0 °C, fie un climat oceanic folosind izoterma de -3 °C.
Datorită moderației maritime crescute în sudul peninsular, diferențele de temperatură între regiunile de coastă cele mai sudice și cele mai nordice sunt vara de aproximativ 2 ºC și iarna de 10 ºC. Aceasta poate crește și mai mult atunci când comparăm zonele din interiorul continentului nordic, unde în nordul îndepărtat diferențele față de sud sunt de circa 15 ºC. Cele mai calde veri se înregistrează, de obicei, în Valea Mälaren⁠(d) din jurul Stockholmului datorită vastului uscat care protejează coasta central-estică de sistemele de joasă presiune din Atlantic din iulie, spre deosebire de sud și vest. Maximele din timpul zilei în reședințele de comună ale Suediei variază de la 19 ºC până la 24 ºC în iulie și de la −9 ºC până la 3 ºC în ianuarie. Temperaturile mai reci sunt influențate de cota mai mare din zona interioară din nord. La nivelul mării, în schimb, cele mai reci maxime medii variază de la 21 ºC până la −6 ºC. Ca urmare a verilor blânde, regiunea arctică Norrbotten este una dintre cele mai nordice zone din lume unde se practică agricultura.
Suedia este mult mai caldă și mai uscată decât alte locuri aflate la o latitudine similară și chiar ceva mai la sud, în principal din cauza combinației dintre Curentul Golfului și deriva generală a vânturilor de vest, cauzată de direcția de rotație a planetei. Coastele vestice continentale (căreia îi aparține toată Scandinavia, ca parte cea mai vestică a continentului eurasiatic), sunt considerabil mai calde decât coastele de est continentale; acest lucru poate fi observat și comparând între ele, de exemplu, orașele canadiene Vancouver și Halifax, Nova Scotia, unde iarna de pe coasta de vest de la Vancouver este mult mai blândă; de asemenea, de exemplu, centrul și sudul Suediei au ierni mult mai blânde decât multe părți din Rusia, Canada și nordul Statelor Unite. Din cauza latitudinii mari a Suediei, lungimea luminii zilei variază foarte mult. La nord de Cercul Arctic, soarele nu apune niciodată o parte din fiecare vară și nu răsare niciodată⁠(d) o vreme în fiecare iarnă. În capitală, la Stockholm, lumina zilei durează mai mult de 18 ore la sfârșitul lunii iunie, dar doar aproximativ 6 ore la sfârșitul lunii decembrie. Suedia primește între 1.100 și 1.900 de ore de soare anual.

Tipuri de clasificare climatică Köppen a Suediei folosind izoterma de

Tipuri de clasificare climatică Köppen a Suediei folosind izoterma de

Cea mai ridicată temperatură înregistrată vreodată în Suedia a fost de 38 °C în Målilla⁠(d) în 1947, în timp ce cea mai rece temperatură înregistrată vreodată a fost −52,6 °C în Vuoggatjålme la 2 februarie 1966. Temperaturile așteptate în Suedia sunt puternic influențate de marea masă terestră finoscandică, precum și de Europa continentală și de vestul Rusiei, care permite ca aerul cald sau rece din interior să fie ușor transportat în Suedia. Aceasta, la rândul său, face ca majoritatea zonelor sudice ale Suediei să aibă veri mai calde decât aproape peste tot în Insulele Britanice din apropiere, cu temperaturi similare chiar cu cele de-a lungul coastei continentale a Atlanticului, în sud până în nordul Spaniei. Iarna însă, aceleași sisteme de înaltă presiune pun uneori întreaga țară mult sub temperaturile de îngheț. Există o oarecare moderare maritimă dinspre Atlantic, ceea ce face clima continentală suedeză mai puțin severă decât cea a Rusiei din apropiere. Chiar dacă modelele de temperatură diferă între nord și sud, clima de vară este surprinzător de similară în întreaga țară, în ciuda diferențelor mari de latitudine. Acest lucru se datorează faptului că sudul este înconjurat de o masă mai mare de apă, cu Marea Baltică mai largă și cu aerul atlantic trecând peste zonele de câmpie din sud-vest.
În afară de Atlanticul fără gheață, care aduce aer marin în Suedia, temperând iernile, blândețea climei se explică în continuare prin sistemele predominante de joasă presiune care amână iarna, nopțile lungi rămânând adesea deasupra temperaturii de îngheț în sudul țării din cauza acoperirii abundente de nori. Când iarna trece în sfârșit, orele de lumină cresc rapid, asigurând că temperaturile diurne cresc rapid primăvara. Cu un număr mai mare de nopți senine, înghețurile rămân obișnuite destul de departe spre sud, până în aprilie. Iernile reci apar atunci când sistemele de joasă presiune sunt mai slabe. Un exemplu este că cea mai rece lună (ianuarie 1987) din Stockholm a fost și cea mai însorită lună ianuarie înregistrată.
Puterea relativă a sistemelor de joasă și înaltă presiune de aer marin și continental definește și verile extrem de variabile. Când aerul continental fierbinte lovește țara, zilele lungi și nopțile scurte aduc frecvent temperaturi de până la 30 °C sau mai mult, chiar și în zonele de coastă. În mod normal, nopțile rămân răcoroase, mai ales în zonele interioare. În zonele de coastă se pot manifesta așa-numitele nopți tropicale de peste 20 °C din cauza influenței moderate a mării în timpul verilor mai calde. Verile pot fi răcoroase, mai ales în nordul țării. Anotimpurile de tranziție sunt în mod normal destul de extinse, iar clima de patru anotimpuri se aplică pe cea mai mare parte a teritoriului Suediei, cu excepția Scaniei, unde unii ani nu înregistrează o iarnă meteorologică (vezi tabelul de mai jos), sau în munții înalți din Laponia, unde există microclimate polare.
În medie, cea mai mare parte a Suediei primește între 500–800 mm de precipitații în fiecare an, ceea ce o face considerabil mai uscată decât media globală. Partea de sud-vest a țării primește mai multe precipitații, între 1.000–1.200 mm, iar unele zone montane din nord se estimează că primesc până la 2.000 mm. În ciuda amplasării în nord, părțile centrală și sudică ale Suediei pot să nu aibă aproape nicio zăpadă în unele ierni. Cea mai mare parte a Suediei este situată în spatele scutului pluvial al Munții Scandinavi ce se întind în Norvegia și nord-vestul Suediei. Blocarea aerului rece și umed în timpul verii, împreună cu o suprafață mai mare de uscat, duce la veri calde și uscate destul de departe în nordul țării, cu veri destul de calde pe coasta Golfului Bothnic, în ciuda celor 65 de grade de latitudine, ceea ce este nemaivăzut în altă parte în lume la asemenea coaste nordice.
Se preconizează că, pe măsură ce Marea Barents va deveni mai puțin înghețată în iernile următoare, devenind astfel „atlantificată”, evaporarea suplimentară va crește viitoarele ninsori în Suedia și în cea mai mare parte a Europei continentale.

### Vegetația

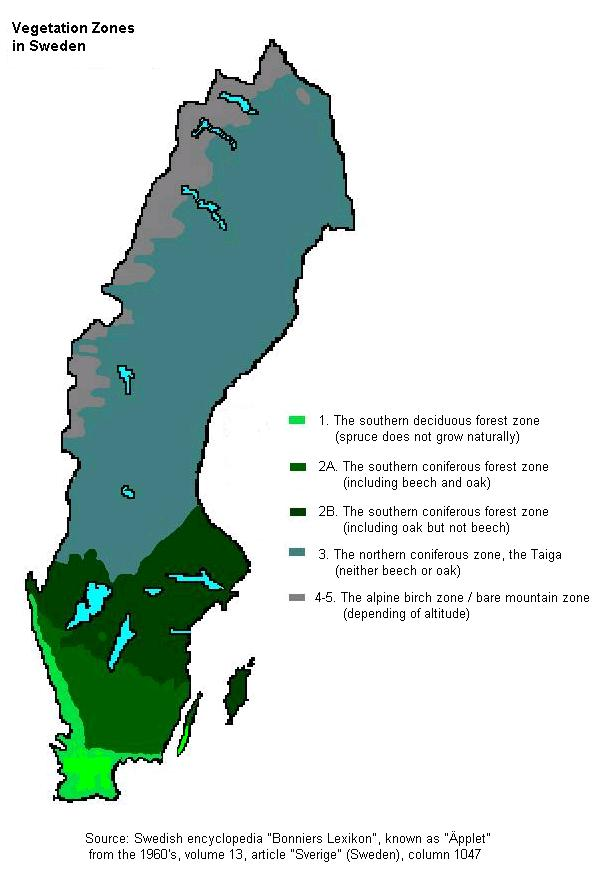
Harta celor cinci zone de vegetație majore ale Suediei

Suedia are o distanță considerabilă de la sud la nord (întinsă între latitudinile de 55:20:13 și 69:03:36), ceea ce provoacă diferențe climatice mari, mai ales în timpul iernii. Problema legată de lungimea și puterea celor patru anotimpuri joacă un rol în care plantele care pot crește în mod natural în diferite locuri. Suedia este împărțită în cinci zone majore de vegetație. Acestea sunt:
- Zona sudică de pădure de foioase
- Zona sudică de pădure de conifere
- Zona nordică de pădure de conifere sau taigaua
- Zona alpină de mesteaceni
- Golul alpin

Zona sudică de păduri de foioase, cunoscută și sub numele de regiunea nemorală, face parte dintr-o zonă de vegetație mai mare care include și Danemarca și părți mari din Europa Centrală. A devenit într-o măsură destul de mare zonă agricolă, dar încă există păduri, deși din ce în ce mai mici. Regiunea este caracterizată de o mare bogăție de arbori și arbuști. Fagul este cel mai dominant arbore, dar stejarul poate forma și păduri mai mici. Ulmul a format la un moment dat păduri, dar ele au fost reduse puternic din cauza bolii olandeze a ulmului⁠(d). Printre alți copaci și arbuști importanți din această zonă se numără carpenul⁠(d), socul, alunul, caprifoiul⁠(d), teiul, salba⁠(d), tisa, crușinul, porumbarul, plopul, sorbul european, sorbul suedez⁠(d), ienupărul, laurul⁠(d), iedera, sângerul, salcia⁠(d), zada, mălinul, vișinul sălbatic, arțarul, frasinul, arinul de-a lungul pârâurilor, iar în sol nisipos mesteacănul concurează cu pinul. Molidul nu este nativ, dar între aproximativ 1870 și 1980 au fost plantate suprafețe mari cu el. Ele tind să crească prea repede datorită faptului că se află în afara zonei lor native, iar distanțele mari dintre inelele copacilor cauzează o calitate slabă a cherestelei. Mai târziu, unii molizi au început să moară înainte de a ajunge la înălțimea optimă, iar mulți alți coniferi au fost smulși în timpul cicloanelor. În ultimii 40–50 de ani, suprafețe mari de foste plantații de molid au fost replantate cu pădure de foioase.
Zona sudică de pădure de conifere, cunoscută și sub denumirea de regiune boreo-nemorală este delimitată de limita naturală nordică a stejarului (limes norrlandicus) și de limita naturală de sud a molidului între zona de foioase sudice și taigaua de la nord. În părțile de sud ale acestei zone se găsesc specii de conifere, în principal molid și pin, amestecate cu diferite foioase. Mesteacănul crește cam peste tot. Limita de nord a fagului traversează și ea această zonă. Acesta nu este însă cazul stejarului și frasinului. Deși în zona sa naturală, molidul plantat este obișnuit, iar astfel de păduri sunt foarte dense, deoarece molizii pot crește foarte aproape unii de alții, mai ales în zonele sudice ale acestei zone de vegetație.
Zona nordică de pădure de conifere, sau taigaua, începe la nord de limita naturală a stejarului. Dintre speciile de foioase, mesteacănul este singurul cu prezență semnificativă aici. Pinul și molidul sunt dominante, dar pădurile devin încet, dar sigur, mai rare cu cât se avansează spre nord. În nordul extrem este greu de spus că copacii ar mai forma adevărate păduri, din cauza distanțelor mari dintre copaci.
Zona alpină și de mesteacăn, din Munții Scandinavi, în funcție atât de latitudine, cât și de altitudine, este o zonă în care poate crește doar o specie pitică de mesteacăn (Betula pubescens sau B.tortuosa). Acolo unde se termină această zonă de vegetație, nu na cresc deloc copaci: golul alpin.
Suedia a avut în 2019 pe Indicele de Integritate a Peisajului Forestier⁠(d) un punctaj mediu de 5,35/10, clasându-se pe locul 103 la nivel global din 172 de țări.

## Guvernare și politică

### Cadrul constituțional
Suedia are patru legi fundamentale (în suedeză grundlagar) care formează împreună Constituția⁠(d): instrumentul de guvernare (în suedeză Regeringsformen), legea de succesiune⁠(d) (în suedeză Successionsordningen), legea libertății presei (în suedeză Tryckfrihetsförordningen), și legea fundamentală privind libertatea de exprimare (în suedeză Yttrandefrihetsgrundlagen).
Sectorul public din Suedia este împărțit în două părți: persoana juridică cunoscută sub numele de Stat (în suedeză staten) și autoritățile locale: acestea din urmă includ consiliile regionale (în suedeză landsting) și comunele (în suedeză kommuner). Autoritățile locale, mai degrabă decât statul, reprezintă cea mai mare parte a sectorului public din Suedia. Consiliile regionale și comunele sunt independente unele de altele, primele acoperă doar o zonă geografică mai întinsă decât cele din urmă. Autoritățile locale au autonomie, așa cum prevede Constituția, și propria lor bază de impozitare. În ciuda autonomiei lor, autoritățile locale sunt totuși, în practică, interdependente de Stat, deoarece parametrii responsabilităților lor și extinderea jurisdicției lor sunt specificați în legea privind administrația locală (în suedeză Kommunallagen) adoptată de Riksdag.
Suedia este o monarhie constituțională, iar regele Carl al XVI-lea Gustaf este șeful statului, dar rolul monarhului se limitează la funcțiile ceremoniale și reprezentative. Conform prevederilor Instrumentului de Guvernare din 1974, Regele nu are nicio putere politică formală. Regele deschide sesiunea anuală a Riksdagului, prezidează Consiliul Special care se ține în timpul schimbării guvernului, ține Consilii de Informare regulate cu prim-ministrul și Guvernul, prezidează reuniunile Consiliului Consultativ pentru Afaceri Externe (în suedeză Utrikesnämnden), și primește scrisorile de acreditare⁠(d) ale ambasadorilor străini în Suedia și le semnează pe cele ale ambasadorilor suedezi trimiși în străinătate. În plus, Regele efectuează vizite de stat în străinătate și îi primește pe cei care vin în Suedia. În afară de îndatoririle strict oficiale, regele și ceilalți membri ai Familiei Regale⁠(d) își asumă o varietate de îndatoriri neoficiale și alte îndatoriri reprezentative în Suedia și în străinătate.
Puterea legislativă este învestită în Riksdagul unicameral, cu 349 de membri. Alegerile generale se țin o dată la patru ani, în a doua duminică a lunii septembrie. Legislația poate fi inițiată de Guvern sau de membri ai Riksdagului. Membrii sunt aleși pe baza reprezentării proporționale pentru un mandat de patru ani. Funcționarea internă a Riksdagului este, pe lângă Instrumentul de guvernare, reglementată de Legea Riksdagului (în suedeză Riksdagsordningen). Legile fundamentale pot fi modificate numai de Riksdag; este necesară doar o majoritate absolută în două ședințe separate, obligatoriu având alegeri generale între ele.
Guvernul⁠(d) (în suedeză Regeringen) funcționează ca un organism colegial cu responsabilitate colectivă⁠(d) și este format din prim-ministru⁠(d) — numit și demis de președintele Riksdagului⁠(d) (în urma unui vot efectiv în Riksdag înainte de a putea fi făcută o numire) — și alți miniștri din cabinet (în suedeză Statsråd), numit și revocat la latitudinea exclusivă a prim-ministrului. Guvernul este autoritatea executivă supremă și este responsabil pentru acțiunile sale în fața Riksdagului.

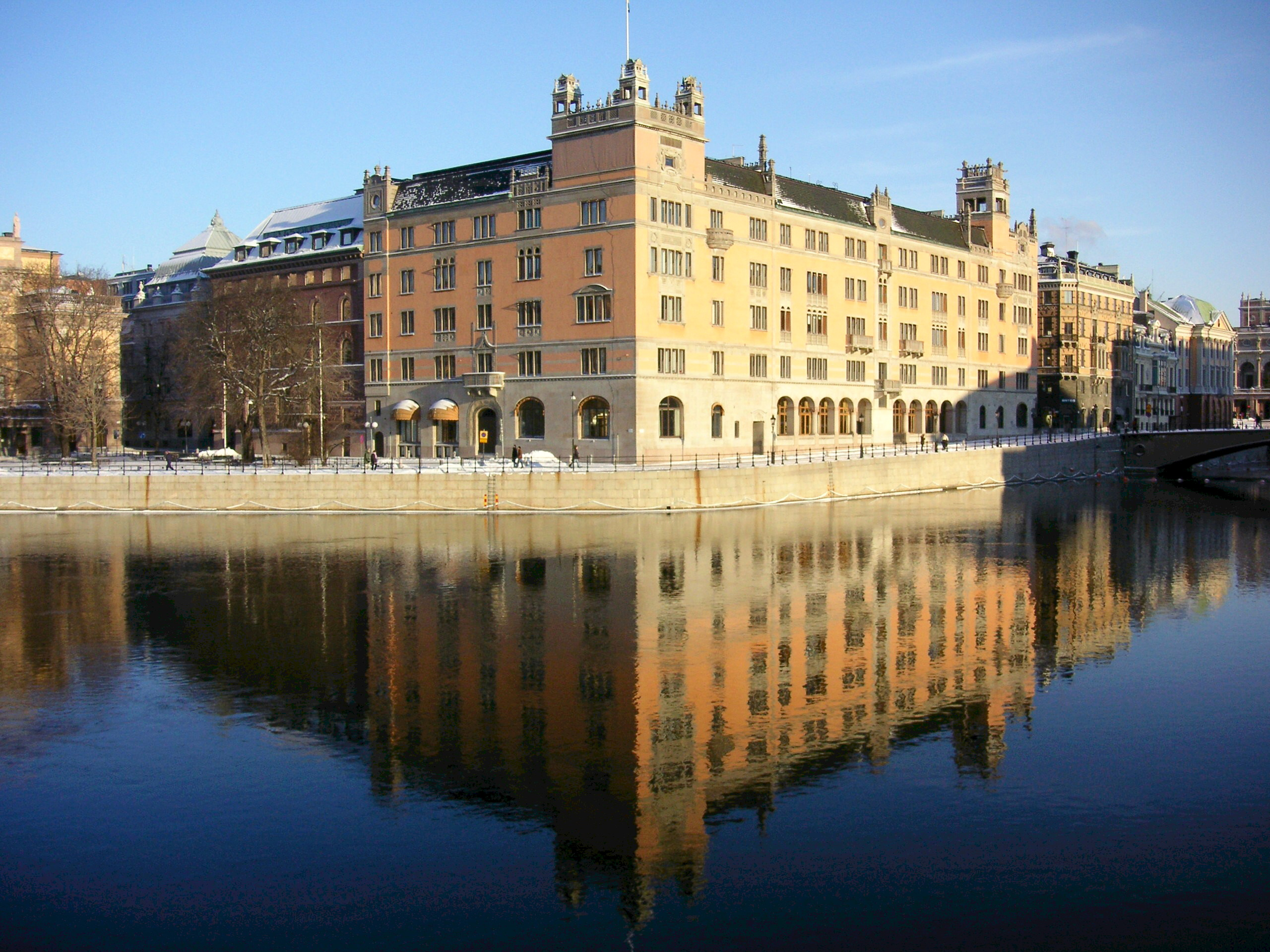
, în centrul Stockholmului, este din 1981 sediul guvernului.

Majoritatea autorităților administrative ale Statului (în suedeză statliga förvaltningsmyndigheter) raportează Guvernului, inclusiv (dar fără a se limita la) Forțelor Armate, Autoritatea de executare⁠(d), Biblioteca Națională, poliția suedeză⁠(d) și Agenția Fiscală⁠(d). O caracteristică unică a administrației Statului Suedez este că miniștrii individuali ai cabinetului nu poartă nicio responsabilitate ministerială individuală⁠(d) pentru performanța agențiilor din portofoliul lor; întrucât directorii generali și alți șefi ai agențiilor guvernamentale raportează direct Guvernului în ansamblu; iar miniștrilor individuali li se interzice intervenția; astfel, originea termenului peiorativ în limbajul politic suedez ministerstyre⁠(d) (în traducere liberă: „guvernanță ministerială”, sau, mai liber, „amestec ministerial”) în chestiuni care urmează să fie tratate de agențiile individuale, cu excepția cazului în care legea prevede altfel în mod expres.
Justiția⁠(d) este independentă de Riksdag, Guvern și alte autorități administrative ale statului. Rolul de revizuire judiciară asupra legislației nu este practicat de instanțele de judecată; în schimb, Consiliul Legislativ⁠(d) emite avize neobligatorii cu privire la legalitate. Nu există stare decisis⁠(d) în sensul că instanțele nu sunt obligate să urmeze un precedent legal, deși conceptul are, totuși, o influență.

### Partidele politice și alegerile

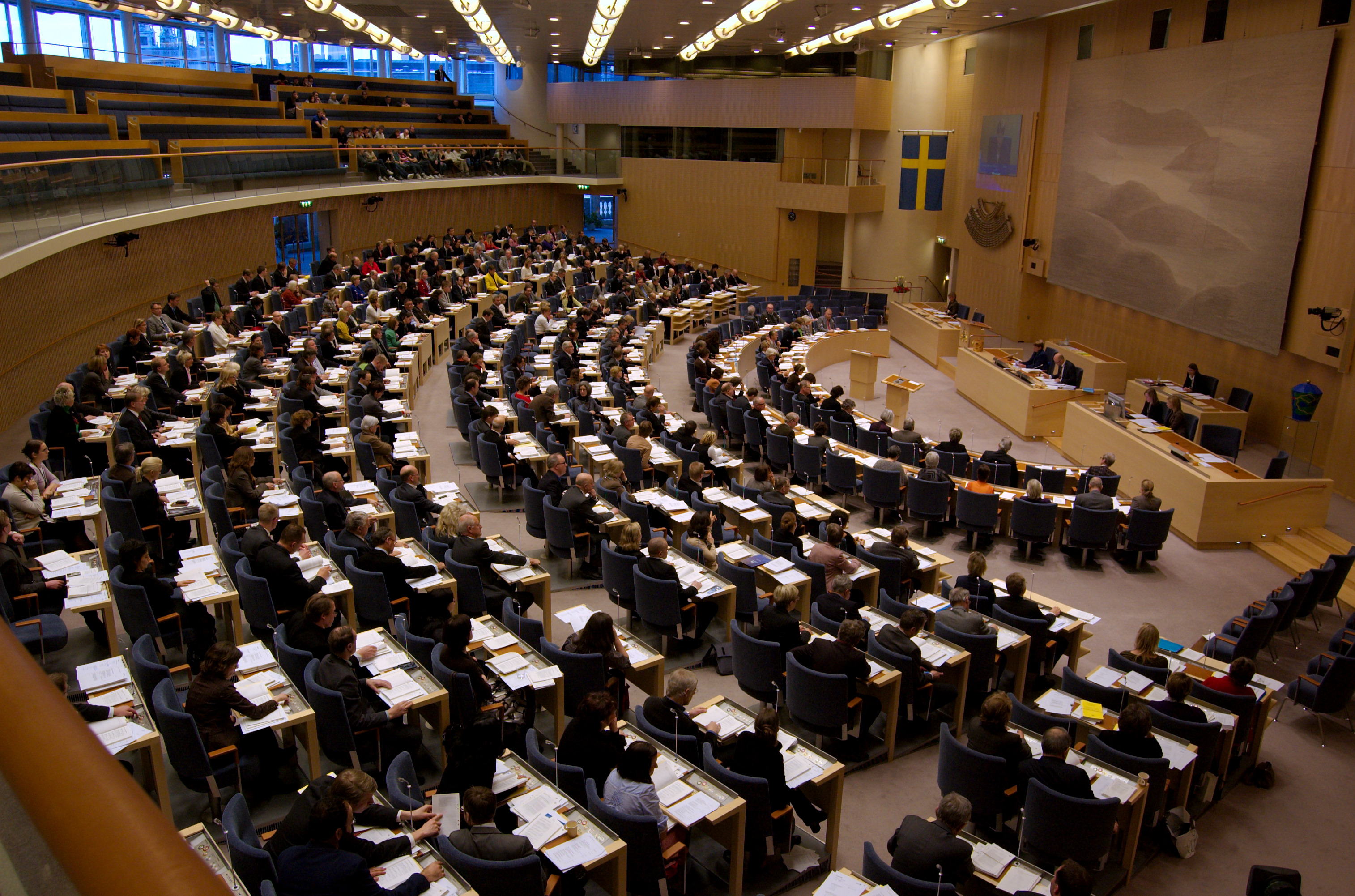
Camera Riksdagului, la momentul unui vot, în 2009

Partidul Social Democrat Suedez a jucat un rol principal în politica suedeză din 1917, după ce reformiștii și-au confirmat puterea, iar revoluționarii de stânga⁠(d) și-au format propriul partid. După 1932, majoritatea guvernelor au fost dominate de social-democrați. Doar cinci alegeri generale de la al Doilea Război Mondial — 1976⁠(d), 1979⁠(d), 1991, 2006⁠(d) și 2010⁠(d) — au oferit blocului adunat de partide de centru-dreapta suficiente locuri în Riksdag pentru a forma un guvern.
Timp de peste 50 de ani, Suedia a avut cinci partide care au primit în mod continuu suficiente voturi pentru a câștiga locuri în Riksdag — Social-Democrații, Partidul Moderat⁠(d), Partidul de Centru⁠(d), Partidul Popular Liberal⁠(d) și Partidul de Stânga — înainte ca Partidul Verde⁠(d) să devină al șaselea partid parlamentar la alegerile din 1988⁠(d). La alegerile din 1991, deși Verzii și-au pierdut locurile, două noi partide au câștigat pentru prima dată locuri: Creștin-Democrații⁠(d) și Noua Democrație⁠(d). Alegerile din 1994 au adus revenirea Verzilor și dispariția Noii Democrații. Abia la alegerile din 2010, un al optulea partid, Democrații Suedezi, a câștigat locuri la Riksdag. La alegerile pentru Parlamentul European, partidele care nu au reușit să treacă de pragul de intrare în Riksdag au reușit să câștige reprezentare aici: Lista din iunie⁠(d) (2004–2009⁠(d)), Partidul Pirat (2009–2014⁠(d)) și Inițiativa Feministă (2014–2019⁠(d)).

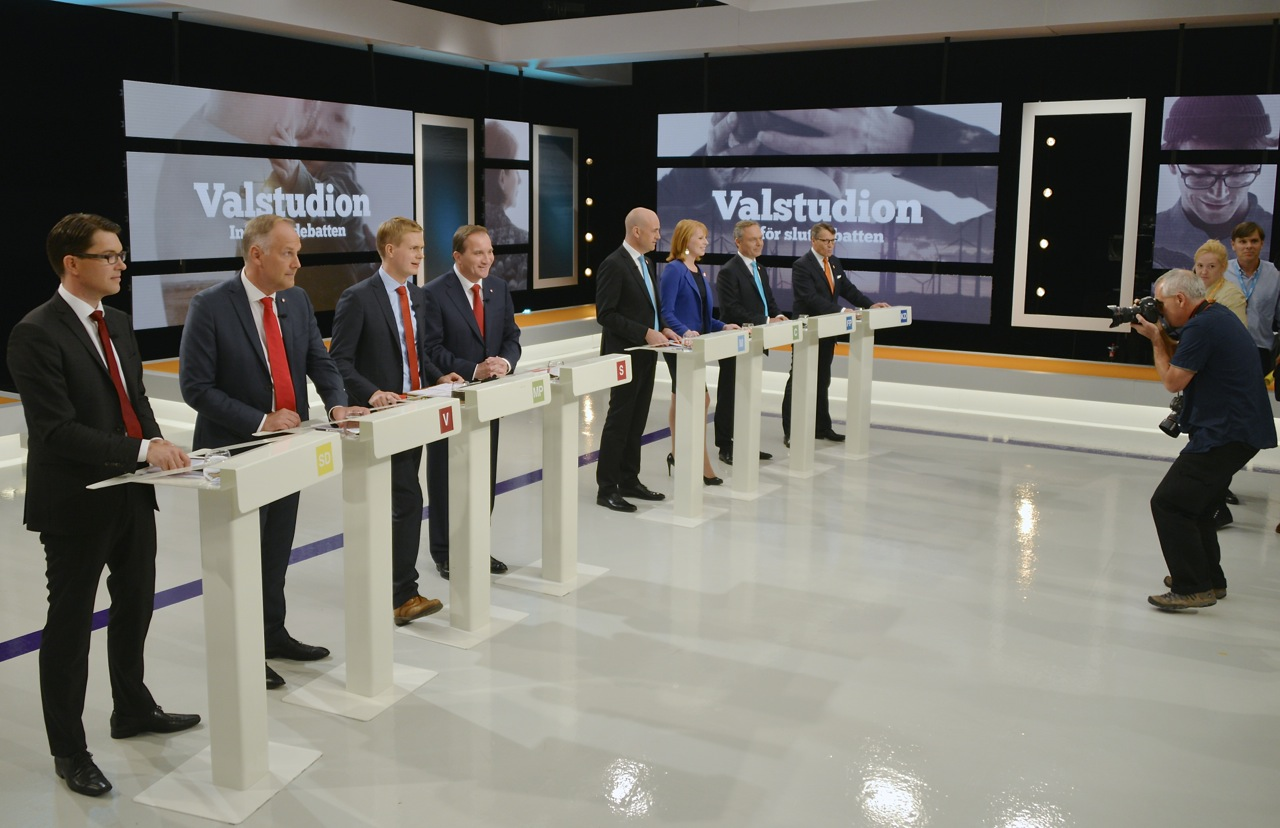
Liderii de partide aliniați înainte de începerea dezbaterii televizate în direct în.

La alegerile generale din 2006⁠(d), Partidul Moderat a format blocul de centru-dreapta Alianța pentru Suedia⁠(d) și a câștigat majoritatea locurilor de la Riksdag. La alegerile generale din 2010⁠(d), Alianța a luptat împotriva unui bloc de stânga unificat format din social-democrați, Verzi și Partidul de Stânga. Alianța a câștigat o pluralitate de 173 de locuri, dar a rămas cu două locuri mai puțin decât majoritatea de 175 de locuri. Cu toate acestea, nici Alianța, nici blocul de stânga nu au ales să formeze o coaliție cu Democrații Suedezi.
Rezultatul alegerilor generale din 2014⁠(d) a dus la obținerea a mai multe locuri de către cele trei partide de centru-stânga în comparație cu Alianța pentru Suedia, de centru-dreapta, cele două blocuri primind 159 și, respectiv, 141 de locuri. Democrații Suedezi, nealiniați, și-au dublat sprijinul și au câștigat restul de 49 de locuri. La 3 octombrie 2014, Stefan Löfven a format un guvern minoritar⁠(d) format din social-democrați si Verzi⁠(d).
Prezența la vot în Suedia a fost întotdeauna ridicată prin comparație cu alte țări. Deși a scăzut în ultimele decenii, la ultimele alegeri participarea la vot a crescut (80,11% în 2002⁠(d), 81,99% în 2006, 84,63% în 2010, 85,81 în 2014⁠(d)) și 87,18% în 2018⁠(d). Politicienii suedezi s-au bucurat de un grad ridicat de încredere din partea cetățenilor în anii 1960. Cu toate acestea, acest nivel de încredere a scăzut de atunci în mod constant și este acum la un nivel semnificativ mai scăzut decât în celelate țări scandinave vecine.

### Împărțirea administrativă

Hartă a comunelor Suediei

Suedia este un stat unitar împărțit în 21 de consilii regionale (landsting) și 290 de municipalități (kommuner). Fiecărui consiliu regional îi corespunde un comitat (län) care fiecare cuprinde mai multe comune. Consiliile regionale și comunele au roluri diferite și responsabilități separate în ceea ce privește administrația locală. Asistența medicală, transportul public și anumite instituții culturale sunt administrate de consiliile regionale. Grădinițele, școlile primare și gimnaziale, utilitățile publice de apă, depozitarea gunoiului, serviciile de îngrijire a vârstnicilor și de ambulanță sunt administrate de primăriile comunelor. Gotland este singurul caz special de regiune cu o singură comună, iar funcțiile de consiliu regional și de consiliu local sunt îndeplinite de aceeași organizație.
Guvernarea locală în Suedia este similară cu comisiile municipale din SUA⁠(d) și cu guvernarea la nivel central cu cabinet de miniștri. Ambele niveluri au adunări legislative (consiliile locale și regionale, având între 31 și 101 de membri — întotdeauna un număr impar) care sunt aleși din reprezentarea proporțională pe liste de partid⁠(d) la alegerile generale care au loc o dată la patru ani, odată cu alegerile legislative naționale.
Comunele sunt și ele împărțite într-un total de 2.512 parohii⁠(d) (församlingar). Acestea nu au responsabilități politice oficiale, dar sunt subdiviziuni tradiționale ale Bisericii Suediei și au încă o oarecare importanță ca districte de recensământ în scopuri statistice și pentru alegeri.
Guvernul suedez are 21 de consilii administrative regionale⁠(d) (în suedeză länsstyrelser), care sunt responsabile pentru administrația regională de stat care nu este atribuită altor agenții guvernamentale sau administrației locale. Fiecare consiliu administrativ regional este condus de un guvernator de comitat⁠(d) (în suedeză landshövding) numit pe un mandat de șase ani. Lista deținătorilor de funcții anteriori pentru comitate se întinde, în cele mai multe cazuri, până în 1634, când au fost create comitatele de către înaltul cancelar⁠(d), contele Axel Oxenstierna. Responsabilitatea principală a Consiliului Administrativ Regional este de a coordona dezvoltarea comitatului în conformitate cu obiectivele stabilite de Riksdag și Guvern.
Există diviziuni istorice mai vechi, în primul rând cele douăzeci și cinci de provincii și trei landuri, care păstrează încă semnificație culturală.

### Istoria politică

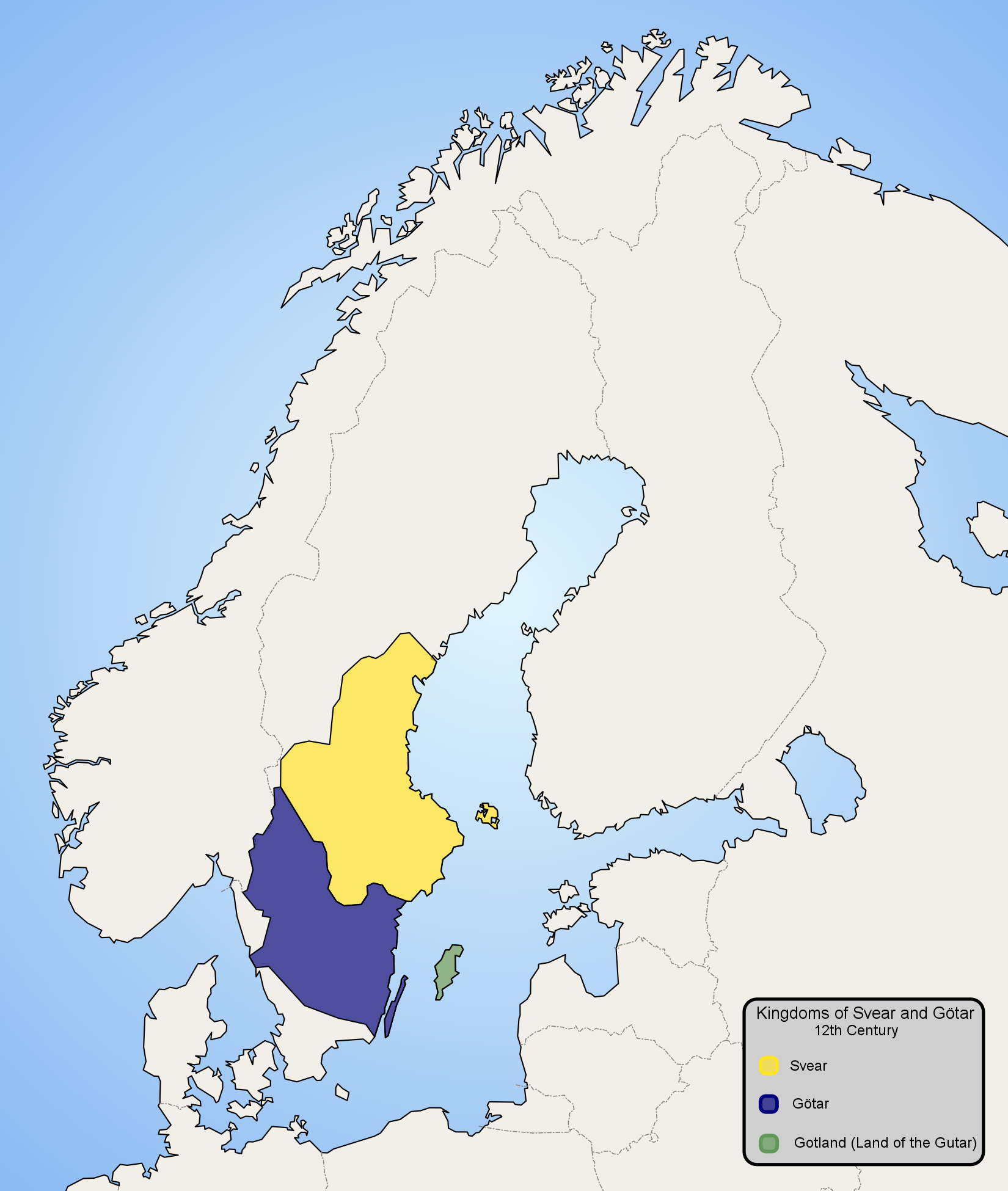
Regatele Svear și în secolul al XII-lea, pe o hartă cu granițele moderne trasate cu gri

Vârsta reală a regatului Suediei este necunoscută. Stabilirea vârstei depinde în principal dacă Suedia ar trebui să fie considerată o națiune atunci când poporul Svear conducea Svealandul sau dacă apariția națiunii a început odată cu unirea dintre Svear și Götar⁠(d) (Geats) din Götaland sub un singur conducător. În primul caz, Svealand a fost menționat pentru prima dată ca având un singur conducător în anul 98 de către Tacitus, dar este aproape imposibil de știut de cât timp a fost așa. Cu toate acestea, istoricii pornesc de obicei linia monarhilor suedezi de când Svealand și Götaland au fost reunite sub același rege, și anume gotul Eric Biruitorul și fiul său Olof Skötkonung în secolul al X-lea. Aceste evenimente sunt adesea descrise ca fiind consolidarea Suediei⁠(d), deși zone substanțiale au fost cucerite și încorporate mai târziu.
Despre regii anteriori, pentru care nu există surse istorice sigure, sunt regii legendari⁠(d) și semi-legendari ai Suediei⁠(d). Mulți dintre acești regi sunt menționați doar în diverse saga și se îmbină cu mitologia nordică.
Titlul Sveriges och Götes Konung a fost folosit ultima dată pentru Gustaf I al Suediei, după care titlul a devenit „Rege al Suediei, al goților⁠(d) și al wenzilor⁠(d)” (Sveriges, Götes och Vendes Konung) în documentația oficială. Până la începutul anilor 1920, toate legile din Suedia au fost introduse cu cuvintele „Noi, regele Suediei, al goților și wendilor”. Acest titlu a fost folosit până în 1973. Actualul rege al Suediei, Carl XVI Gustaf, a fost primul monarh proclamat oficial „rege al Suediei” (Sveriges Konung), fără alte popoare menționate în titlul său.
Termenul riksdag a fost folosit pentru prima dată în anii 1540, deși prima întâlnire la care reprezentanții diferitelor grupuri sociale au fost chemați pentru a discuta și a lămuri treburile care afectează întreaga țară a avut loc încă din 1435, în orașul Arboga. În timpul adunărilor Riksdagului⁠(d) din 1527 și 1544, sub regele Gustav Vasa, pentru prima dată au fost chemați reprezentanți ai tuturor celor patru stări ale regatului (clerul, nobilimea⁠(d), orășenii și țăranii) au fost chemați să participe pentru prima dată. Monarhia a devenit ereditară în 1544.
Puterea executivă a fost împărțită istoric între rege și un consiliu de coroană aristocratic până în 1680, după care, la inițiativa Riksdagului stărilor, a urmat domnia autocratică a regelui. Ca o reacție la înfrângerea din Marele Război al Nordului, în 1719 a fost introdus un sistem parlamentar, urmat de trei variante diferite de monarhie constituțională în 1772, 1789 și 1809, acesta din urmă⁠(d) acordând mai multe libertăți civile. Deja în prima dintre aceste trei perioade, se dezvoltase „Era Libertății” (1719–72), în care Rikstagul suedez se transformase într-un parlament foarte activ, iar această tradiție a continuat până în secolul al XIX-lea, punând bazele tranziției către democrația modernă la sfârșitul acelui secol.
În 1866, Suedia a devenit o monarhie constituțională cu un parlament bicameral, Prima Cameră fiind aleasă indirect de guvernele locale, iar a doua Cameră aleasă direct în alegerile naționale la fiecare patru ani. În 1971, parlamentul a devenit unicameral. Puterea legislativă a fost împărțită (simbolic) între rege și Riksdag până în 1975. Impozitarea este controlată de Riksdag.

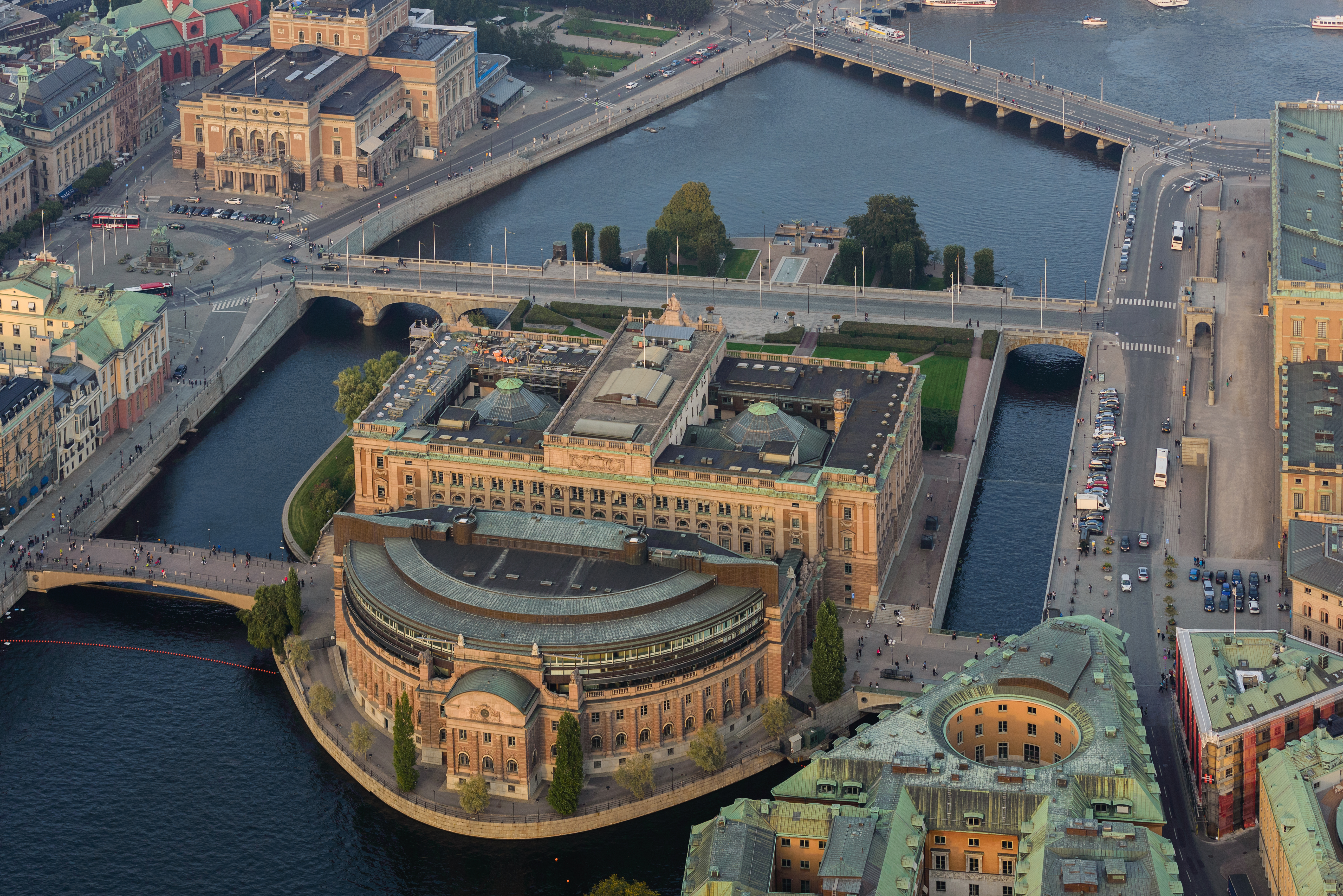
Riksdagul, Parlamentul suedez, în 2014

Suedia are o lungă istorie de implicare politică puternică a cetățenilor obișnuiți prin „mișcările sale populare” (Folkrörelser), cele mai notabile fiind sindicatele, mișcarea creștină independentă, mișcarea de temperanță, mișcările feministă și a piraților proprietății intelectuale. Suedia a fost prima țară din lume care a interzis părinților să aplice copiilor pedepse corporale⁠(d) (dreptul părinților de a-și bate propriii copii a fost eliminat pentru prima dată în 1966 și a fost interzis în mod explicit prin lege din iulie 1979).
În prezent, Suedia se află în fruntea UE în ceea ce privește statisticile care măsoară egalitatea în sistemul politic și egalitatea în sistemul de învățământ. Raportul Global Gap Gender 2006 a clasat Suedia pe locul întâi în ceea ce privește egalitatea de gen⁠(d).
Câteva personalități politice suedeze au devenit cunoscute în întreaga lume; printre acestea se numără: Raoul Wallenberg, Folke Bernadotte, fostul secretar general al Națiunilor Unite Dag Hammarskjöld, fostul prim-ministru Olof Palme, fostul prim-ministru și mai târziu ministrul de externe Carl Bildt⁠(d), fostul președinte al Adunării Generale a Națiunilor Unite, Jan Eliasson⁠(d), și fostul inspector al Agenției Internaționale pentru Energie Atomică în Irak, Hans Blix.

### Sistem juridic
Instanțele sunt împărțite în două sisteme paralele și separate: instanțele generale (allmänna domstolar) pentru cauze penale și civile și instanțele administrative generale (allmänna förvaltningsdomstolar) pentru cauzele referitoare la litigiile dintre persoane private și autorități. Fiecare dintre aceste sisteme are trei niveluri, în care instanța de nivel superior a sistemului respectiv va audia de obicei numai cazurile care pot deveni Precedent⁠(d). Există, de asemenea, o serie de instanțe speciale, care audiază un set mai restrâns de cazuri, așa cum este prevăzut de legislație. Deși sunt independente în hotărârile lor, unele dintre aceste instanțe funcționează ca divizii în cadrul instanțelor judecătorești generale sau ca instanțe administrative generale.
Curtea Supremă a Suediei⁠(d) (în suedeză Högsta domstolen) este a treia și ultima instanță în toate cauzele civile și penale din Suedia. Înainte ca un caz să poată fi hotărât de Curtea Supremă, trebuie să se obțină dreptul de recurs și, cu puține excepții, dreptul de recurs poate fi acordat numai atunci când cazul prezintă interes ca precedent. Curtea Supremă este formată din 16 judecători (în suedeză justitieråd), numiți de Guvern, dar instanța ca instituție este independentă de Riksdag, iar Guvernul nu este în măsură să se amestece în hotărârile instanței.

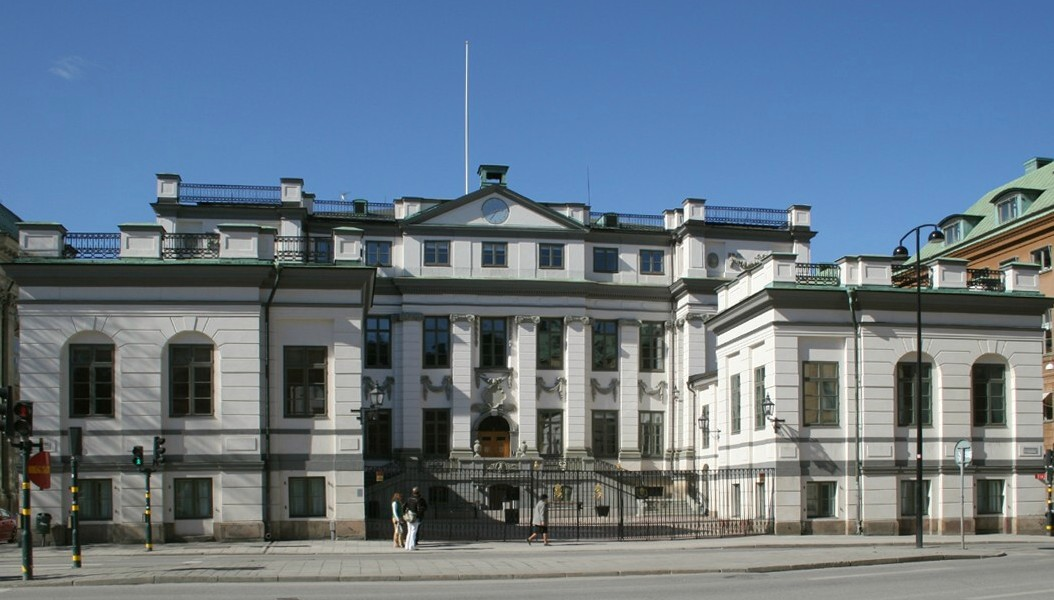
din Stockholm, sediul

Potrivit unui sondaj pe 1.201 de rezidenți efectuat în 2005, Suedia are rate ale criminalității⁠(d) peste medie în comparație cu alte țări din UE. Suedia are niveluri ridicate sau peste medie la atacuri, agresiuni sexuale, infracțiuni motivate de ură și fraudarea consumatorilor. Suedia are niveluri scăzute la spargeri, furturi de mașini și probleme cu drogurile. Infracțiunile de corupție sunt rare.
O știre de la jumătatea lunii noiembrie 2013 anunța că patru închisori din Suedia au fost închise în cursul anului din cauza scăderii semnificative a numărului de deținuți. Scăderea numărului de deținuți în Suedia a fost considerată „ieșită din comun” de către șeful serviciilor penitenciare și de probațiune din Suedia, numărul închisorilor din Suedia scăzând cu aproximativ 1% pe an din 2004. Închisorile au fost închise în orașele Åby, Håja, Båtshagen și Kristianstad.

### Relațiile externe

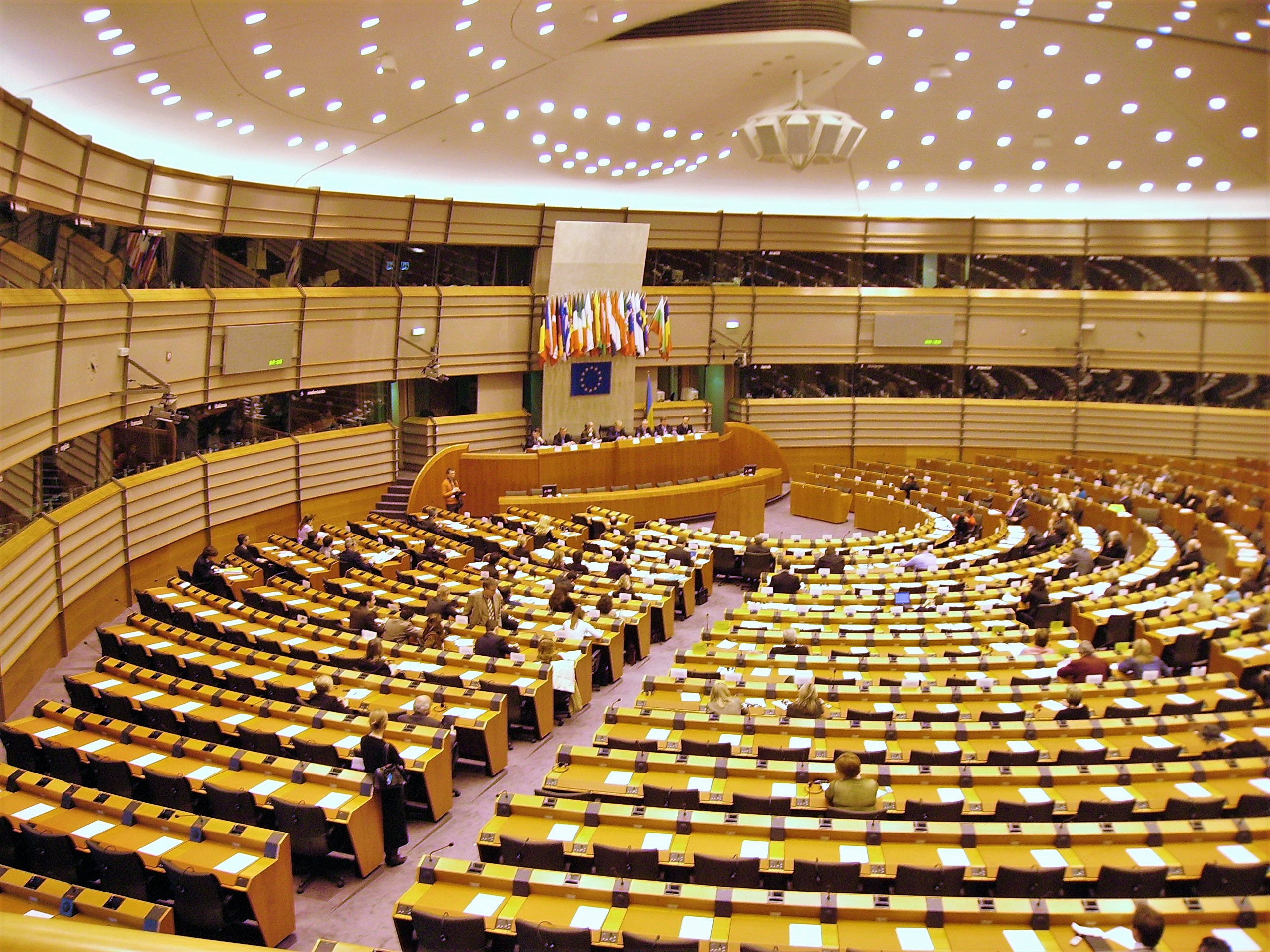
Parlamentul UE de la Bruxelles. Suedia este un stat membru al Uniunii Europene.

De-a lungul secolului al XX-lea, politica externă a Suediei⁠(d) s-a bazat pe principiul nealinierii în timp de pace și neutralității în timp de război. Guvernul Suediei a urmat un curs independent de nealiniere în timp de pace, astfel încât neutralitatea să fie posibilă în caz de război.
Doctrina de neutralitate a Suediei este adesea datată din secolul al XIX-lea, deoarece țara nu a mai fost în stare de război de la sfârșitul campaniei suedeze împotriva Norvegiei⁠(d) din 1814. În timpul celui de al Doilea Război Mondial, Suedia nu s-a alăturat nici puterilor aliate, nici puterilor axei. Acest lucru a fost uneori contestat, deoarece Suedia a permis, în anumite cazuri, regimului nazist să-i folosească sistemul de căi ferate pentru a transporta trupe și mărfuri, în special minereu de fier din minele din nordul Suediei, care era vital pentru mașina de război germană. Suedia a contribuit, de asemenea, indirect, la apărarea Finlandei în Războiul de Iarnă și a permis instrucția trupelor norvegiene și daneze în Suedia după 1943.

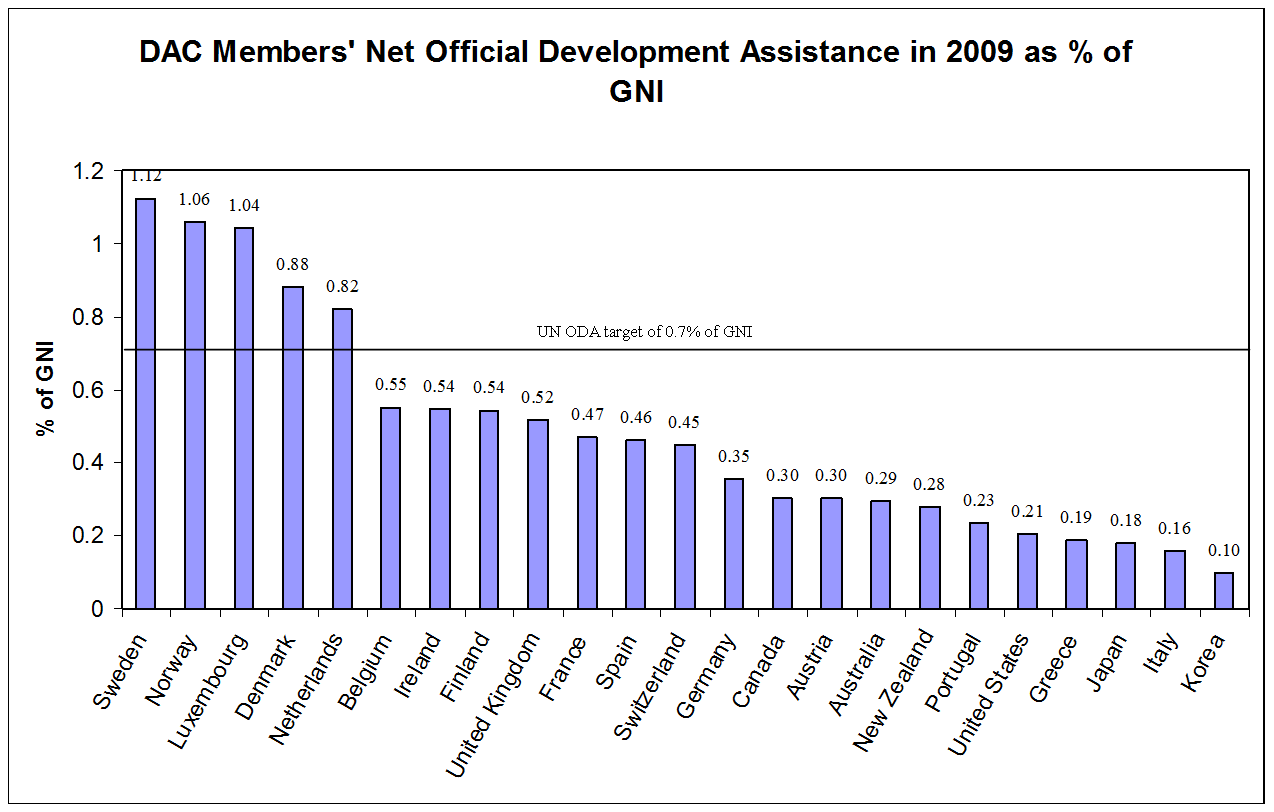
măsurat în VNB în 2009. Sursa: OCDE. Ca procent, Suedia este cel mai mare donator.

În perioada de început a Războiului Rece, Suedia și-a combinat politica de nealiniere și prezența redusă în afacerile internaționale cu o politică de securitate bazată pe o apărare națională⁠(d) puternică. Funcția armatei suedeze a fost de a descuraja atacurile. În același timp, țara a menținut legături informale relativ strânse cu blocul occidental, în special în domeniul schimbului de informații. În 1952, un DC-3 suedez a fost doborât⁠(d) deasupra Mării Baltice de un avion de luptă sovietic MiG-15. Investigațiile ulterioare au dezvăluit că avionul culegea de fapt informații pentru NATO. Un alt avion, un avion de căutare și salvare⁠(d) Catalina⁠(d), a fost trimis câteva zile mai târziu și doborât și de sovietici. Prim-ministrul Olof Palme a făcut o vizită oficială în Cuba în anii 1970, în timpul căreia a denunțat guvernul lui Fulgencio Batista și i-a lăudat pe revoluționarii contemporani cubanezi și cambodgieni într-un discurs.
Începând cu sfârșitul anilor 1960, Suedia a încercat să joace un rol mai semnificativ și mai independent în relațiile internaționale. S-a implicat semnificativ în eforturile internaționale de pace, în special prin intermediul Națiunilor Unite, și în sprijinul lumii a treia.
La 27 octombrie 1981, un submarin din clasa Whiskey⁠(d) (U 137⁠(d)) din Uniunea Sovietică a eșuat în apropierea bazei navale⁠(d) de la Karlskrona, în partea de sud a țării. Cercetările nu au stabilit niciodată în mod clar dacă submarinul a ajuns pe bancuri dintr-o greșeală de navigație sau dacă un inamic a comis spionaj împotriva potențialului militar suedez. Incidentul a declanșat o criză diplomatică între Suedia și Uniunea Sovietică. După asasinarea lui Olof Palme din 1986 și odată cu sfârșitul Războiului Rece, Suedia a adoptat o abordare mai tradițională a politicii externe. Cu toate acestea, țara rămâne activă în misiuni de menținere a păcii și menține un buget considerabil pentru ajutor extern.
Din 1995 Suedia este membră a Uniunii Europene, și ca urmare a situației mondiale de securitate, doctrina de politică externă a țării a fost parțial modificată, Suedia jucând un rol mai activ în cooperarea europeană pe teme de securitate. Ca urmare a agresiunii ruse în Ucraina, Suedia a cerut oficial în 2022 să adere la NATO și a devenit membru deplin al alianței în 2024.

### Armata
Aplicarea legii în Suedia⁠(d) este în sarcina mai multor entități guvernamentale. Poliția suedeză este o agenție guvernamentală⁠(d) care se ocupă de probleme polițienești. Grupul Operațional Național⁠(d) o unitate SWAT națională din cadrul forței de poliție. Responsabilitățile Serviciului de Securitate Suedez⁠(d) sunt contraspionajul, activitățile antiteroriste, protecția Constituției și protecția obiectelor și persoanelor sensibile.
Försvarsmakten (Forțele Armate Suedeze) sunt o agenție guvernamentală care raportează Ministerului Suedez al Apărării⁠(d) și responsabilă pentru operațiuni pe timp de pace ale forțelor armate ale Suediei. Sarcina principală a agenției este să antreneze și să desfășoare forțe de menținere a păcii în străinătate, menținând în același timp capacitatea pe termen lung de a se reorienta asupra apărării Suediei în caz de război. Forțele armate sunt împărțite în Forțele Terestre⁠(d), Forțele Aeriene⁠(d) și Marina⁠(d). Șeful forțelor armate este Comandantul Suprem⁠(d) (Överbefälhavaren, ÖB), ofițerul cu cel mai înalt grad din țară. Până în 1974, regele a fost comandant suprem⁠(d) pro forma, dar în realitate era bine înțeles de-a lungul secolului al XX-lea că monarhul nu va avea niciun rol activ ca lider militar.

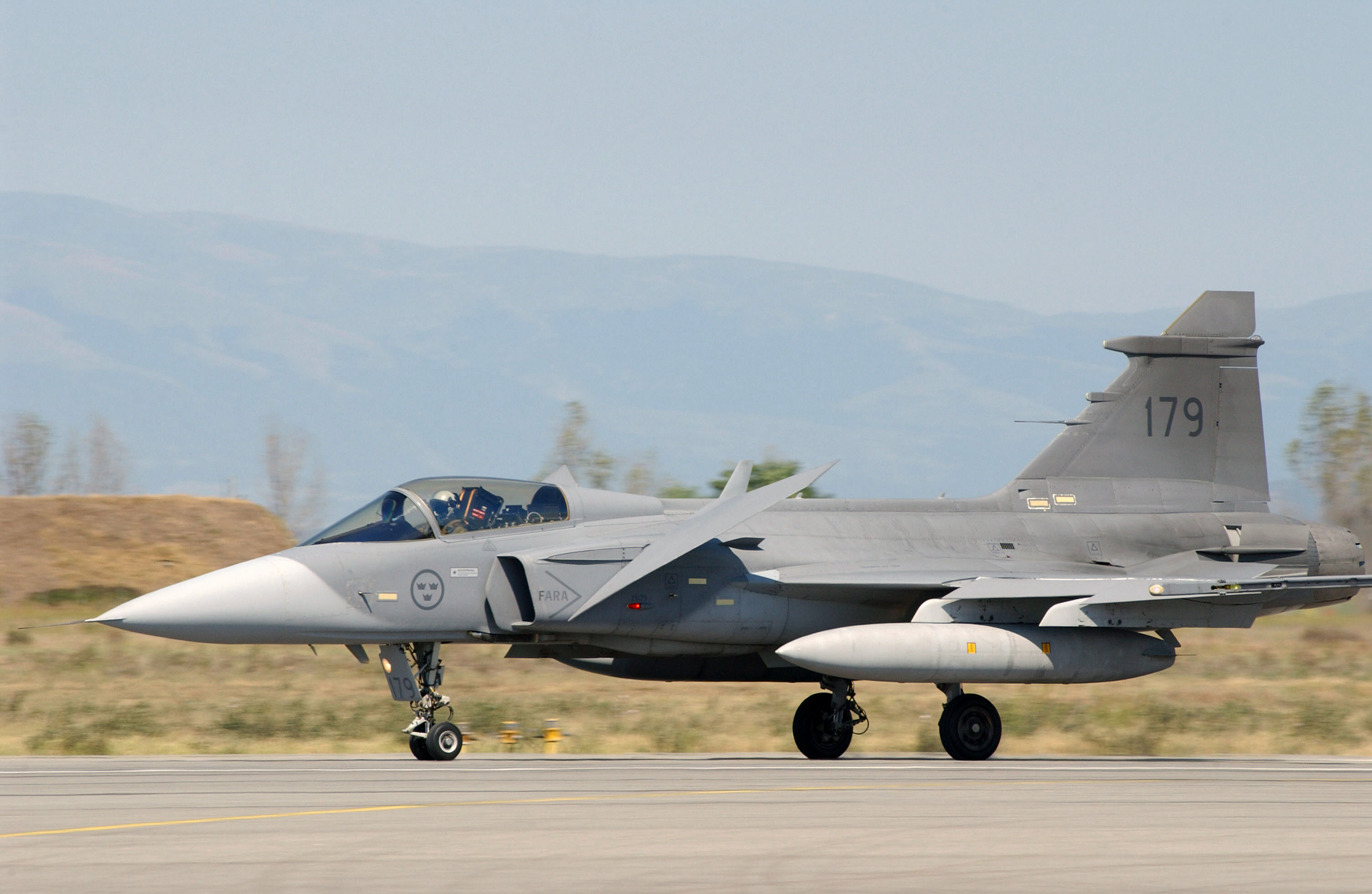
Saab JAS 39 Gripen este un avansat avion de luptă suedez multirol al.

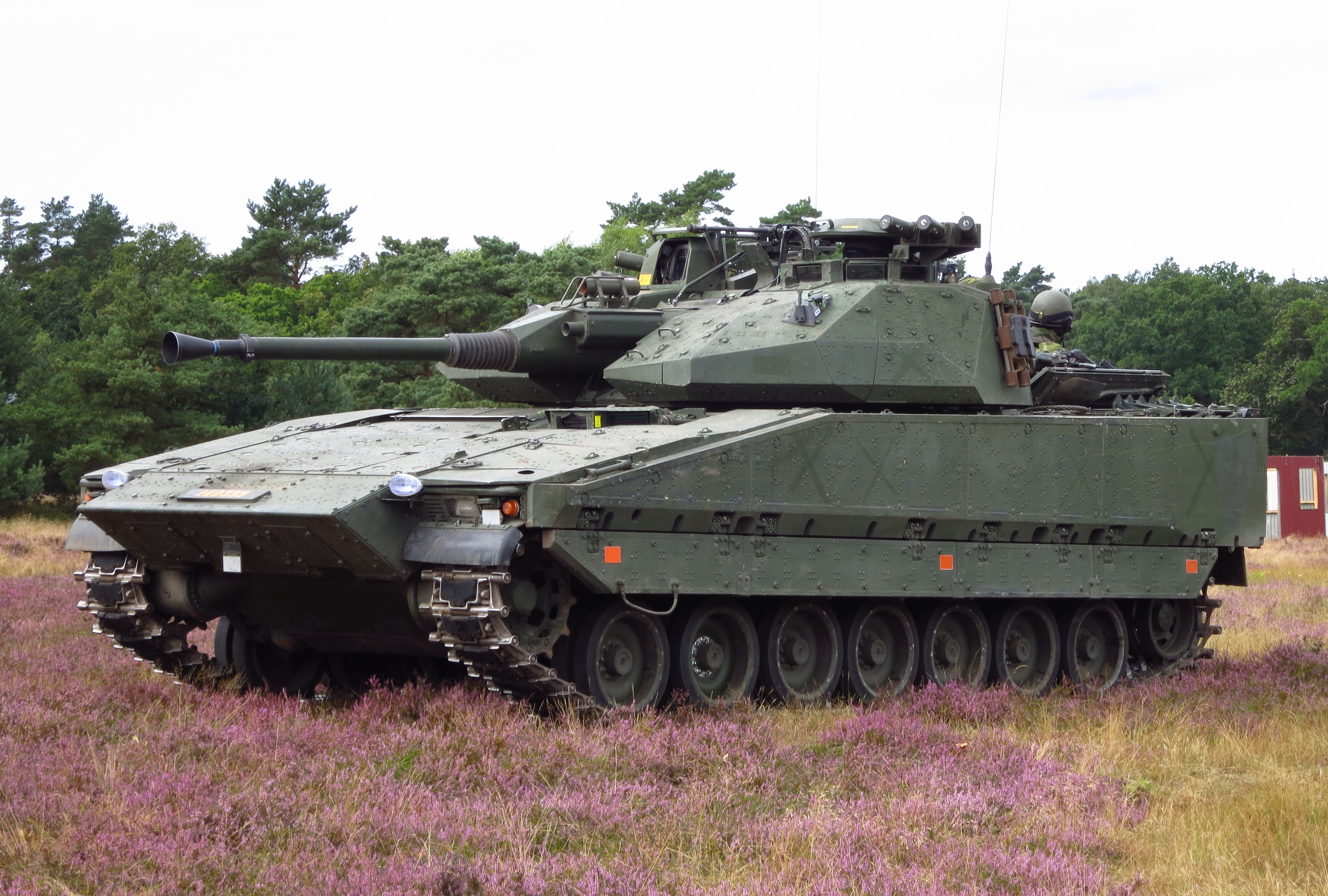
Vehiculul de luptă de infanterie, care este produs și utilizat de Suedia

Până la sfârșitul Războiului Rece, aproape toți bărbații care ajungeau la vârsta serviciului militar⁠(d) erau înrolați⁠(d). În ultimii ani, numărul bărbaților recrutați a scăzut dramatic, în timp ce numărul femeilor voluntare a crescut ușor. Recrutarea s-a orientat în general către găsirea celor mai motivați recruți, mai degrabă decât să se concentreze exclusiv pe cei care sunt apți pentru serviciu. Prin lege, toți militarii care servesc în străinătate trebuie să fie voluntari. În 1975, numărul total de militari activi era de 45.000. Până în 2003, a scăzut la 15.000.
La 1 iulie 2010, Suedia a pus capăt serviciului militar obligatoriu, trecând la o forță formată exclusiv din voluntari, cu excepția cazului în care se impune altfel pentru pregătirea apărării. Decizia a fost luată pentru a se pune accent doar pe recrutarea celor pregătiți ulterior să se ofere voluntari pentru serviciul internațional. Forțele totale adunate ar fi formate din aproximativ 60.000 de persoane. Aceasta în comparație cu anii 1980, înainte de căderea Uniunii Sovietice, când Suedia putea aduna până la 1.000.000 de militari.
Cu toate acestea, la 11 decembrie 2014, din cauza tensiunilor din zona baltică, guvernul suedez⁠(d) a reintrodus o parte a vechiului sistem suedez de instrucție⁠(d), anume formarea de perfecționare⁠(d). La 2 martie 2017, guvernul a decis să reintroducă partea rămasă a sistemului militar, anume pregătirea militară de bază. Primii recruți și-au început pregătirea în 2018. Deoarece legea este acum neutră din punct de vedere al genului, atât bărbații, cât și femeile ar putea fi nevoiți să presteze serviciu militar. Suedia a decis să nu semneze tratatul ONU privind interzicerea armelor nucleare.
Unități suedeze au participat la operațiuni de menținere a păcii în Republica Democrată Congo, Cipru, Bosnia și Herțegovina, Kosovo, Liberia, Liban, Afganistan și Ciad.

## Economie

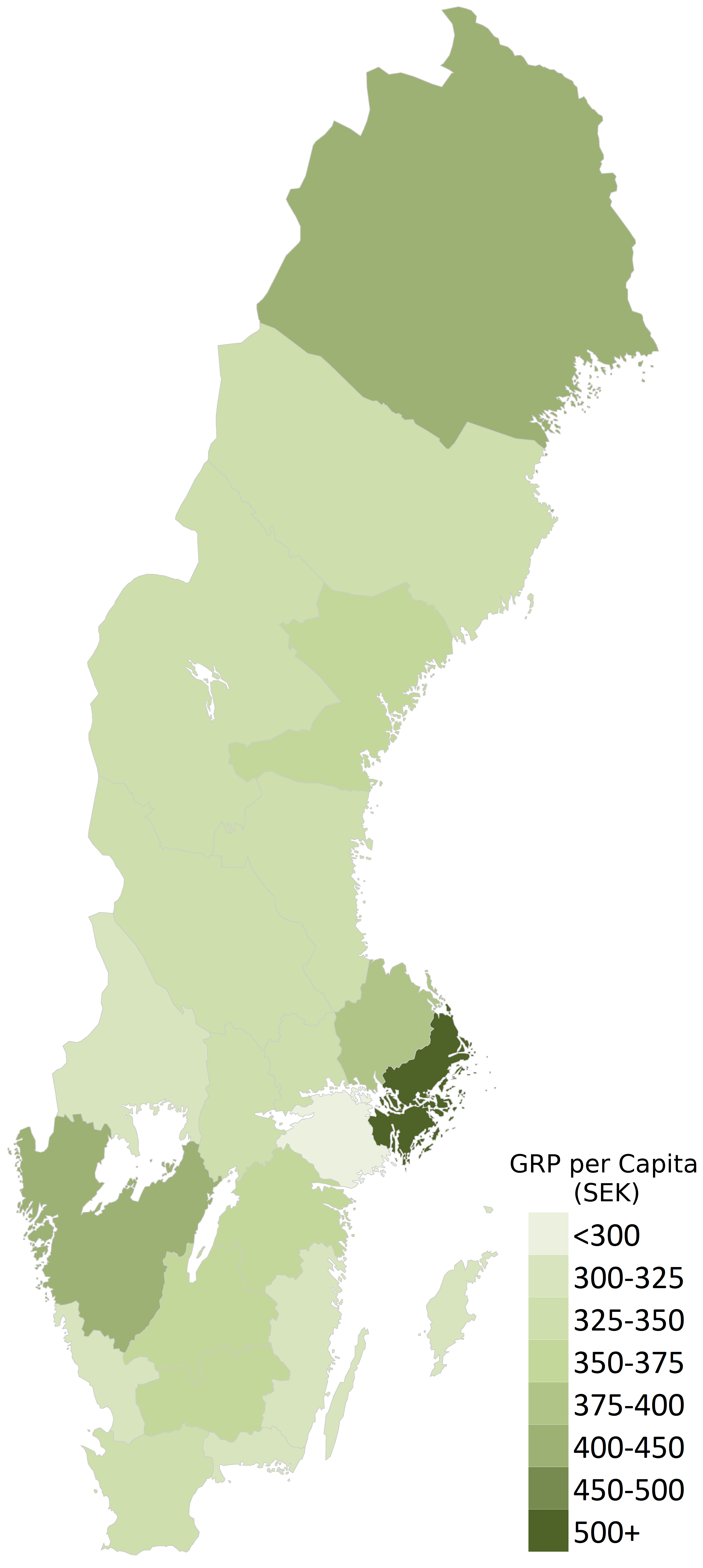
(PRB) pe cap de locuitor în mii de coroane (2014)

O reprezentare proporțională a exporturilor Suediei, 2019

Suedia este a șaisprezecea cea mai bogată țară din lume în ceea ce privește PIB (produsul intern brut) pe cap de locuitor și cetățenii săi au un nivel de trai ridicat. Suedia este o economie mixtă orientată spre export. Cheresteaua, hidroenergia și minereul de fier constituie baza de resurse a unei economii cu un accent puternic pe comerțul exterior. Sectorul de inginerie al Suediei reprezintă 50% din producție și exporturi, în timp ce telecomunicațiile, industria auto și industria farmaceutică au și ele mare importanță. Suedia este al nouălea exportator de arme din lume. Agricultura reprezintă 2% din PIB și din forța de muncă ocupată. Țara se clasează printre cele mai bune pentru penetrarea accesului la telefonie și la internet.
Sindicatele, asociațiile patronale și contractele colective acoperă o mare parte a angajaților din Suedia. Acoperirea mare a contractelor colective se realizează în ciuda absenței mecanismelor de stat care extind contractele colective la industrii sau sectoare întregi. Atât rolul proeminent al negocierilor colective, cât și modul în care este atinsă rata ridicată de acoperire reflectă dominația autoreglementării (reglementarea de către părțile implicate pe piața muncii însăși) în locul reglementării de către stat în relațiile industriale suedeze. Când sistemul de la Gent⁠(d) a fost schimbat în Suedia în 2007, ceea ce a dus la majorarea considerabilă a taxelor pentru fondurile de șomaj, a avut loc o scădere substanțială a densității sindicale și a densității fondurilor de șomaj.

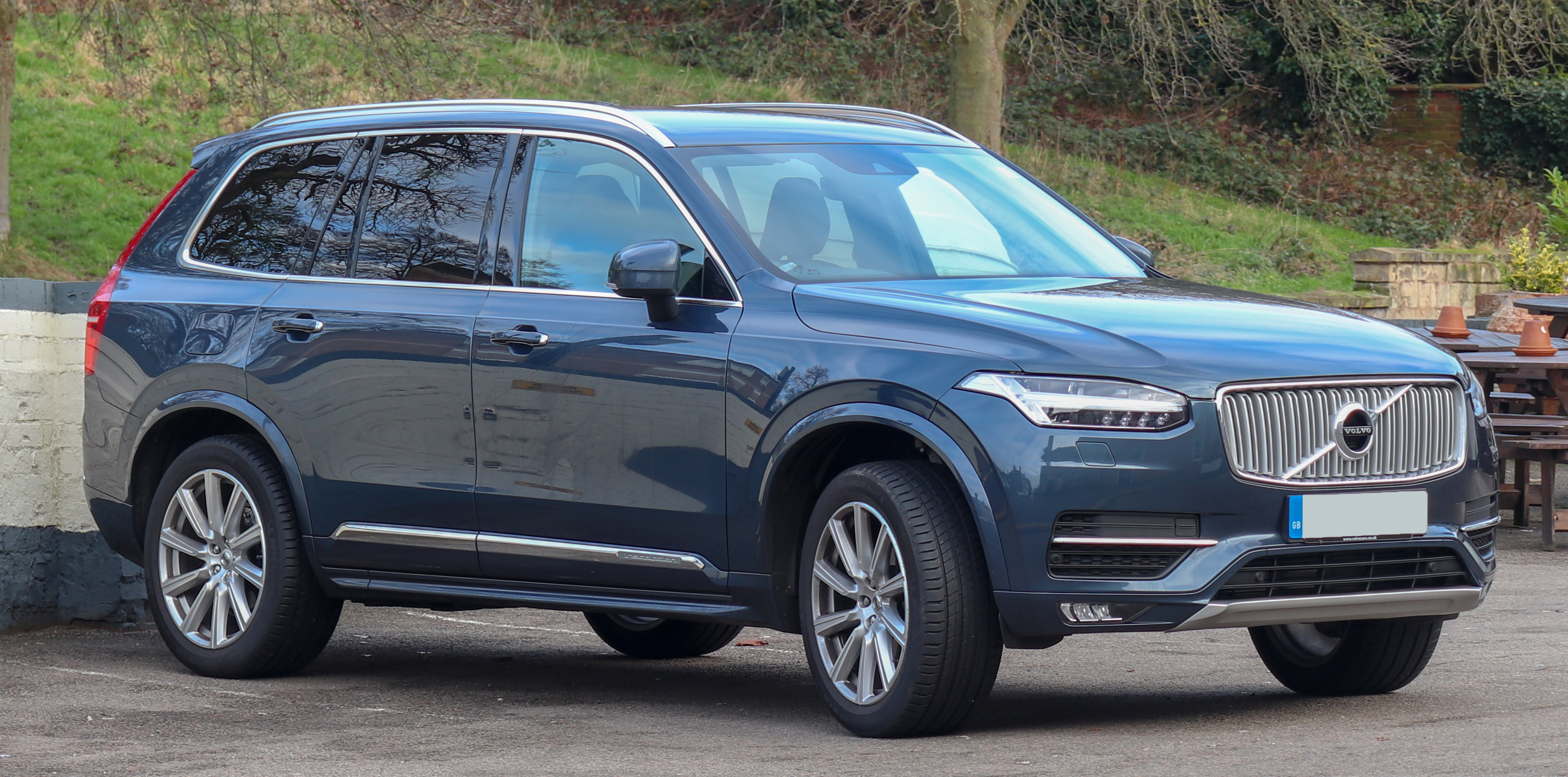
Din Suedia provine Volvo Cars, o companie de automobile cu sediul central în Göteborg

În 2010, coeficientul Gini al venitului Suediei a fost al treilea cel mai scăzut dintre țările dezvoltate, la 0,25 — puțin mai mare decât Japonia și Danemarca — ceea ce sugerează că Suedia avea o inegalitate scăzută a veniturilor⁠(d). Cu toate acestea, coeficientul Gini al bogăției Suediei, de 0,853, era al doilea cel mai mare în țările dezvoltate și peste mediile europeană și nord-americană, sugerând o inegalitate ridicată a bogăției. Chiar și pe baza venitului disponibil, distribuția geografică a coeficientului Gini al inegalității veniturilor variază între diferite regiuni și comune din Suedia. Danderyd, aflată în afara Stockholmului, are cel mai mare coeficient Gini al inegalității veniturilor din Suedia, la 0,55, în timp ce Hofors, lângă Gävle, are cel mai scăzut coeficient de inegalitate, 0,25. În Stockholm și în jurul orașului, precum și în Scania, două dintre regiunile mai dens populate ale Suediei, coeficientul Gini al venitului este între 0,35 și 0,55.
Din punct de vedere al structurii, economia suedeză se caracterizează printr-un sector de producție mare, intensiv concentrat pe cunoștințe și orientat spre export; un sector de servicii⁠(d) pentru afaceri în creștere, dar relativ mic; și, conform standardelor internaționale, un sector mare de servicii publice. Organizațiile mari, atât în domeniul producției, cât și în servicii, domină economia suedeză. Producția de tehnologie înaltă și medie-înaltă reprezintă 9,9% din PIB.
După cifra de afaceri, cele mai mari 20 de companii suedeze în 2007 au fost Volvo, Ericsson, Vattenfall⁠(d), Skanska, Sony Ericsson Mobile Communications AB, Svenska Cellulosa Aktiebolaget⁠(d), Electrolux, Volvo Personvagnar, TeliaSonera, Sandvik, Scania, ICA⁠(d), Hennes & Mauritz, IKEA, Nordea, Preem⁠(d), Atlas Copco, Securitas, Nordstjernan⁠(d) și SKF⁠(d). Marea majoritate a industriei Suediei este în sectorul privat, spre deosebire de multe alte țări occidentale industrializate, și, în acord cu tradiția istorică, întreprinderile publice sunt de importanță minoră.

Creșterea reală a PIB-ului în Suedia, 1996–2006

Se estimează că 4,5 milioane de rezidenți suedezi sunt angajați și aproximativ o treime din forța de muncă a absolvit studiile superioare. În ceea ce privește PIB-ul pe oră lucrată, Suedia a fost a noua cea mai mare din lume în 2006, cu 31 de dolari, față de 22 de dolari în Spania și 35 de dolari în Statele Unite. PIB-ul pe oră lucrată crește cu 2,5% pe an pentru economia în ansamblu, iar creșterea productivității echilibrată în termeni comerciali este de 2%. Potrivit OCDE, dereglementarea, globalizarea și creșterea sectorului tehnologic au fost factori determinanți ai productivității. Suedia este lider mondial în pensiile private, iar problemele de finanțare a pensiilor sunt relativ mici în comparație cu multe alte țări din Europa de Vest. Un program pilot pentru a testa fezabilitatea unei zile de lucru de șase ore, fără pierderi de salariu, urma să înceapă în 2014, implicând participarea personalului municipal din Göteborg. Guvernul suedez încearcă să-și reducă costurile prin reducerea orelor de concediu medical și creșterea eficienței.

Suedia face parte din spațiul Schengen și din piața unică a UE.

Salariat obișnuit se bucură de doar 40% din câștigul său, după aplicarea tuturor taxelor. Impozitul total colectat de Suedia ca procent din PIB-ul său a atins vârful la 52,3% în 1990. Țara s-a confruntat cu o criză imobiliară și bancară în 1990–1991 și, în consecință, a adoptat reforme fiscale în 1991 pentru a implementa reduceri ale cotelor de impozitare și lărgirea bazei de impozitare în timp. Din 1990, impozitele ca procent din PIB colectat de Suedia au scăzut, ratele totale de impozitare pentru cei mai mari venituri scăzând cel mai mult. În 2010, 45,8% din PIB-ul țării a fost colectat sub formă de taxe, a doua cea mai mare dintre țările OCDE și aproape dublu față de procentul din SUA sau Coreea de Sud. Angajarea finanțată din impozite pe venit reprezintă o treime din forța de muncă suedeză, o proporție substanțial mai mare decât în majoritatea celorlalte țări. În general, creșterea PIB-ului a fost rapidă de când reformele – în special cele din industria prelucrătoare – au fost adoptate la începutul anilor 1990.

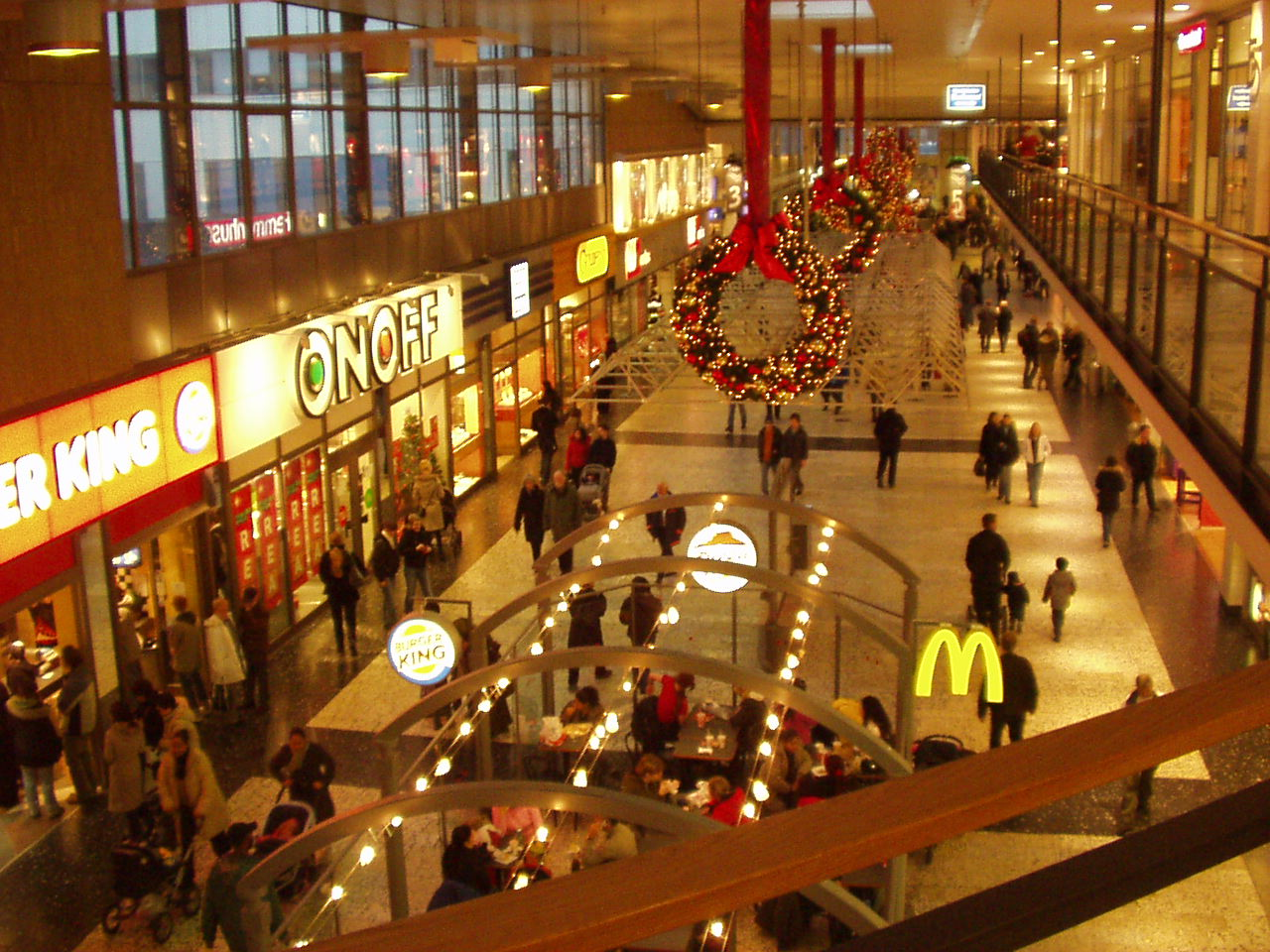
este unul dintre cele mai mari centre comerciale din nordul Europei

Suedia este a patra cea mai competitivă economie din lume, conform Forumului Economic Mondial în Raportul său pe tema Competitivității Globale⁠(d) 2012–2013. Suedia este țara cu cele mai bune performanțe în Global Green Economy Index (GGEI) din 2014. Ocupă locul patru în Anuarul IMD World Competitiveness 2013. Potrivit cărții The Flight of the Creative Class a economistului american, profesorul Richard Florida⁠(d) de la Universitatea din Toronto, Suedia este considerată ca având cea mai bună creativitate din Europa pentru afaceri și se preconizează că va deveni un magnet de talent pentru cei mai activi lucrători din lume. Cartea a compilat un index pentru a măsura tipul de creativitate despre care susține că este cel mai util pentru afaceri — talentul, tehnologia și toleranța.
Suedia își păstrează propria monedă, coroana suedeză (SEK), ca urmare a respingerii aderării la euro într-un referendum. Riksbank suedeză — fondată în 1668 și, prin urmare, cea mai veche bancă centrală din lume — se concentrează în prezent pe stabilitatea prețurilor cu o țintă de inflație de 2%. Conform Studiului Economic al Suediei 2007 realizat de către OCDE, inflația medie din Suedia a fost una dintre cele mai scăzute dintre țările europene de la mijlocul anilor 1990, în mare parte din cauza dereglementării și utilizării rapide a globalizării.
Cele mai mari fluxuri comerciale sunt cu Germania, Statele Unite, Norvegia, Regatul Unit, Danemarca și Finlanda.
Dereglementarea financiară din anii 1980 a avut un impact negativ asupra pieței imobiliare, ducând la o bulă și, în cele din urmă, la o prăbușire la începutul anilor 1990. Prețurile proprietăților comerciale au scăzut cu până la două treimi, ceea ce a dus la preluarea a două bănci suedeze de către guvern. În următoarele două decenii, sectorul imobiliar s-a consolidat. Până în 2014, legiuitorii, economiștii și FMI au avertizat din nou cu privire la o bulă alimentată de creșterea prețurilor proprietăților rezidențiale și creșterea nivelului datoriilor ipotecare personale. Datoria gospodăriilor casnice crescuse peste 170%, iar FMI a cerut legislativului să ia în considerare reforma domeniului și alte mijloace de a genera o ofertă mai mare de locuințe, deoarece cererea depășea ceea ce era disponibil, împingând prețurile în sus. Până în august 2014, 40% dintre debitorii de locuințe plăteau doar dobânda la credite, în timp ce cei care plăteau și creditul principal, o făceau într-un ritm în care rambursarea integrală ar fi durat 100 de ani.

### Energia

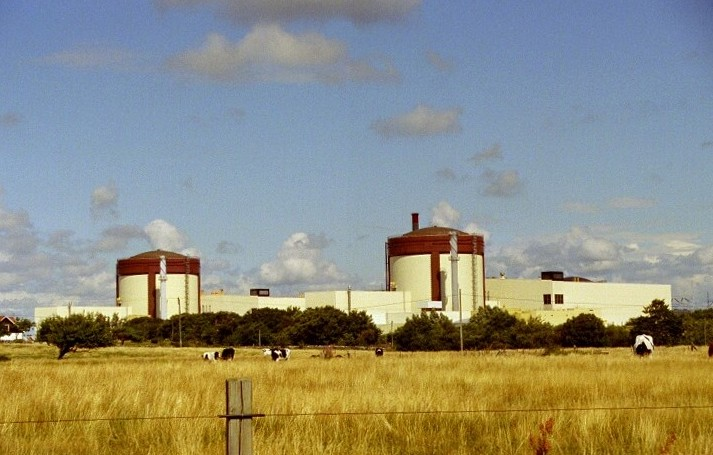
, situată la sud de Göteborg

Piața energiei din Suedia este în mare parte privatizată. Piața nordică de energie⁠(d) este una dintre primele piețe de energie liberalizate din Europa și este tranzacționată în NASDAQ OMX Commodities Europe⁠(d) și Nord Pool Spot⁠(d). În 2006, dintr-o producție totală de energie electrică de 139 TWh, energia electrică din hidroenergie a reprezentat 61 TWh (44%), iar energia nucleară a livrat 65 TWh (47%). În același timp, utilizarea biocombustibililor, turbei etc. a produs 13 TWh (9%) de energie electrică, în timp ce energia eoliană a produs 1 TWh (1%). Suedia a fost un importator net de energie electrică cu o marjă de 6 TWh. Biomasa este utilizată în principal pentru a produce căldură pentru termoficare, încălzire centrală și procese industriale.
Criza petrolului din 1973 a consolidat angajamentul Suediei de a reduce dependența de combustibilii fosili importați. De atunci, electricitatea a fost generată în principal din hidroenergie și energie nucleară. Cu toate acestea, utilizarea energiei nucleare a fost limitată. Printre altele, accidentul de la Three Mile Island (Statele Unite) a determinat Riksdagul să interzică centrale nucleare noi. În martie 2005, un sondaj de opinie a arătat că 83% din suedezi susțineau menținerea sau creșterea energiei nucleare. Politicienii au făcut anunțuri despre eliminarea treptată a petrolului în Suedia, scăderea energiei nucleare și investiții de miliarde de dolari în energie regenerabilă și eficiență energetică. Țara a urmărit de mulți ani o strategie de impozitare indirectă ca instrument al politicii de mediu⁠(d), inclusiv impozitele pe energie⁠(d) în general și taxele pe dioxid de carbon în special. Suedia a fost în 2014 un exportator net de energie electrică cu o marjă de 16 TWh; producția parcurilor eoliene crescuse la 11,5 TWh.

### Transporturi

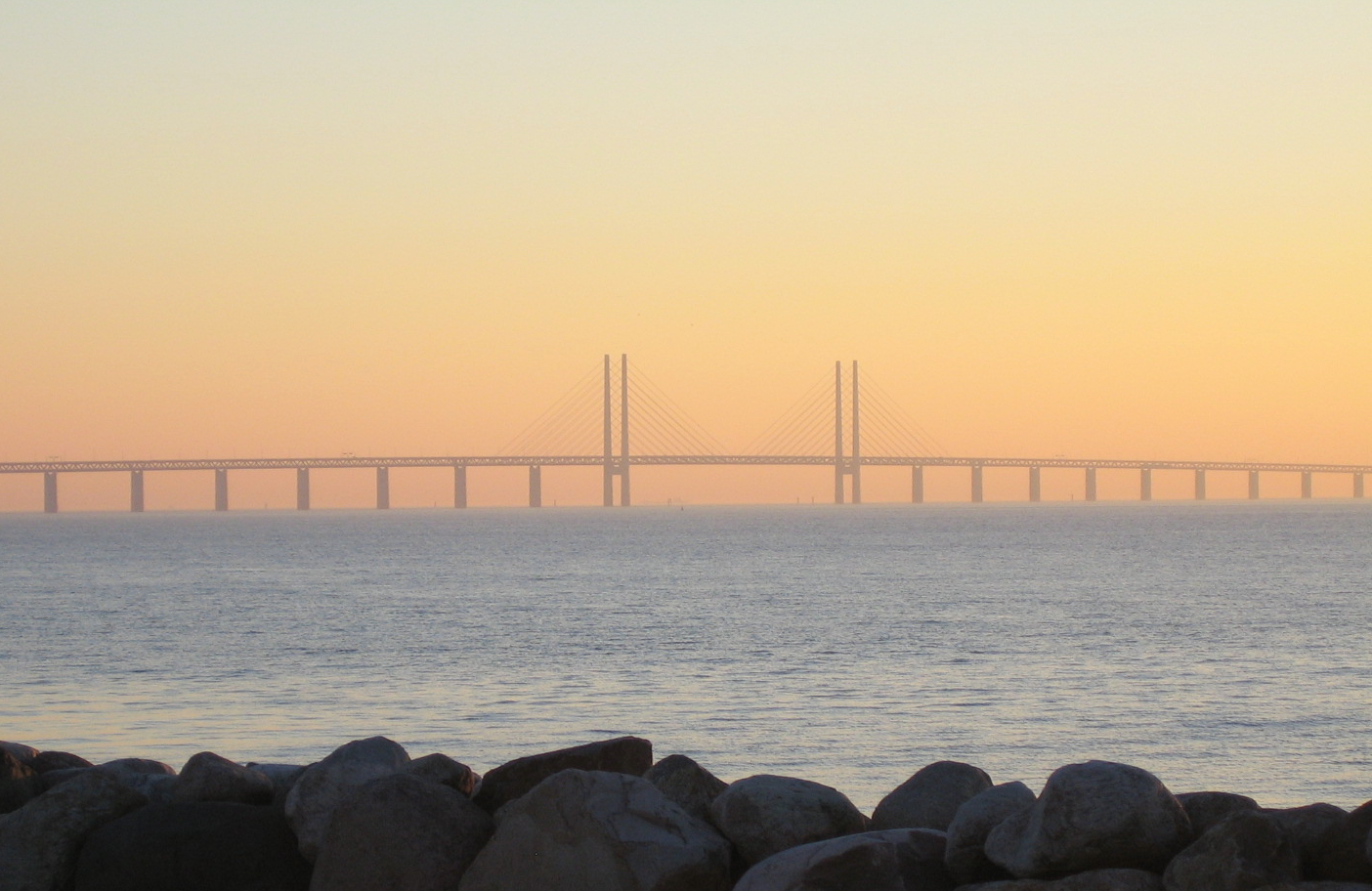
Podul Öresund între Malmö și Copenhaga, Danemarca

Suedia are 162.707 km de drum asfaltat și 1.428 km de drumuri cu acces controlat. Autostrăzile⁠(d) străbat Suedia, și un astfel de drum străbate și podul Øresund până în Danemarca. Sunt în construcție noi autostrăzi, una de la Uppsala la Gävle fiind finalizată pe 17 octombrie 2007. Suedia a avut circulație pe partea stângă (Vänstertrafik în suedeză) aproximativ din 1736 și până în secolul al XX-lea. Alegătorii au respins circulația pe dreapta în 1955, dar după ce Riksdagul a adoptat o legislație în 1963, schimbarea a avut loc la 3 septembrie 1967, cunoscută în suedeză drept Dagen H⁠(d).
Metroul din Stockholm este singurul sistem de metrou din Suedia și deservește orașul Stockholm prin 100 de stații. Piața transportului feroviar este privatizată, dar, deși există multe întreprinderi private, cei mai mari operatori sunt în continuare deținuți de stat. Comitatele au responsabilitatea finanțării, vânzării de bilete și marketingului pentru trenurile locale. Pentru alte trenuri, operatorii se ocupă de bilete și de marketing. Printre operatori se numără SJ, Veolia Transport⁠(d), DSB, Green Cargo⁠(d), Tågkompaniet⁠(d) și Inlandsbanan⁠(d). Majoritatea căilor ferate sunt deținute și operate de Trafikverket⁠(d).

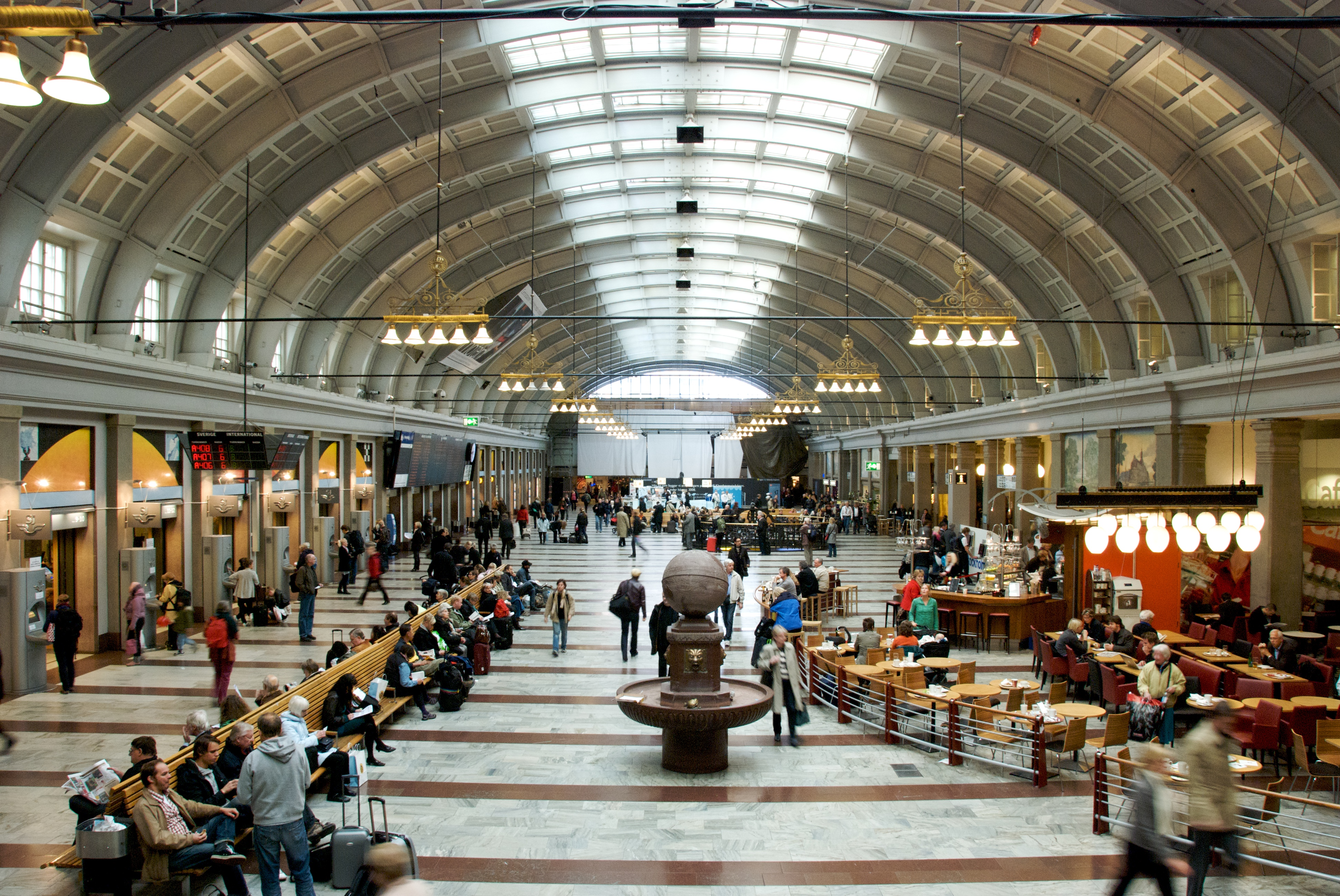

Majoritatea rețelelor de tramvai au fost închise în 1967, deoarece Suedia a trecut de la conducerea pe partea stângă la cea pe dreapta. Au supraviețuit doar cele din Norrköping, Stockholm și Göteborg, rețeaua de tramvai din Göteborg⁠(d) fiind cea mai mare. O nouă linie de tramvai a fost deschisă⁠(d) în Lund pe 13 decembrie 2020.
Printre cele mai mari aeroporturi se numără Aeroportul Stockholm–Arlanda (16,1 milioane de pasageri în 2009) la 40 km nord de Stockholm, Aeroportul Göteborg Landvetter (4,3 milioane de pasageri în 2008) și Aeroportul Stockholm–Skavsta (2,0 milioane de pasageri). Suedia găzduiește cele mai mari două companii portuare din Scandinavia, Port of Göteborg AB⁠(d) (Göteborg) și compania transnațională Copenhagen Malmö Port AB⁠(d). Cel mai folosit aeroport pentru o mare parte din sudul Suediei este Aeroportul Kastrup de la Copenhaga care se află la doar 12 minute cu trenul din mai apropiată gară suedeză, Hyllie⁠(d). Aeroportul Copenhaga este, de asemenea, cel mai mare aeroport internațional din Finnoscandia.
Suedia are și o serie de conexiuni auto cu feribotul către mai multe țări vecine. Între acestea se numără o rută de la Umeå prin Golful Bothnic⁠(d) până la Vaasa în Finlanda. Există mai multe conexiuni din zona Stockholm peste Marea Åland⁠(d) până la Mariehamn în Insulele Åland, precum și către Turku și Helsinki în Finlanda continentală, și mai departe către Estonia și Sankt Petersburg în Rusia. Rutele de feriboturi din zona Stockholm se conectează, de asemenea, cu Ventspils și Riga în Letonia, precum și cu Gdańsk în Polonia peste Marea Baltică. Porturile de feriboturi Karlskrona și Karlshamn din sud-estul Suediei deservesc Gdynia, Polonia, și Klaipeda, Lituania. Ystad și Trelleborg, lângă extremitatea sudică al Suediei, au legături cu feribotul cu insula daneză Bornholm și cu porturile germane Sassnitz, Rostock și, respectiv, Travemünde⁠(d), iar de la ambele circulă feriboturi spre Świnoujście, Polonia. Trelleborg este cel mai aglomerat port de feriboturi din Suedia în ceea ce privește masa totală transportată cu camioanele. Ruta către Sassnitz a început ca un feribot feroviar operat cu abur în secolul al XIX-lea, iar feribotul de astăzi încă transportă trenuri către Berlin în timpul lunilor de vară. O altă rută de feribot către Travemünde provine din Malmö. În ciuda deschiderii legăturii fixe către Danemarca, Podul Øresund, cea mai aglomerată rută de feriboturi rămâne legătura scurtă prin cea mai îngustă secțiune a strâmtorii Øresund între Helsingborg și portul danez Helsingør, cunoscută sub numele de ruta de feriboturi HH⁠(d). Există peste șaptezeci de plecări pe zi în fiecare sens; în orele de vârf, un feribot pleacă la fiecare cincisprezece minute. Printre porturile aflate mai sus pe coasta de vest a Suediei se numără Varberg, cu o conexiune cu feribotul peste Kattegat până la Grenaa în Danemarca, și Göteborg, care deservește Frederikshavn la extremitatea nordică a Danemarcei și Kiel în Germania. În cele din urmă, există feriboturi de la Strömstad, lângă granița cu Norvegia, către destinații din jurul fiordului Oslofjord⁠(d) din Norvegia. Înainte existau servicii de feriboturi către Regatul Unit de la Göteborg către destinații precum Immingham, Harwich și Newcastle, dar acestea au fost întrerupte.
Suedia are două linii interne de feriboturi cu nave mari, care ambele leagă insula Gotland de continent. Liniile pleacă din portul Visby de pe insulă, iar feriboturile navighează spre Oskarshamn sau Nynäshamn. Un feribot mai mic face legătura între insula Ven⁠(d) din Øresund și Landskrona.

### Politici publice
Suedia are unul dintre cele mai dezvoltate state sociale din lume. Potrivit unui raport OCDE din 2012, țara este pe locul al doilea în lume la capitolul cheltuieli sociale publice ca procent din PIB după Franța (cu 27,3% față de 28,4% Franța) și pe locul trei la capitolul cheltuieli sociale totale (publice și private), la 30,2% din PIB, după Franța și Belgia (cu 31,3%, respectiv 31,0%). Suedia a cheltuit 6,3% din PIB, al 9-lea procentaj ca mărime dintre 34 de țări OCDE, pentru a oferi acces egal la educație. Pe îngrijirea sănătății, țara a cheltuit 10,0% din PIB-ul său total, fiind pe locul 12.
Din punct de vedere istoric, Suedia a oferit un sprijin solid pentru comerțul liber (cu excepția agriculturii) și, în mare parte, drepturi de proprietate relativ puternice și stabile (atât private, cât și publice), deși unii economiști au subliniat că Suedia și-a promovat industriile prin taxe protectioniste și a folosit cercetarea și dezvoltarea subvenționate public în perioada critică timpurie a primilor ani de industrializare a țării. După al Doilea Război Mondial, o succesiune de guverne au extins statul social prin creșterea taxelor. În această perioadă, creșterea economică a Suediei a fost, de asemenea, una dintre cele mai mari din lumea industrială. O serie de reforme sociale succesive au transformat țara într-una dintre cele mai egale și dezvoltate de pe Pământ. Creșterea consecventă a statului social i-a făcut pe suedezi să atingă niveluri fără precedent de mobilitate socială și calitate a vieții – până în prezent Suedia se află în mod constant în fruntea clasamentelor pentru sănătate, alfabetizare și dezvoltare umană – cu mult înaintea unor țări mai bogate (de exemplu Statele Unite).
Cu toate acestea, începând cu anii 1970, creșterea PIB-ului Suediei a rămas în urma altor țări industrializate, iar clasamentul după PIB pe cap de locuitor a scăzut de pe locul 4 la 14 în câteva decenii. De la mijlocul anilor 1990 și până în prezent, creșterea economică a Suediei s-a accelerat din nou și a fost mai mare decât în majoritatea celorlalte țări industrializate (inclusiv SUA) în ultimii 15 ani. Un raport al Programului Națiunilor Unite pentru Dezvoltare prezice că ratingul Suediei la indicele dezvoltării umane va scădea de la 0,949 în 2010 la 0,906 în 2030.
Suedia a început să încetinească expansiunea statului social în anii 1980 și chiar să facă pași înapoi. Suedia a adoptat relativ rapid politici economice neoliberale, cum ar fi privatizarea, financiarizarea⁠(d) și dereglementarea, în comparație cu țări precum Franța. Actualul guvern suedez continuă tendința de retrogradare moderată a reformelor sociale anterioare. Creșterea a fost mai mare decât în multe alte țări din UE-15⁠(d). De asemenea, de la mijlocul anilor 1980, Suedia a înregistrat cea mai rapidă creștere a inegalității dintre toate țările dezvoltate, conform OCDE. Acest lucru a fost în mare parte atribuit reducerii intervenției statului și trecerii către privatizarea serviciilor publice. Potrivit lui Barbro Sorman, un activist al Partidului de Stânga de opoziție, „bogații devin din ce în ce mai bogați, iar săracii din ce în ce mai săraci. Suedia începe să semene cu SUA”. Cu toate acestea, țara rămâne mult mai egalitară decât majoritatea altor țări. Parțial ca urmare a acestor privatizări și a creșterii disparităților economice, la alegerile din 2014 suedezii i-au readus la putere pe social-democrați.
Suedia a adoptat politici agricole de piață liberă în 1990. Din anii 1930, sectorul agricol a fost supus controlului prețurilor. În iunie 1990, Riksdagul a votat pentru o nouă politică agricolă care marchează o schimbare semnificativă de la controlul prețurilor. Ca urmare, prețurile alimentelor⁠(d) au scăzut oarecum. Cu toate acestea, liberalizările și-au pierdut rapid efectul, deoarece au intervenit controalele impuse la nivelul UE asupra agriculturii.
De la sfârșitul anilor 1960, Suedia a avut cea mai mare cotă de impozitare (ca procent din PIB) din lumea industrializată, deși astăzi decalajul s-a redus și Danemarca a depășit Suedia ca țară cu cea mai puternică impozitare dintre țările dezvoltate. Suedia are o scară de impozitare progresivă în două trepte, cu un impozit pe venit municipal de aproximativ 30% și un impozit suplimentar de stat pentru venituri mari de 20–25% atunci când un salariu depășește aproximativ 320.000 de coroane pe an. Impozitele pe salarii⁠(d) se ridică la 32%. În plus, la multe lucruri cumpărate de cetățeni privați se adaugă un TVA național de 25%, cu excepția alimentelor (TVA 12%), transportului și cărților (TVA 6%). Anumite articole sunt supuse unor taxe suplimentare, de exemplu, electricitatea, benzina/motorina și băuturile alcoolice.
În 2007, venitul fiscal total era de 47,8% din PIB, a doua povară fiscală din țările dezvoltate, în scădere de la 49,1% în 2006. Restul din prețul unui serviciu după scăderea poverii fiscale totale – suma care ajunge în buzunarul prestatorului – este de circa 15%, față de 10% în Belgia, 30% în Irlanda, și 50% în SUA. Cheltuielile sectorului public se ridică la 53% din PIB. Angajații statului și administrațiilor locale sunt în total o treime din forța de muncă, mult mai mult ca în majoritatea țărilor occidentale. Doar Danemarca are un sector public mai mare (38% din forța de muncă).
În 2015 și 2016, 69% dintre angajați sunt organizați în sindicate. Densitatea sindicală în 2016 a fost de 62% în rândul muncitorilor slab calificați (cei mai mulți dintre ei în Confederația Sindicatelor Suedeze⁠(d), LO) și de 75% în rândul lucrătorilor cu studii superioare (majoritatea dintre ei în Confederația Suedeză a Angajaților Profesioniști, TCO, și Confederația suedeză a asociațiilor profesionale⁠(d), SACO). Suedia are fonduri sindicale de șomaj susținute de stat (sistemul de la Gent⁠(d)). Sindicatele au dreptul de a alege doi reprezentanți în consiliul de administrație în toate companiile suedeze cu peste 25 de angajați. Suedia are un număr relativ mare de concedii medicale per lucrător în OCDE: un muncitor mediu nu lucrează 24 de zile anual în medie pe acest motiv.
Rata șomajului era de 7,2% în mai 2017, în timp ce rata de ocupare era de 67,4%, forța de muncă fiind formată din 4.983.000 de persoane, în timp ce 387.000 sunt șomeri. Șomajul în rândul tinerilor (cu vârsta de 24 de ani sau mai puțin) în 2012 era de 24,2%, ceea ce face din Suedia țara OCDE cu cea mai mare proporție a șomajului în rândul tinerilor în raport cu șomajul în general.

### Știință și tehnologie

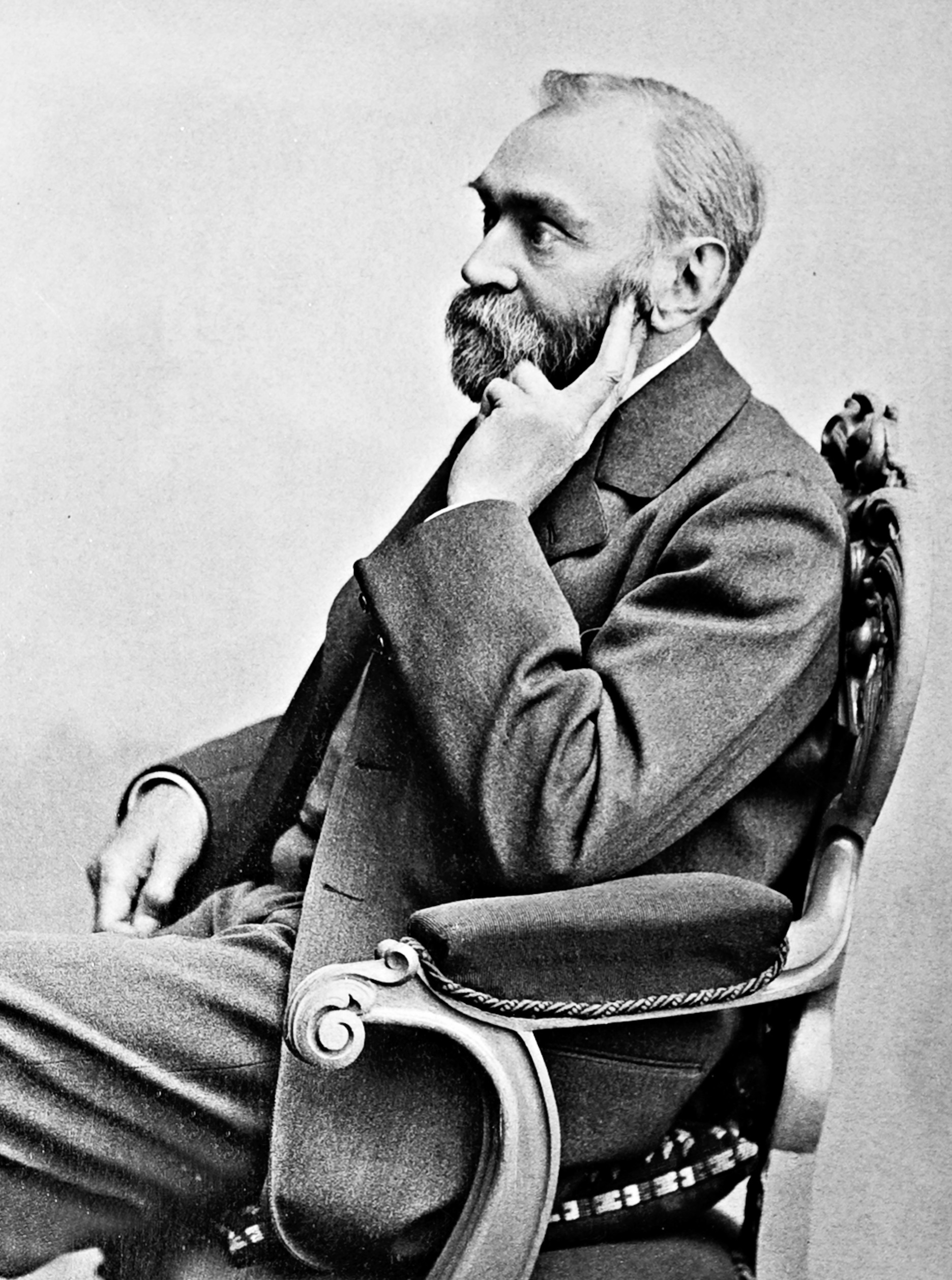
Alfred Nobel, inventatorul dinamitei și institutorul Premiului Nobel

În secolul al XVIII-lea, revoluția științifică a Suediei a luat amploare. Anterior, progresul tehnic a venit în principal din Europa continentală.
În 1739, a fost înființată Academia Regală Suedeză de Științe, având printre primii membri oameni cum ar fi Carl Linnaeus și Anders Celsius. Multe dintre companiile fondate de primii pionieri sunt și astăzi mărci internaționale importante. Gustaf Dalén a fondat AGA⁠(d) și a primit Premiul Nobel pentru valva lui solară. Alfred Nobel inventat dinamita și a instituit Premiile Nobel. Lars Magnus Ericsson a fondat compania care poartă numele său, Ericsson, și astăzi una dintre cele mai mari companii de telecomunicații din lume. Jonas Wenström⁠(d) a fost unul din primii pionieri ai curentului alternativ și este, împreună cu inventatorul sârbo-american Nikola Tesla, creditat drept unul dintre inventatorii sistemului electric trifazat.
Industria inginerească tradițională este încă o sursă majoră de invenții suedeze, dar câștigă teren și industria farmaceutică, electronică și alte industrii de înaltă tehnologie. Tetra Pak a fost o invenție pentru depozitarea alimentelor lichide, inventată de Erik Wallenberg⁠(d). Losec, un medicament pentru ulcer, a fost cel mai bine vândut medicament din lume în anii 1990 și a fost dezvoltat de compania AstraZeneca. Mai recent, Håkan Lans⁠(d) a inventat Sistemul de Identificare Automată⁠(d), un standard mondial pentru navigația navală și aviatică civilă. O mare parte a economiei suedeze se bazează până în prezent pe exportul de invenții tehnice, iar multe corporații multinaționale mari din Suedia își au originea în ingeniozitatea inventatorilor suedezi.
Inventatorii suedezi dețineau 47.112 brevete în Statele Unite în 2014, conform Oficiului de Brevete și Mărci⁠(d) din acea țară. Doar alte zece țări dețin mai multe brevete americane decât Suedia.
La un loc, sectorul public și cel privat din Suedia alocă peste 3,5% din PIB pentru cercetare și dezvoltare⁠(d) (R&D) pe an, investițiile Suediei în cercetare și dezvoltare, ca procent din PIB, fiind pe locul al doilea în lume. De câteva decenii, guvernul suedez a acordat prioritate activităților științifice și de cercetare și dezvoltare. Ca procent din PIB, guvernul suedez cheltuiește cel mai mult decât orice țară pentru cercetare și dezvoltare. Suedia se află în fruntea țărilor europene în ceea ce privește numărul de lucrări științifice publicate pe cap de locuitor.
În 2009, au fost luate deciziile de a construi cele mai mari două instalații științifice din Suedia: instalația de radiații sincrotron MAX IV Laboratory⁠(d) și European Spallation Source⁠(d) (ESS), ambele amplasate la Lund. European Spallation Source, care a costat aproximativ 14 miliarde de coroane, a început operațiunile inițiale în 2019, finalizarea construcției fiind programată pentru 2025. ESS va oferi un fascicul de neutroni de aproximativ 30 de ori mai puternic decât oricare dintre instalațiile existente de surse de neutroni. MAX IV, care a costat aproximativ 3 miliarde de coroane, a fost inaugurat pe 21 iunie 2016. Ambele facilități au implicații puternice asupra cercetării materialelor. Suedia s-a clasat pe locul 2 în Global Innovation Index în 2019 și 2020.

### Impozite
În medie, 27% din banii contribuabililor din Suedia sunt direcționați către educație și asistență medicală, în timp ce 5% merg către poliție și armată, iar 42% către asigurări sociale.
Angajatul obișnuit primește 40% din costurile cu forța de muncă după aplicarea tuturor taxelor pe muncă. Impozitul total colectat de Suedia ca procent din PIB-ul său a atins vârful la 52,3% în 1990. Țara s-a confruntat cu o criză imobiliară și bancară în 1990–1991 și, în consecință, a adoptat reforme fiscale în 1991 pentru a implementa reduceri ale cotelor de impozitare și lărgirea în timp a bazei de impozitare. Din 1990, impozitele ca procent din PIB colectat de Suedia au scăzut, ratele totale de impozitare pentru cele mai mari venituri scăzând cel mai mult. În 2010, 45,8% din PIB-ul țării a fost colectat sub formă de taxe, a doua cea mai mare dintre țările OCDE și aproape dublu față de procentul din SUA sau Coreea de Sud.

### Pensiile
Fiecare rezident suedez primește o pensie de stat. Agenția suedeză de pensii este responsabilă de pensii. Persoanele care au lucrat în Suedia, dar s-au mutat în altă țară, pot primi și pensia suedeză. Există mai multe tipuri de pensii în Suedia: pensii naționale, pensii ocupaționale și pensii private. O persoană poate primi o combinație a diferitelor tipuri de pensii.

## Demografie
0–9.9
     10–24.9
     25–49.9
     50–99.9
     100–199.9
     200+

Densitatea populației în comitatele Suediei, în locuitori/km²
0–9.9
10–24.9
25–49.9
50–99.9
100–199.9
200+

Populația rezidentă totală a Suediei era de 10.377.781 în octombrie 2020. Populația a depășit 10 milioane pentru prima dată vineri, 20 ianuarie 2017.
Densitatea medie a populației este de puțin peste 25 de locuitori pe km2, cu 1437 de locuitori pe km2 în localități (așezare continuă cu cel puțin 200 de locuitori). 87% din populație locuiește în mediul urban, care acoperă 1,5% din întreaga suprafață a terenului. 63% din suedezi se află în zone urbane mari. Densitatea este substanțial mai mare în sud decât în nord. Capitala Stockholm are o populație municipală de aproximativ 950.000 de locuitori (cu 1,5 milioane în zona urbană și 2,3 milioane în zona metropolitană). Al doilea și al treilea orașe ca mărime sunt Göteborg și Malmö. Marele Göteborg numără puțin peste un milion de locuitori și același lucru este valabil și pentru partea de vest a Scaniei, de-a lungul strâmtorii Öresund. Regiunea Öresund⁠(d), regiunea transfrontalieră dano-suedeză din jurul Öresundului, din care face parte Malmö, are o populație de 4 milioane de locuitori. În afara orașelor mari, zonele cu o densitate semnificativ mai mare a populației includ partea agricolă a Östergötlandului, coasta de vest, zona din jurul lacului Mälaren și zona agricolă din jurul orașului Uppsala.
Norrland, care acoperă aproximativ 60% din teritoriul suedez, are o densitate a populației foarte scăzută (sub 5 persoane pe kilometru pătrat). Munții și majoritatea zonelor de coastă îndepărtate sunt aproape nepopulate. Densitate scăzută a populației există și în mari părți din vestul Svealandului, precum și în sudul și centrul Smålandului. O zonă cunoscută sub numele de Finnveden, care este situată în sud-vestul Smålandului și în principal sub paralela 57, poate fi considerată practic nelocuită.
Între 1820 și 1930, aproximativ 1,3 milioane de suedezi, o treime din populația țării la acea vreme, au emigrat în America de Nord, iar cei mai mulți dintre ei în Statele Unite. Există mai mult de 4,4 milioane de americani de descendență suedeză⁠(d), conform unei estimări din 2006 a Biroului de Recensământ al SUA. În Canada, comunitatea de origine suedeză⁠(d) are 330.000 de persoane.
Nu există statistici oficiale privind etnia, dar conform Statistics Sweden, aproximativ 2.634.967 (25,5%) de locuitori ai Suediei erau de origine străină⁠(d) în 2019, persoane definite ca fiind născute în străinătate sau născute în Suedia cu părinți născuți în străinătate. Dintre acești locuitori, 2.019.733 de persoane s-au născut în străinătate și 615.234 de persoane s-au născut în Suedia din părinți născuți în străinătate. În plus, 780.199 de persoane au avut un părinte născut în străinătate, și celălalt părinte născut în Suedia.

Suedia are una dintre cele mai îmbătrânite populații din lume, cu vârsta medie de 41,1 ani.

### Limba

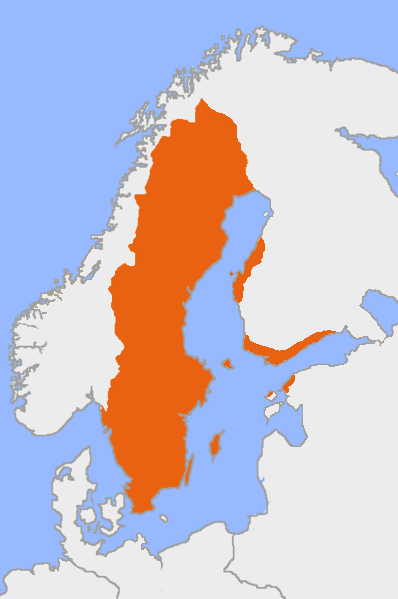
Distribuția vorbitorilor de limba suedeză

Limba oficială a Suediei este suedeza, o limbă germanică nordică, înrudită și foarte asemănătoare cu daneza și norvegiana dar care diferă în pronunție și ortografie. Norvegienii înțeleg cu ușurință suedeza, iar danezii o pot înțelege, cu puțin mai multă dificultate decât norvegienii. Același lucru este valabil și pentru vorbitorii suedezei standard, cărora le este mult mai ușor să înțeleagă norvegiana decât daneza. Dialectele vorbite în Scania⁠(d), cea mai sudică parte a țării, sunt influențate de daneză, deoarece regiunea a fost în mod tradițional o parte a Danemarcei⁠(d) și este în prezent situată aproape de aceasta. Finlandezii din Suedia⁠(d) sunt cea mai mare minoritate lingvistică a Suediei, cuprinzând aproximativ 5% din populația Suediei, iar finlandeza este recunoscută ca limbă minoritară. Datorită afluxului de vorbitori nativi de arabă din secolul al XXI-lea, utilizarea limbii arabe este probabil mai răspândită în țară decât cea a finlandezei. Cu toate acestea, nu sunt păstrate statistici oficiale privind utilizarea limbii.
Alături de finlandeză, sunt recunoscute și alte patru limbi minoritare⁠(d):meänkieli, sami, romani și idiș. Suedeza a devenit limba oficială a Suediei la 1 iulie 2009, când a fost implementată o nouă lege a limbii. Problema dacă suedeză ar trebui să fie declarată limba oficială a fost ridicată în trecut, o propunere legislativă a fost introdusă în Riksdag în 2005, dar propunerea a fost respinsă la limită.
În diferite grade, în funcție de frecvența interacțiunii cu engleza, majoritatea suedezilor, în special cei născuți după cel de al Doilea Război Mondial, înțeleg și vorbesc engleza, datorită legăturilor comerciale, a popularității călătoriilor în străinătate, a unei puternice influențe anglo-americane și a tradiției de a folosi subtitrări în loc de dublaj la programele de televiziune și filmele străine, combinat cu similitudinea relativă a celor două limbi care face învățarea limbii engleze mai ușoară. Într-un sondaj Eurobarometru din 2005, 89% dintre suedezi au declarată că pot vorbi engleza.
Engleza a devenit o materie obligatorie pentru elevii de liceu care studiază științele naturii încă din 1849 și este materie obligatorie pentru toți elevii suedezi de la sfârșitul anilor 1940. În funcție de autoritățile școlare locale, engleza este în prezent o materie obligatorie din clasa I până în clasa a IX-a, toți elevii continuând în liceu să studieze limba engleză cel puțin încă un an. Majoritatea studenților studiază, de asemenea, una și uneori două limbi suplimentare. Printre acestea se numără germana, franceza și spaniola, dar nu numai. Se predă uneori daneza și norvegiana, și ca parte a cursurilor de suedeză pentru vorbitori nativi. Datorită inteligibilității reciproce extinse dintre cele trei limbi scandinave continentale, vorbitorii de suedeză își folosesc adesea limba maternă atunci când vizitează sau locuiesc în Norvegia sau Danemarca.

### Religie
Religiile în Suedia (2018)
     Biserica Suediei (57,7%)
     Alți protestanți (3,4%)
     Biserici ortodoxe (1,7%)
     Biserica Catolică⁠(d) (1,2%)
     Alte culte creștine (0,3%)
     Islam⁠(d) (1,9%)
     Alte religii (0,3%)
     Neafiliați⁠(d) (33,5%)
Până în secolul al XI-lea, suedezii aderau la păgânismul nordic⁠(d), venerând zeii din Æsir, și având centrul religios în Templul de la Uppsala⁠(d). Odată cu creștinarea⁠(d) din secolul al XI-lea, legile țării s-au schimbat, interzicând închinarea la alte zeități până la sfârșitul secolului al XIX-lea. După Reforma Protestantă din anii 1530, o schimbare condusă de Olaus Petri⁠(d), asociatul suedez al lui Martin Luther, autoritatea Bisericii Romano-Catolice a fost abolită și luteranismul a devenit larg răspândit. Adoptarea luteranismului a fost finalizată de Sinodul de la Uppsala⁠(d) din 1593 și a devenit religia oficială. În perioada care a urmat Reformei, cunoscută de obicei ca perioada ortodoxiei luterane⁠(d), grupuri mici de neluterani, în special olandezi calvini, frați moravi și hughenoții francezi, au jucat un rol semnificativ în comerț și industrie și au fost tolerați în liniște atâta timp cât nu ieșeau mult în evidență. Sami aveau inițial propria lor religie șamanică, dar au fost convertiți la luteranism de misionarii suedezi în secolele al XVII-lea și al XVIII-lea.

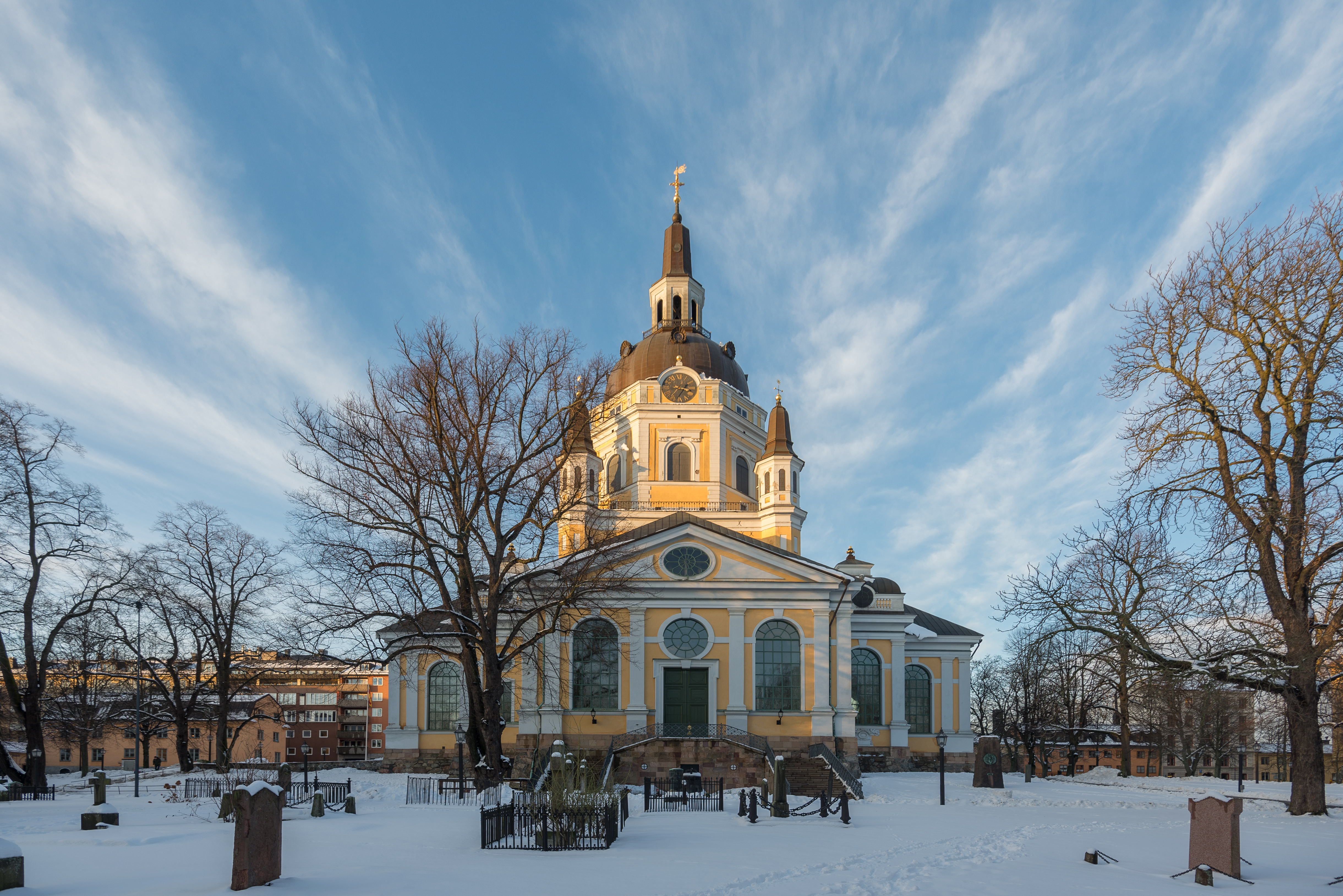
Biserica protestantă din Stockholm

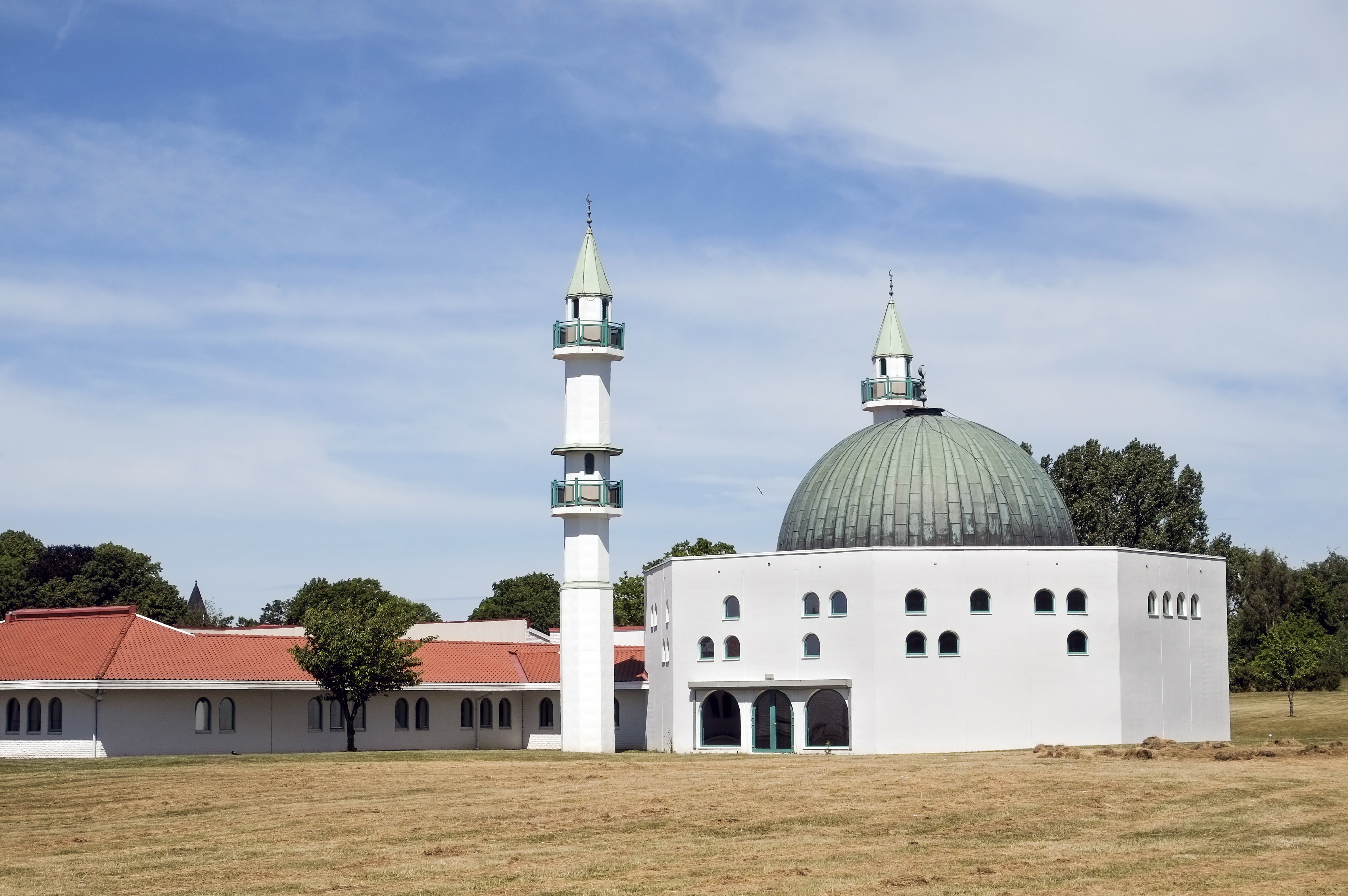
A doua cea mai veche geamie din Suedia este, inaugurată în 1984

Odată cu liberalizările religioase de la sfârșitul secolului al XVIII-lea, credincioși de alte credințe, inclusiv iudaism și romano-catolicism, au primit permisiunea să trăiască și să lucreze liber în țară. Cu toate acestea, până în 1860 a rămas ilegal ca luteranii să se convertească la o altă religie. Secolul al XIX-lea a adus sosirea diferitelor biserici independente⁠(d) evanghelice⁠(d) și, spre sfârșitul secolului, secularismul, făcându-i pe mulți să se distanțeze de ritualurile bisericești cu totul. Părăsirea Bisericii Suediei a devenit legală prin așa-numita lege a dizidenților din 1860, dar numai sub prevederea intrării într-o altă confesiune creștină⁠(d). Dreptul de a sta în afara oricărei confesiuni religioase a fost stabilit în mod oficial abia prin legea privind libertatea religioasă în 1951.
În 2000, a fost desființată Biserica Suediei ca instituție a statului. Suedia a fost a doua țară nordică⁠(d) care și-a desființat biserica de stat⁠(d) (după ce Finlanda a făcut acest lucru prin Legea Bisericii din 1869).
La sfârșitul anului 2018, 57,7% dintre suedezi aparțineau Bisericii Suediei; acest număr scăzuse cu aproximativ 1,5 puncte procentuale pe an în precedenții 7 ani și cu un punct procentual pe an în medie în cele două decenii anterioare. Aproximativ 2% dintre membrii bisericii participă în mod regulat la slujbele de duminică. Motivul numărului mare de membri inactivi este parțial acela că, până în 1996, copiii deveneau automat membri la naștere dacă cel puțin unul dintre părinți era membru. Din 1996, doar copiii și adulții care sunt botezați devin membri. Aproximativ 275.000 de suedezi sunt astăzi membri ai diferitelor biserici protestante evanghelice independente (unde participarea la congregație este mult mai mare), iar din cauza imigrației recente, există acum aproximativ 100.000 de creștini ortodocși și 92.000 de romano-catolici care trăiesc în Suedia.
Prima congregație musulmană a fost înființată în 1949, când un mic contingent de tătari a migrat din Finlanda. Prezența islamului în Suedia a rămas marginală până în anii 1960, când Suedia a început să primească imigranți din Balcani și din Turcia. Imigrația ulterioară din Africa de Nord și Orientul Mijlociu a adus populația musulmană⁠(d) estimată la 600.000. Cu toate acestea, doar aproximativ 110.000 erau membri ai unei congregații în jurul anului 2010.
Conform sondajului Eurobarometru 2010,
- 18% dintre cetățenii suedezi au răspuns că „cred că există un dumnezeu”.
- 45% au răspuns că „cred că există un fel de spirit sau forță de viață”.
- 34% au răspuns că „nu cred că există vreun fel de spirit, zeu sau forță vitală”.

Potrivit unui studiu Demoskop din 2015 despre credințele suedezilor,
- 21% credeau într-un zeu (în scădere de la 35% în 2008).
- 16% credeau în fantome.
- 14% credeau în creaționism sau design inteligent.[275][276]

Profesorul de sociologie Phil Zuckerman susține că, deși nu cred în Dumnezeu, suedezii se feresc de obicei de termenul de ateu, preferând să se numească creștini în timp ce se mulțumesc să rămână în Biserica Suediei. Religia continuă să joace un rol în identitatea culturală suedeză. Acest lucru este dovedit de faptul că majoritatea adulților suedezi continuă să rămână membri ai Bisericii Luterane, în ciuda faptului că trebuie să plătească o taxă bisericească⁠(d); în plus, ratele de botezare rămân ridicate, iar nunțile la biserică sunt în creștere în Suedia.

### Sănătate
Asistența medicală în Suedia este în principal finanțată din impozite⁠(d), universală pentru toți cetățenii și descentralizată, deși există și asistență medicală privată. Sistemul de sănătate din Suedia este finanțat în principal prin impozite percepute de consiliile regionale și comune. Un total de 21 de consilii sunt responsabile cu asistența primară și spitalicească în țară.
Asistența medicală privată este o raritate în Suedia și chiar și acele instituții private lucrează în cadrul consiliilor locale mandatate. Consiliile orășenești stabilesc regulile pentru potențialele clinici private. Deși în majoritatea țărilor îngrijirea persoanelor în vârstă sau a celor care au nevoie de ajutor psihiatric se desfășoară în mod privat, în Suedia autoritățile locale, finanțate din fonduri publice, sunt responsabile de acest tip de îngrijire.
Calitatea asistenței medicale din Suedia este similară celei din alte țări dezvoltate. Suedia se clasează în primele cinci țări în ceea ce privește mortalitatea infantilă scăzută. De asemenea, se situează pe un loc ridicat în ceea ce privește speranța de viață și siguranța apei potabile. În 2018, sănătatea și îngrijirea medicală reprezentau aproximativ 11% din PIB.

### Educație

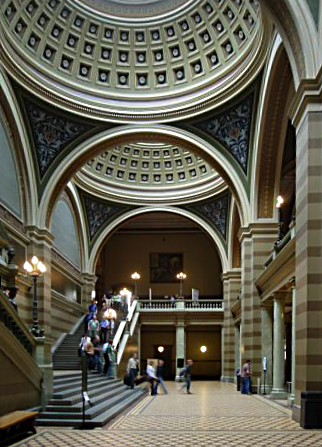
Universitatea din Uppsala (înființată în 1477)

Copiilor cu vârsta cuprinsă între 1 și 5 ani li se garantează un loc într-o grădiniță publică (în suedeză förskola sau, colocvial, dagis). Între 6 și 16 ani, copiii urmează școala generală obligatorie. În Programul pentru Evaluarea Internațională a Studenților (PISA), elevii suedezi de 15 ani obțin scoruri apropiate de media OCDE. După absolvirea clasei a IX-a, aproximativ 90% dintre elevi continuă cu o școală secundară superioară de trei ani (gimnaziu), ceea ce poate duce atât la o calificare pentru un loc de muncă, cât și la eligibilitatea de intrare la universitate. Sistemul școlar este finanțat în mare parte din impozite.
Guvernul suedez tratează școlile publice și independente în mod egal prin introducerea voucherelor de educație⁠(d) în 1992 ca una dintre primele țări din lume după Țările de Jos. Oricine poate înființa o școală cu scop lucrativ, iar municipalitatea trebuie să plătească școlilor noi aceeași sumă pe care o primesc școlile municipale. Prânzul școlar este gratuit pentru toți elevii din Suedia și este, de asemenea, încurajată furnizarea de mic dejun.
Există mai multe universități și colegii⁠(d) în Suedia, dintre care cele mai vechi și cele mai mari sunt situate în Uppsala, Lund, Göteborg și Stockholm. În 2000, 32% dintre suedezi aveau o diplomă universitară, țara fiind pe locul 5 în OCDE la această categorie. Alături de alte câteva țări europene, guvernul subvenționează și școlarizarea studenților internaționali care urmează o diplomă la instituții suedeze, deși un proiect de lege recent adoptat de Riksdag va limita această subvenție la studenții din țările SEE și Elveția.
Afluxul mare de imigranți către școlile suedeze a fost citat ca o parte semnificativă a motivului pentru care Suedia a scăzut mai mult decât orice altă țară europeană în clasamentul internațional PISA.

### Imigrația
Imigrația a fost o sursă majoră de creștere a populației⁠(d) și de schimbări culturale de-a lungul multor perioade ale istoriei Suediei, iar în ultimele secole țara s-a transformat dintr-o țară a emigrației nete, proces încheiat după Primul Război Mondial, într-o țară de imigrație netă, de la al Doilea Război Mondial încoace. Aspectele economice, sociale și politice ale imigrației au provocat controverse în ceea ce privește etnia, beneficiile economice, locurile de muncă pentru non-imigranți, zonele de stabilire, impactul asupra mobilității sociale⁠(d) ascendente, criminalitatea și comportamentul de vot.
Nu există cifre exacte cu privire la originea etnică a imigranților și a descendenților acestora în Suedia, deoarece guvernul suedez nu bazează nicio statistică pe etnie. Totuși, aceasta nu trebuie confundată cu originile naționale ale migranților, care sunt înregistrate.
Imigranții din Suedia sunt concentrați în mare parte în zonele urbane din Svealand și Götaland. De la începutul anilor 1970, imigrația în Suedia s-a datorat în mare parte migrației refugiaților și reunificării familiei din țările din Orientul Mijlociu și America Latină. În 2019, Suedia a acordat azil pentru 21.958 de persoane, după ce în 2018 primise 21.502.
Cele mai mari zece grupuri de persoane născute în străinătate în registrul civil suedez în 2019 proveneau din:
1. Siria (191.530)
2. Irak (146.048)
3. Finlanda (144.561)
4. Polonia (93.722)
5. Iran (80.136)
6. Somalia (70.173)
7. Fosta Iugoslavie (64.349)
8. Bosnia și Herțegovina (60.012)
9. Afganistan (58.780)
10. Turcia (51.689)

Potrivit unei anchete oficiale a Agenției Suedeze de Pensii⁠(d), efectuată la cererea Guvernului, imigrația în Suedia va dubla cheltuielile statului pentru pensia populației. Imigrația totală în Suedia pentru 2017 era estimată la 180.000 de persoane, iar după aceea 110.000 de persoane în fiecare an.
La 31 decembrie 2021, populația rezidentă estimată era de 10.452.326 locuitori, din care 880.826 erau cetățeni străini (798.300 născuți în altă țară) și includeau apatrizi (12 mii) și persoane cu cetățenie necunoscută (12,6 mii).
Naționalitățile cu cei mai mulți reprezentanți erau (în mii persoane):
- Siria 68,5
- Polonia 54,0
- Afghanistan 46,7
- Finlanda 43,1
- Eritreea 42,4
- India 31,7
- Norvegia 30,7
- Germania 29,9
- Danemarca 27,4
- Somalia 24,8
- China 23,2
- Irak 22,2
- România 19,6
- Iran 16,3
- Lituania 16,0
- Pakistan 15,7
- Marea Britanie 14,4
- Turcia 14,1
- Serbia 12,7
- Țările de Jos 12,2
- Spania 11,6
- Italia 11,6
- Grecia 11,0
- Croația 10,7
- Thailanda 10,1
52,7 mii persoane erau cetățeni ai altor state membre U.E., 44,5 mii, ai altor state europene, 51,8 mii, ai altor state africane, 50,1 mii, ai altor state din Asia și 31,0 mii ai altor state din America.
6.894,4 mii persoane erau născute în Suedia, cu ambii părinți născuți în această țară.
805,3 mii persoane erau născute în Suedia, cu un părinte născut în altă țară, iar 662,1 mii erau născute în Suedia, dar cu ambii părinți născuți în altă țară.
Persoanele născute în străinătate erau 2090,5 mii locuitori, din care în (mii locuitori):
- Siria 196,1
- Irak 146,8
- Finlanda 136,6
- Polonia 95,1
- Iran 83,1
- Somalia 70,1
- Afghanistan 62,8
- Iugoslavia 62,4
- Bosnia și Herțegovina 60,2
- Turcia 54,0
- Germania 53,0
- Eritreea 48,3
- India 47,4
- Thailanda 45,1
- Norvegia 40,6
- Danemarca 38,5
- China 37,2
- România 33,7
- Marea Britanie 32,0
- Liban 29,3
- Chile 27,9
- S.U.A. 24,2
- Pakistan 24,2
- Rusia 23,5
- Etiopia 22,7
- Vietnam 21,5
177,6 mii locuitori erau născuți în alte țări din U.E., 100,6 mii, în alte țări europene (inclusiv persoane care au declarat U.R.S.S. ca țară natala), 95,8 mii, în alte țări africane, 116,5 mii în alte țări din Asia, 69,3 mii, în țări de pe continentul american.

## Cultură

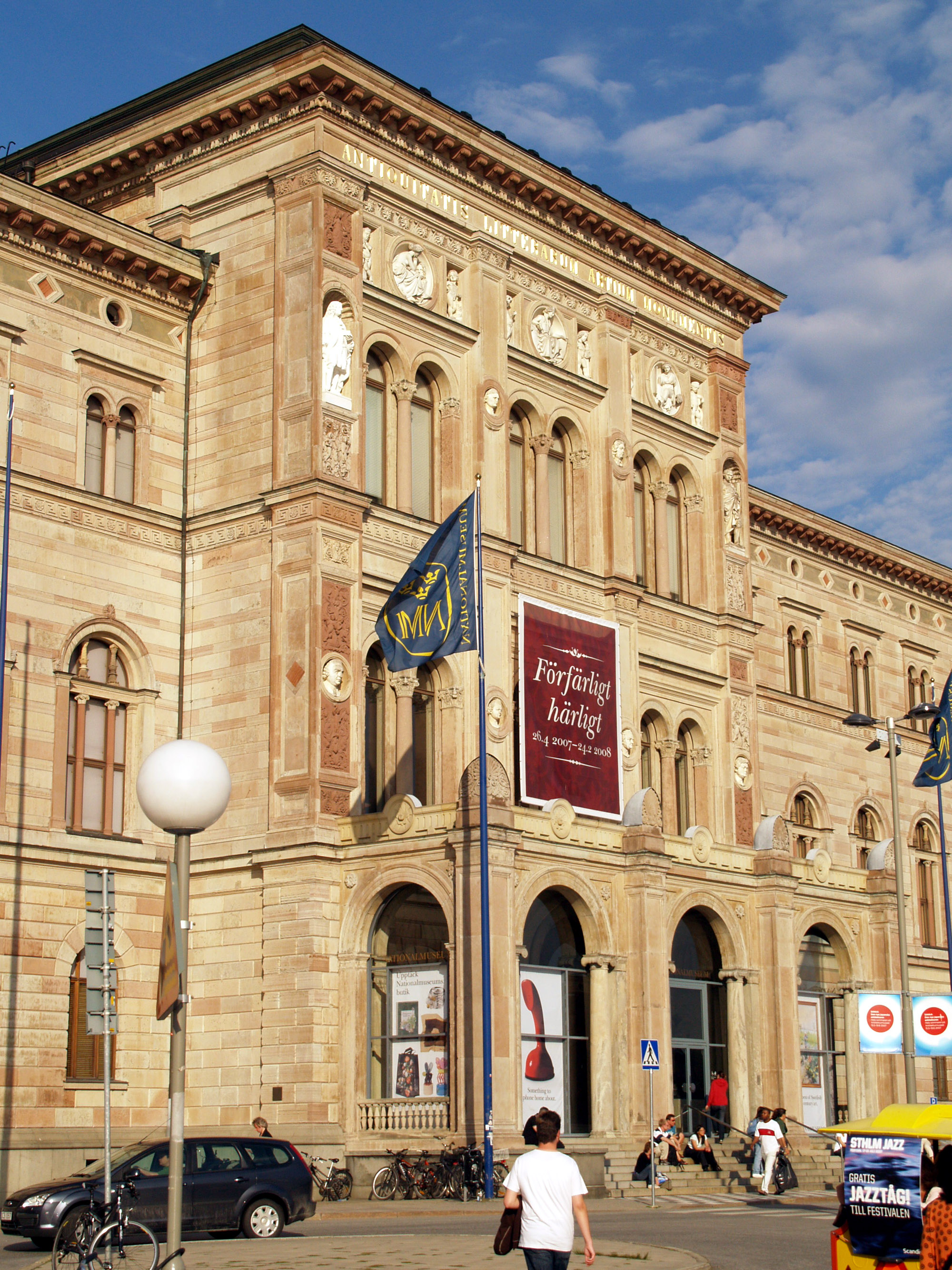
Nationalmuseum din Stockholm

Suedia are mulți autori recunoscuți la nivel mondial, între care se numără August Strindberg, Astrid Lindgren și câștigătorii Premiului Nobel Selma Lagerlöf și Harry Martinson. În total, șapte premii Nobel pentru literatură au fost acordate suedezilor. Cei mai cunoscuți artiști din țară sunt pictori precum Carl Larsson și Anders Zorn și sculptorii Tobias Sergel⁠(d) și Carl Milles⁠(d).
Cultura suedeză a secolului al XX-lea este remarcată prin lucrări de pionierat din primele zile ale cinematografiei, cu Mauritz Stiller⁠(d) și Victor Sjöström⁠(d). În anii 1920-1980, regizorul Ingmar Bergman și actrițele Greta Garbo și Ingrid Bergman s-au remarcat la nivel internațional în cinematografie. Mai recent, filmele lui Lukas Moodysson⁠(d), Lasse Hallström⁠(d) și Ruben Östlund⁠(d) au primit recunoaștere internațională.
De-a lungul anilor 1960 și 1970, Suedia a fost văzută ca un lider internațional în ceea ce se numește acum „revoluția sexuală”, egalitatea de gen fiind promovată în mod deosebit. Primul film suedez I Am Curious (Yellow)⁠(d) (1967) reflecta o viziune liberală asupra sexualității, incluzând scene de dragoste care au atras atenția internațională și au introdus conceptul de „păcat suedez” care fusese introdus mai devreme în SUA în O vară cu Monika al lui Ingmar Bergman.
S-a format astfel o imagine de „iubire fierbinte și oameni reci”. Liberalismul sexual a fost văzut ca parte a procesului de modernizare care, prin ruperea granițelor tradiționale, duce la emanciparea forțelor și dorințelor naturale.
Suedia a devenit foarte liberală și față de homosexualitate, așa cum se reflectă în larga acceptare populară a unor filme precum Show Me Love⁠(d), despre două tinere lesbiene din micul oraș suedez Åmål. Începând cu 1 mai 2009, Suedia și-a abrogat legile „parteneriatului înregistrat” și le-a înlocuit pe deplin cu un concept de căsătorie neutră în raport cu genul, având ca alternativă și parteneriate domestice atât pentru cuplurile de același sex, cât și pentru cele de sexe opuse. Coabitarea (sammanboende) între cuplurile de toate vârstele, de la adolescenți până la cupluri în vârstă, este larg răspândită. Din 2009, Suedia trece printr-o perioadă de baby boom.

### Muzică

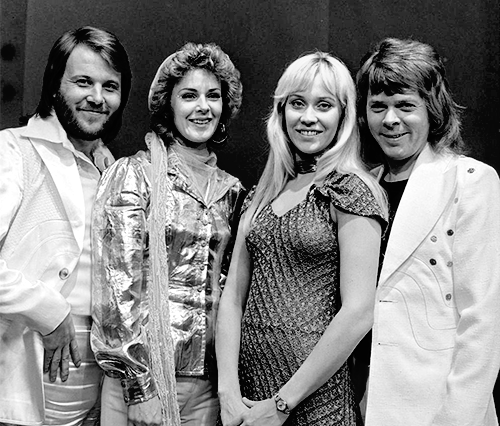
Formația suedeză ABBA în aprilie 1974, la câteva zile după ce a câștigat Concursul Muzical Eurovision

S-au încercat recreări istorice ale vechii muzici nordice pe baza instrumentelor găsite în siturile arheologice ale vikingilor. Instrumentele folosite au fost Lur⁠(d) (un fel de trompetă), simple instrumente cu coarde, flaute de lemn și tobe. Suedia are o scenă importantă a muzicii populare. Joik, un tip de muzică sami, este o cântare care face parte din spiritualitatea animistă tradițională sami. Printre compozitorii de seamă se numără Carl Michael Bellman și Franz Berwald.
Suedia are și o bună tradiție a muzicii corale. Dintr-o populație de 9,5 milioane, se estimează că cinci până la șase sute de mii de oameni cântă în coruri.
În 2007, cu venituri de peste 800 de milioane de dolari, Suedia a fost al treilea exportator de muzică din lume, fiind depășită doar de SUA și Regatul Unit. Conform unei surse din 2013, Suedia producea cele mai multe hituri pe cap de locuitor din lume, urmată de Regatul Unit și SUA. Suedia are o scenă de jazz destul de animată. În ultimii șaizeci de ani, a atins un standard artistic remarcabil de înalt, stimulat de influențe și experiențe interne și externe. Centrul de Cercetare în Muzica Populară Suedeză și Jazz a publicat o prezentare generală a jazzului în Suedia, de Lars Westin.

### Arhitectură

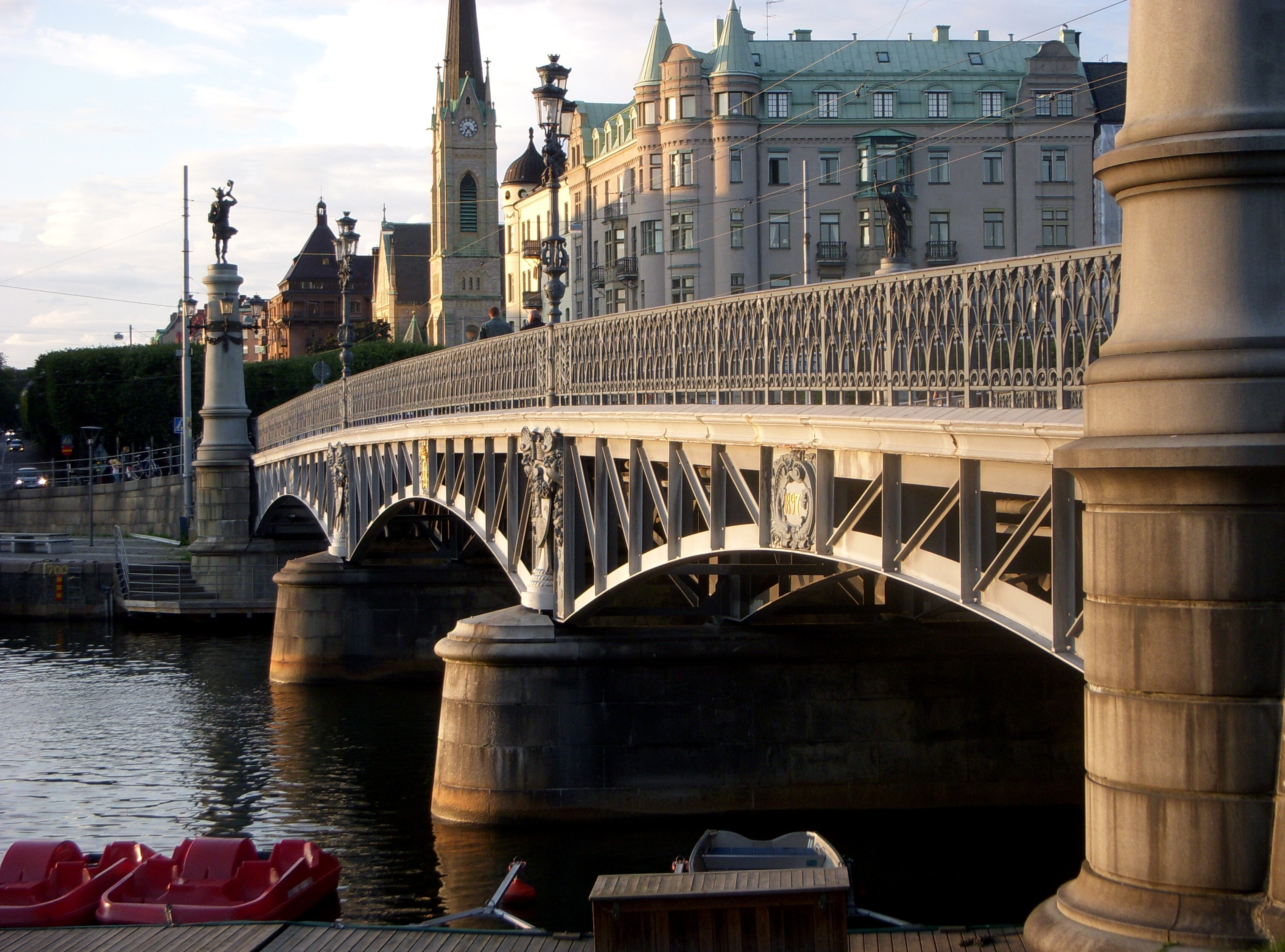

Înainte de secolul al XIII-lea aproape toate clădirile erau din lemn, dar atunci a început o tranziție către piatră. Primele clădiri din piatră din Suedia sunt bisericile romanești⁠(d) din zona rurală. Multe dintre ele au fost construite în Scania și, deci, provin din tradiția arhitecturală daneză. Ele includ catedrala din Lund din secolul al XI-lea și biserica ceva mai recentă din Dalby⁠(d), dar și multe biserici gotice timpurii construite sub influența Ligii Hanseatice, cum ar fi cele din Ystad, Malmö și Helsingborg.
Catedralele din alte părți ale Suediei au fost, și ele, construite ca scaune ale episcopilor Suediei. Catedrala Skara⁠(d) este din cărămidă din secolul al XIV-lea, iar Catedrala din Uppsala — din secolul al XV-lea. În 1230 s-a pus temelia Catedralei din Linköping, materialul acolo fiind calcarul, dar construcția a durat aproximativ 250 de ani.
Printre structurile mai vechi se numără și unele fortărețe semnificative și alte clădiri istorice, cum ar fi Castelul Borgholm⁠(d), Conacul Halltorps⁠(d) și cetatea Eketorp⁠(d) de pe insula Öland, cetatea Nyköping și zidul orașului Visby⁠(d).

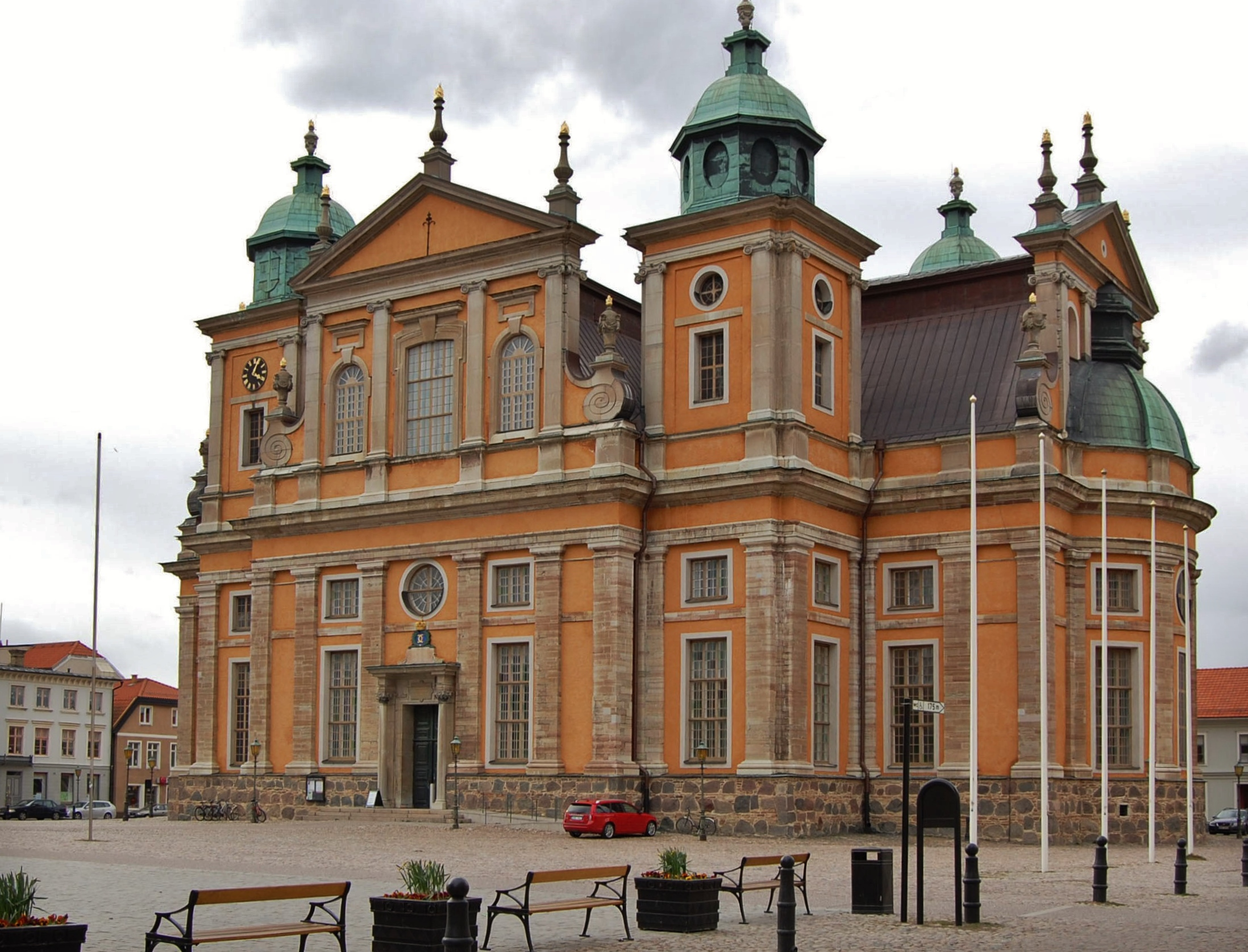

În jurul anului 1520, Suedia a ieșit din Evul Mediu și s-a unit sub regele Gustav Vasa, care imediat a introdus construirea de mari conace, castele și fortărețe. Printre cele mai impozante se numără castelul Kalmar, castelul Gripsholm⁠(d) și cel de la Vadstena.
În următoarele două secole, Suedia a fost marcată de arhitectura barocă și, mai târziu, de rococo. Printre proiectele notabile din acea vreme se numără orașul Karlskrona, care acum a fost declarat sit în Patrimoniul Mondial UNESCO și palatul Drottningholm⁠(d).
1930 a fost anul marii expoziții de la Stockholm, care a marcat descoperirea funcționalismului⁠(d), sau „funkis”, așa cum a devenit cunoscut. Stilul a ajuns să domine în deceniile următoare. Unele proiecte notabile de acest fel au fost Programul Million, care oferă locuințe la prețuri accesibile în complexe mari de apartamente.
Ericsson Globe⁠(d) este cea mai mare clădire emisferică de pe Pământ, are forma unei bile albe mari și a fost construită în doi ani și jumătate. Este situat în Stockholm.

### Mass-media

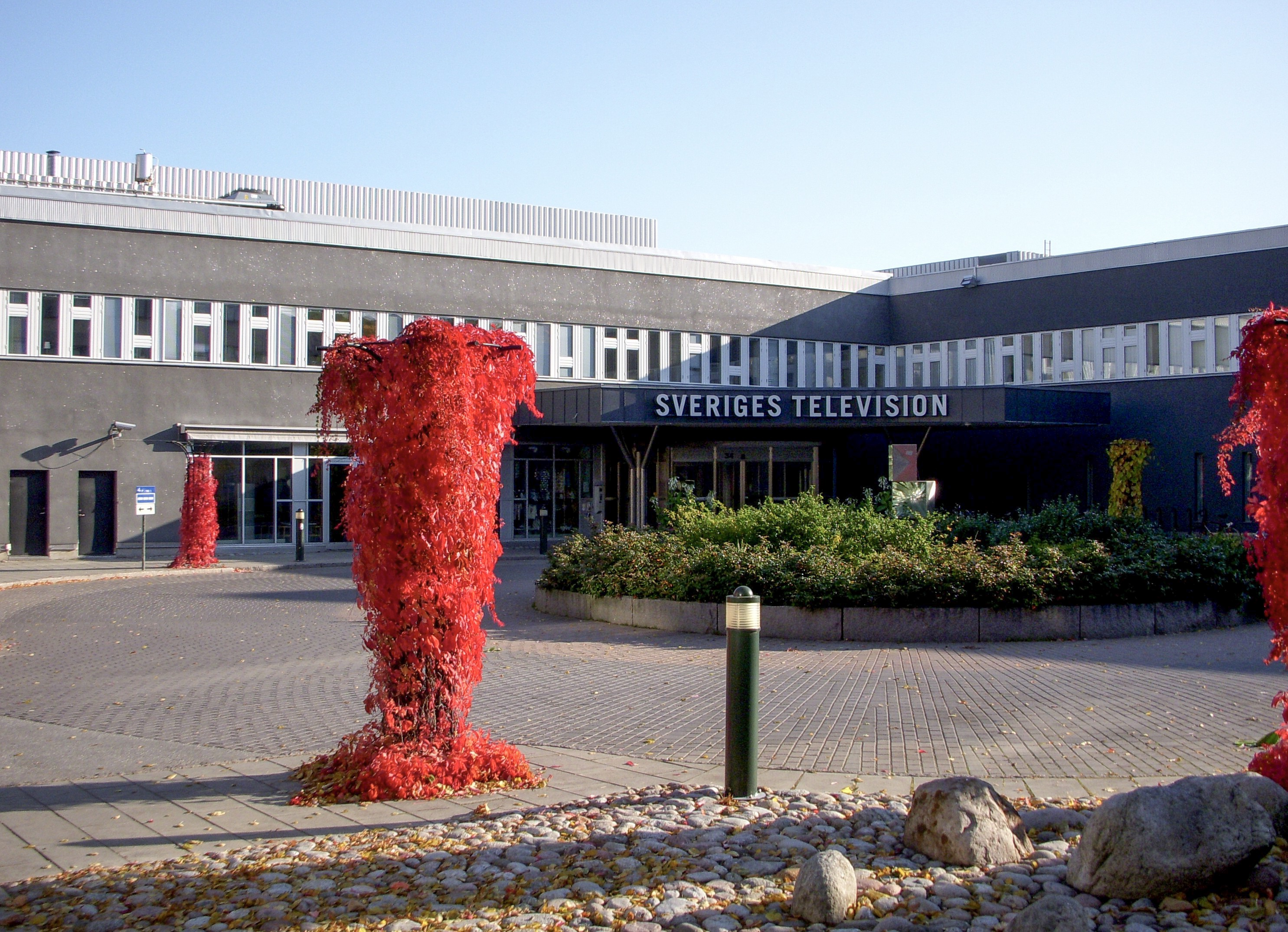
Sediul Televiziunii Suedeze din Stockholm

Suedezii sunt printre cei mai mari consumatori de ziare din lume și aproape fiecare oraș este deservit de un ziar local. Principalele ziare de dimineață de calitate ale țării sunt Dagens Nyheter⁠(d) (liberal), Göteborgs-Posten⁠(d) (liberal), Svenska Dagbladet⁠(d) (liberal conservator) și Sydsvenska Dagbladet⁠(d) (liberal). Cele mai mari două tabloide⁠(d) de seară sunt Aftonbladet⁠(d) (social-democrat) și Expressen⁠(d) (liberal). Ziarul internațional gratuit și finanțat prin publicitate, Metro International⁠(d), a fost fondat la Stockholm, Suedia. Știrile țării sunt raportate în engleză, printre alții, de The Local (liberal).
Companiile publice de radiodifuziune au deținut mult timp monopolul radioului și televiziunii în Suedia. Emisiunile radio finanțate cu licență au început în 1925. O a doua rețea de radio a fost începută în 1954, iar o a treia a fost deschisă în 1962, ca răspuns la posturile de radio pirat. Radioul comunitar⁠(d) non-profit a fost permis în 1979, iar în 1993 a apărut radioul local comercial.
Serviciul de televiziune finanțat prin licență a fost lansat oficial în 1956. Un al doilea canal, TV2⁠(d), a fost lansat în 1969. Aceste două canale (operate de Sveriges Television de la sfârșitul anilor 1970) au deținut monopol până în anii 1980, când au devenit disponibile televiziunea prin cablu și prin satelit. Primul serviciu prin satelit în limba suedeză a fost TV3, care a început să transmită din Londra în 1987. A fost urmat de Kanal 5⁠(d) în 1989 (cunoscut pe atunci sub numele de Nordic Channel) și TV4 în 1990.
În 1991, guvernul a anunțat că va începe să primească cereri de la companiile private de televiziune care doresc să transmită prin rețeaua terestră. TV4, care anterior difuzase prin satelit, a primit o autorizație și și-a început emisia terestră în 1992, devenind primul canal privat care a difuzat conținut de televiziune din interiorul țării.
Aproximativ jumătate din populație este conectată la televiziune prin cablu. Televiziunea digitală terestră din Suedia a început în 1999, iar ultimele transmisii terestre analogice au încetat în 2007.

### Literatură

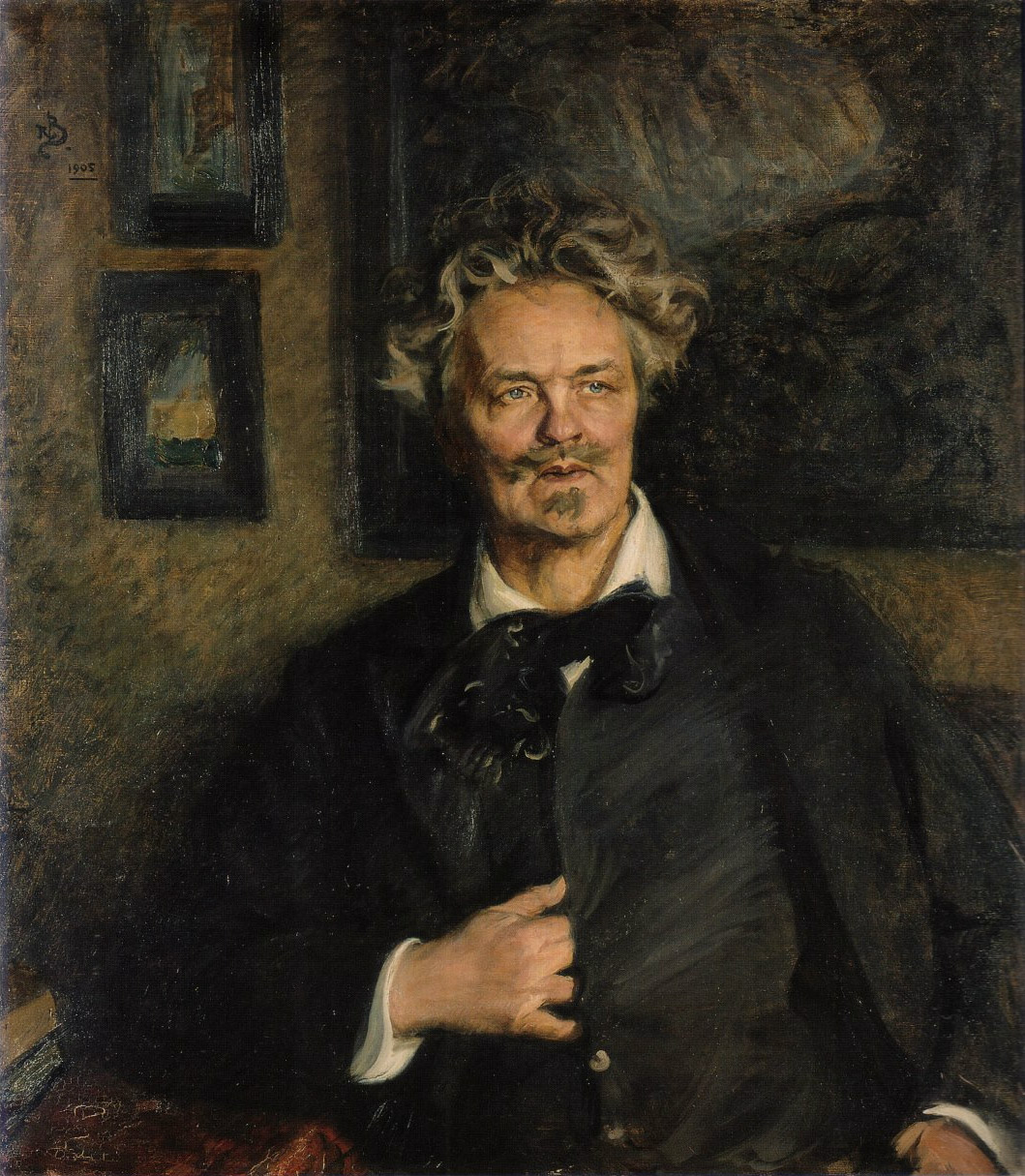
Scriitorul și dramaturgul August Strindberg

Primul text literar din Suedia este piatra runică de la Rök⁠(d), sculptată în timpul epocii vikingilor pe la 800 e.n. Odată cu convertirea țării la creștinism în jurul anului 1100, Suedia a intrat în Evul Mediu, perioadă în care scriitorii monahi preferau să folosească latina. Prin urmare, există doar câteva texte în suedeza veche⁠(d) din acea perioadă. Literatura suedeză a înflorit abia când limba suedeză a fost standardizată în secolul al XVI-lea, o standardizare datorată în mare parte traducerii complete a Bibliei în suedeză în 1541. Această traducere este așa-numita Biblie a lui Gustav Vasa⁠(d).
Odată cu îmbunătățirea educației și cu libertatea adusă de secularizare, în secolul al XVII-lea, câțiva autori notabili au continuat să dezvolte limba suedeză. Printre figurile cele mai importante se numără Georg Stiernhielm⁠(d) (secolul al XVII-lea), care a fost primul care a scris poezie clasică în suedeză; Johan Henric Kellgren⁠(d) (secolul al XVIII-lea), primul care a scris proză suedeză fluentă; Carl Michael Bellman (sfârșitul secolului al XVIII-lea), primul scriitor de balade burlești⁠(d); și August Strindberg (sfârșitul secolului al XIX-lea), un scriitor și dramaturg socio-realist care a dobândit faimă mondială. La începutul secolului al XX-lea au continuat să producă autori de seamă, precum Selma Lagerlöf, (laureată Nobel 1909), Verner von Heidenstam (laureat Nobel 1916) și Pär Lagerkvist (laureat Nobel 1951).
În ultimele decenii, s-au impus la nivel internațional alți noi scriitori suedezi, între care romancierul polițist Henning Mankell și scriitorul de ficțiune de spionaj Jan Guillou. Scriitoarea suedeză care a făcut cea mai durabilă impresie asupra literaturii mondiale este scriitoarea de cărți pentru copii Astrid Lindgren, și cărțile ei despre Pippi Șosețica, Emil⁠(d) și alții. În 2008, al doilea cel mai bine vândut autor de ficțiune din lume a fost Stieg Larsson, a cărui serie de romane polițiste Millennium a fost publicată postum și foarte apreciată de critică. Larsson s-a inspirat foarte mult din opera lui Lindgren, bazându-și personajul central, Lisbeth Salander, pe Pippi Șosețica.

### Sărbători

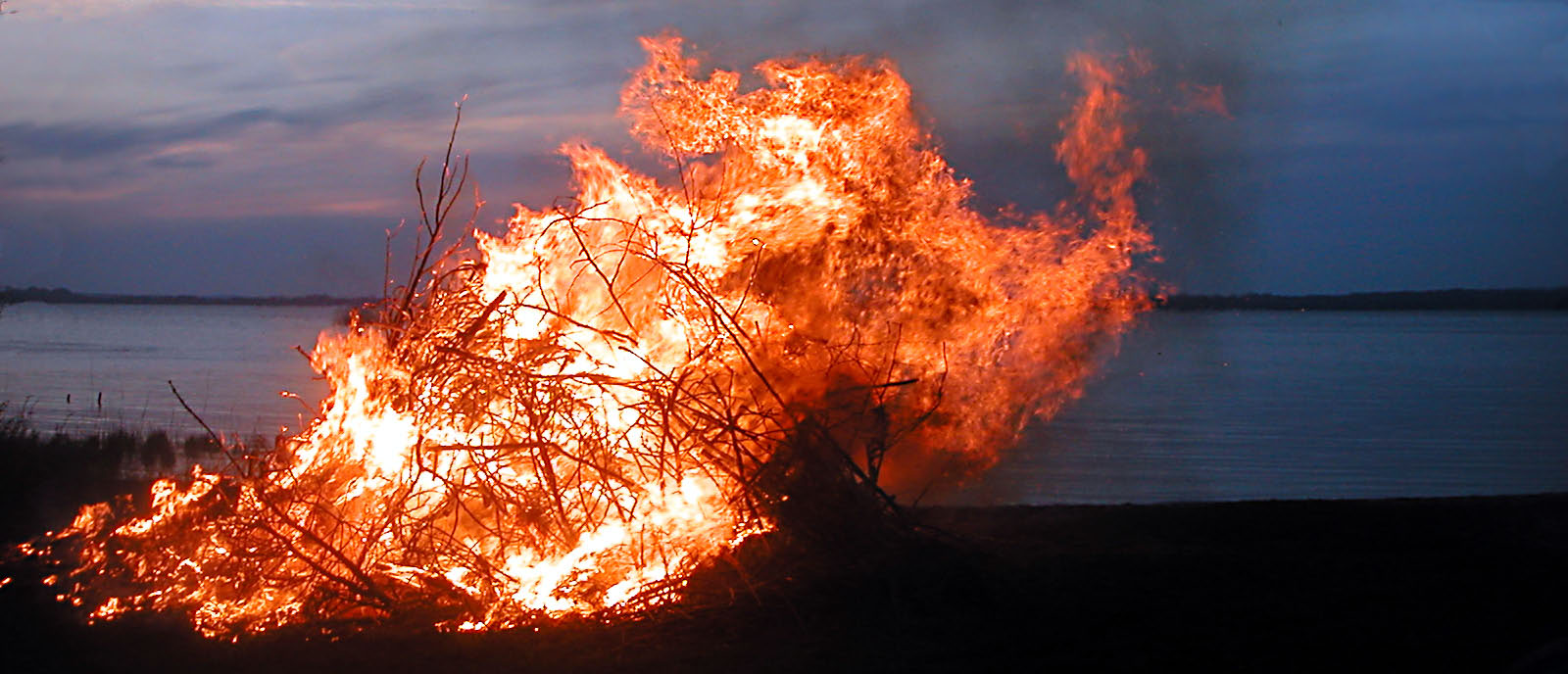
Foc de tabără în noaptea Valpurgiei în Suedia

În afară de sărbătorile tradiționale creștine protestante, Suedia celebrează și câteva sărbători unice, unele de tradiție precreștină. Acestea includ Midsommar⁠(d) care celebrează solstițiul de vară; Noaptea Valpurgiei (Valborgsmässoafton) de pe 30 aprilie, când se aprind focuri de tabără; și Ziua Oamenilor Muncii, de 1 Mai, dedicată demonstrațiilor socialiste. Ziua dătătoarei de lumină Sfânta Lucia, 13 decembrie, este recunoscută pe scară largă în sărbători elaborate care indică originea sa italiană și începe sezonul lunii de Crăciun.
6 iunie este Ziua Națională a Suediei și, din 2005, este sărbătoare legală. În plus, există sărbătorile oficiale de arborare a drapelului și un calendar al onomasticii în Suedia⁠(d). În august, mulți suedezi au kräftskivor (petreceri cu raci). Ajunul sfântului Martin din Tours este sărbătorit în Scania în noiembrie cu petrecerile Mårten Gås, unde se servesc gâscă friptă și Svartsoppa⁠(d) („supă neagră”, făcută din supă de gâscă, fructe, condimente, băuturi spirtoase și sânge de gâscă). Sami, una dintre minoritățile indigene ale Suediei, are sărbătoarea ei pe 6 februarie, iar Scania își sărbătorește ziua drapelului scanian în a treia duminică din iulie.

### Bucătăria

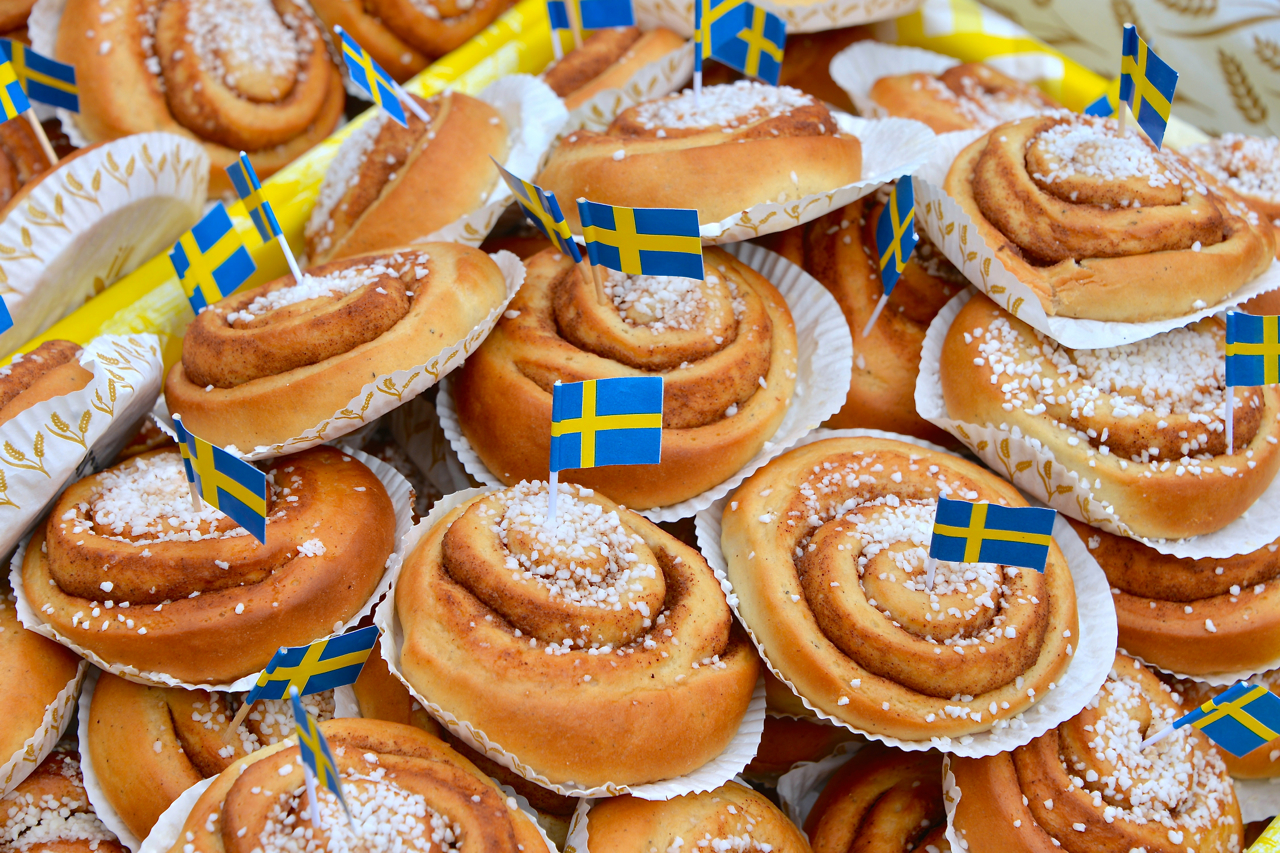
Rulouri cu scorțișoară originare din Suedia și Danemarca.

Bucătăria suedeză, ca și cea din celelalte țări nordice⁠(d) (Danemarca⁠(d), Norvegia⁠(d) și Finlanda⁠(d)), este, prin tradiție, una simplă. Peștele (în special heringul⁠(d)), carnea, cartofii și produsele lactate joacă rolurile centrale. Condimentele sunt rare. Preparate cunoscute sunt chiftelele suedeze, servite în mod tradițional cu sos, cartofi fierți și dulceață de merișoare; clătitele⁠(d); Pyttipanna⁠(d), o combinație prăjită și condimentată de carne și cartofi, menită inițial să faciliteze consumul oricăror resturi de carne; lutfisk⁠(d); și Smörgåsbord⁠(d), sau bufetul suedez. Akvavit este o populară băutură alcoolică distilată, iar consumul de Snaps⁠(d) are o importanță culturală. Pâinea crocantă⁠(d) tradițională, plată și uscată, s-a dezvoltat în mai multe variante contemporane. Alimentele importante din punct de vedere regional sunt Surströmming⁠(d) (pește fermentat) în nordul Suediei și anghila în sudul Suediei.
Mâncărurile tradiționale suedeze, dintre care unele au multe sute de ani, sunt încă o parte importantă a meselor suedeze de zi cu zi, în ciuda faptului că bucătăria suedeză modernă adoptă multe preparate internaționale.
În august, la sărbătoarea tradițională cunoscută sub numele de petrecerea cu raci, kräftskiva⁠(d), suedezii mănâncă cantități mari de raci fierți cu mărar.

### Cinematografie
Suedezii s-au remarcat în mod deosebit în domeniul filmului. O serie de suedezi au avut succes la Hollywood, printre care Ingrid Bergman, Greta Garbo și Max von Sydow. Printre câțiva regizori care au realizat filme de succes internațional pot fi amintiți Ingmar Bergman, Lukas Moodysson și Lasse Hallström.

### Modă
Interesul pentru modă este mare în Suedia, iar țara are pe teritoriul său sediul central al unor mărci celebre precum Hennes & Mauritz (care operează ca H&M), J. Lindeberg⁠(d) (operează ca JL), Acne⁠(d), Lindex⁠(d), Odd Molly⁠(d), Cheap Monday⁠(d), Gant, WESC⁠(d), Filippa K⁠(d), și Nakkna⁠(d). Aceste companii sunt compuse însă în mare parte din cumpărători care importă bunuri la modă din toată Europa și America, continuând tendința afacerilor suedeze spre dependența economică multinațională, ca mulți dintre vecinii săi.

### Sport

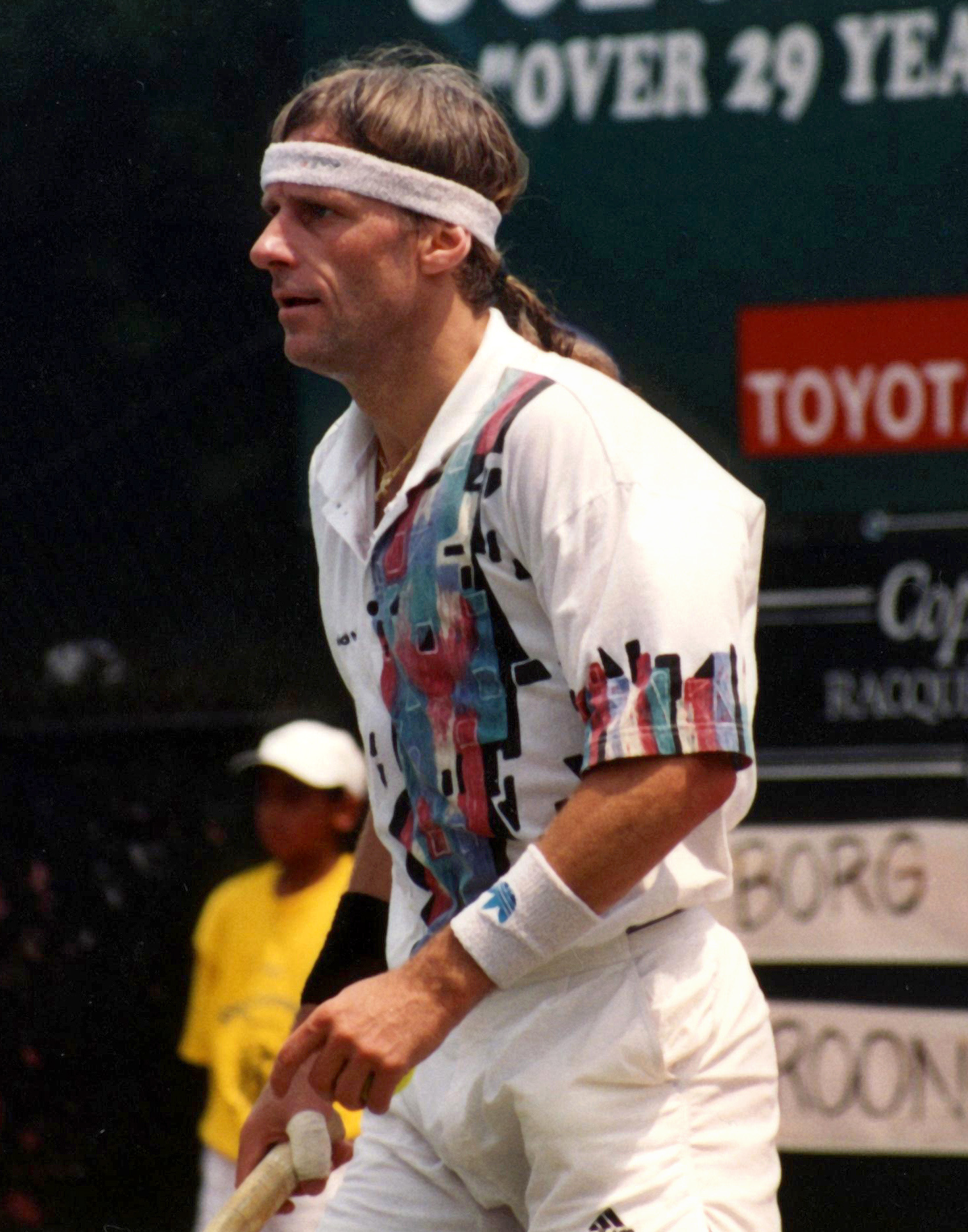
Fostul jucător de tenis nr. 1 mondial Björn Borg

Activitățile sportive sunt o mișcare națională în care jumătate din populație participă activ la activități sportive organizate. Cele două sporturi principale pentru spectatori sunt fotbalul și hocheiul pe gheață. După acestea, sporturile cu cai (la care majoritatea participanților sunt femei) au cel mai mare număr de practicanți. Ulterior, golful, orientarea, gimnastica, atletismul⁠(d) și sporturile de echipă: hochei pe gheață, handbal, Floorball⁠(d), baschet și bandy sunt cele mai populare în ceea ce privește practicanții.
Echipa națională masculină de hochei pe gheață a Suediei⁠(d), poreclită Tre Kronor (în tradicere literală, Trei Coroane⁠(d) — simbolul național al Suediei), este considerată una dintre cele mai bune din lume. Echipa a câștigat Campionatele Mondiale de nouă ori, clasându-se pe locul al treilea la numărul total de medalii. Tre Kronor a câștigat și medalii de aur olimpice în 1994⁠(d) și 2006⁠(d). În 2006, Tre Kronor a devenit prima echipă națională de hochei care a câștigat atât campionatul olimpic, cât și cel mondial în același an. Echipa națională de fotbal a Suediei a cunoscut un oarecare succes la Cupa Mondială în trecut, terminând pe locul al doilea când a găzduit turneul în 1958, și pe locul trei de două ori, în 1950 și 1994.
Suedia a găzduit Jocurile Olimpice de vară din 1912, competițiile de echitație la Jocurile Olimpice de vară din 1956⁠(d) și Cupa Mondială FIFA din 1958. Alte mari evenimente sportive desfășurate în Suedia au fost UEFA Euro 1992, Cupa Mondială Feminină FIFA 1995, Campionatele Mondiale de atletism 1995, UEFA Euro Feminin 2013⁠(d) și mai multe campionate de hochei pe gheață, curling, atletism, schi, bandy, patinaj artistic și înot.
În 2016, Federația Suedeză de Poker (Svepof) s-a afiliat la Federația Internaționale de Poker (IFP).